# Lewis Hamilton
Pour les articles homonymes, voir Hamilton.
Lewis Hamilton, né le 7 janvier 1985 à Stevenage (Angleterre), est un pilote automobile britannique, septuple champion du monde de Formule 1 en 2008, 2014, 2015, 2017, 2018, 2019 et 2020. Il est également recordman du nombre de pole positions, de podiums, de courses terminées dans les points, de points en carrière, de tours en tête ainsi que du nombre de victoires. Il est aussi le pilote qui a remporté le plus de victoires sur différents circuits, soit 31 tracés. Après la saison 2024, il totalise 105 victoires, 104 pole positions, 202 podiums et 67 meilleurs tours.
Né et élevé à Stevenage, dans le Hertfordshire, Lewis Hamilton fait ses armes en karting puis rejoint le programme des jeunes pilotes de McLaren en 1998 à treize ans. Vainqueur du championnat de Formule 3 Euro Series en 2005 puis du championnat de GP2 Series 2006, il débute en Formule 1 en 2007, au sein de l'écurie de Ron Dennis. À sa première saison, s'imposant dès sa sixième course en Formule 1 à Montréal, battant plusieurs records de précocité, il termine deuxième du championnat à un point de Kimi Räikkönen. L'année suivante, il remporte son premier titre de champion du monde grâce à un dépassement dans le dernier virage du dernier Grand Prix à Interlagos, pour devenir à l'époque le plus jeune pilote titré en Formule 1.
Après quatre saisons de plus avec McLaren (21 victoires au total), il rejoint Mercedes Grand Prix en 2013. L'ère des moteurs turbocompressés hybrides, qui débute en 2014, marque le départ d'une domination totale de l'écurie allemande et de son pilote, qui s'adjuge six titres mondiaux supplémentaires entre 2014 et 2021. Il est seulement battu en 2016 au cours d'une rivalité intense avec son coéquipier Nico Rosberg. Son règne prend fin en 2021 lors de la dernière course de la saison à Abou Dabi où il cède son titre à Max Verstappen qui le dépasse dans le dernier tour lors d'un final controversé. Le manque de compétitivité de sa Mercedes W13 et la domination de Red Bull l'éloignent progressivement des podiums et de la victoire (deux en 2024). Il quitte Mercedes après douze saisons, avec un palmarès record au volant d'une flèche d'argent, de 84 victoires, 78 pole positions, 153 podiums, six titres des pilotes et huit des constructeurs.
Début 2024, la Scuderia Ferrari annonce à la surprise générale son arrivée aux côtés de Charles Leclerc à partir de 2025. 
Lewis Hamilton est considéré comme le pilote qui a élargi l'audience de la Formule 1, en partie grâce à son activité sociale, son engagement pour la défense de l'environnement, ses incursions dans la musique et la mode. En 2020, il devient une figure majeure du mouvement Black Lives Matter, engageant toute la Formule 1 dans la lutte contre le racisme et pour augmenter la diversité dans le sport automobile. Membre de l'ordre de l'Empire britannique depuis son titre mondial en 2008, Lewis Hamilton est élevé au grade de chevalier (KBE) et anobli par la reine Élisabeth II en décembre 2020. Un an après, il est officiellement adoubé par le roi Charles III au château de Windsor.

## Biographie

### Les débuts
Le grand-père paternel de Lewis Hamilton est originaire de la Grenade, qu'il a quittée en 1955 pour l'Angleterre, puis y est retourné dans les années 1970 après le décès de sa femme. Son père Anthony est né en Angleterre. Lewis Hamilton naît le 7 janvier 1985 à Stevenage et grandit à Tewin, au nord de Londres. Sa mère, Carmen Larbalestier, est blanche, originaire de Birmingham. Ses parents divorcent alors qu'il est encore très jeune, et il passe une partie de son enfance chez elle. En mars 2022, Lewis Hamilton annonce qu'il a l'intention d'ajouter le nom de famille de sa mère à son propre patronyme.
Lewis Hamilton débute par le karting à l'âge de huit ans et se met rapidement en évidence par son coup de volant. À neuf ans, il remporte son premier championnat national, ce qui lui vaut d'être invité en fin d'année au dîner de gala organisé par l'hebdomadaire britannique Autosport. À cette occasion, il aborde Ron Dennis, le patron de l'écurie de Formule 1 McLaren et lui confie qu'il aimerait un jour piloter en Formule 1 pour son écurie. Ron Dennis l'encourage à persévérer et lui promet de suivre attentivement sa carrière. Trois ans plus tard, Ron Dennis lui fait signer un contrat à long terme et accepte de financer sa carrière. En 2000 il devient champion d'Europe de Formula A en karting sur CRG-Parilla.
En 2002, Hamilton fait ses débuts dans le championnat britannique de Formule Renault, qu'il remporte l'année suivante avec l'équipe Manor Motorsport. Fin 2003, toujours pour le compte de Manor Motorsport, il dispute également deux courses du championnat britannique de Formule 3 ainsi que les deux courses internationales de Formule 3 de Macao et de Corée, réalisant la pole position de cette dernière.
En 2004, il réalise sa première saison complète de Formule 3, toujours pour la même équipe, mais dans le championnat Euroseries. Après une première saison prometteuse, il est engagé par l'équipe française ASM et écrase le championnat 2005, remportant quinze courses sur vingt, ainsi que les Masters de Zandvoort.
Cette réussite lui vaut de passer en 2006 en GP2, où il remplace le tenant du titre Nico Rosberg dans l'écurie ART Grand Prix. D'emblée, Lewis Hamilton domine des pilotes plus expérimentés que lui et, malgré le retour en fin de saison de Nelsinho Piquet, s'octroie le titre de champion lors du dernier week-end.

### 2007: première saison en Formule 1 chez McLaren

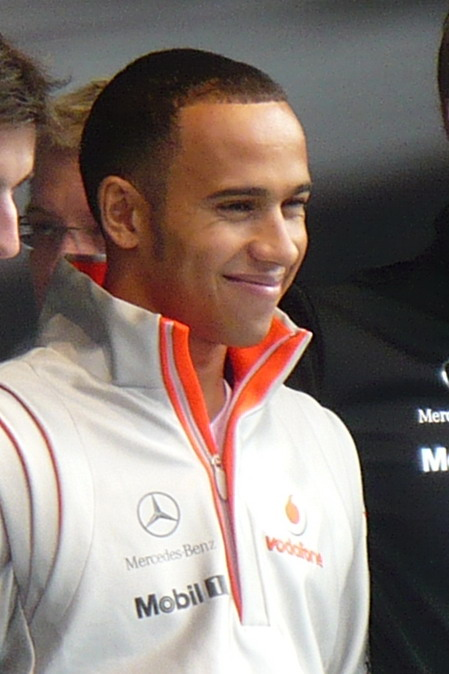
Lewis Hamilton en novembre 2007.

Lors de la saison 2007, Hamilton rejoint McLaren-Mercedes aux côtés de Fernando Alonso, un tout nouveau duo composant l'écurie anglo-allemande. Dès ses premiers Grands Prix, l'Anglais confirme les espoirs placés en lui. En Australie, il le qualifie en quatrième position derrière Nick Heidfeld. Le dimanche, après avoir ponctuellement mené la course, il termine troisième derrière Alonso qui le double à la faveur du dernier ravitaillement ; il devient le premier débutant à terminer son premier Grand Prix sur le podium depuis Jacques Villeneuve en 1996. En Malaisie, il est deuxième derrière son coéquipier après avoir doublé les deux Ferrari au départ et résisté de manière autoritaire aux attaques de Felipe Massa dans les premiers tours. Hamilton termine deuxième, derrière Felipe Massa, au Grand Prix de Bahreïn et devient le seul débutant à conquérir trois podiums pour ses trois premières courses en championnat. À l'issue de la course, il est troisième du championnat, à égalité de points avec Fernando Alonso et Kimi Räikkönen. En Espagne, il prend une nouvelle deuxième place, lui ce qui lui permet de prendre la tête du championnat, devenant le plus jeune pilote à mener le championnat. Il est cependant rattrapé par Fernando Alonso, vainqueur à Monaco, malgré une nouvelle deuxième place obtenue dans les rues de la principauté.

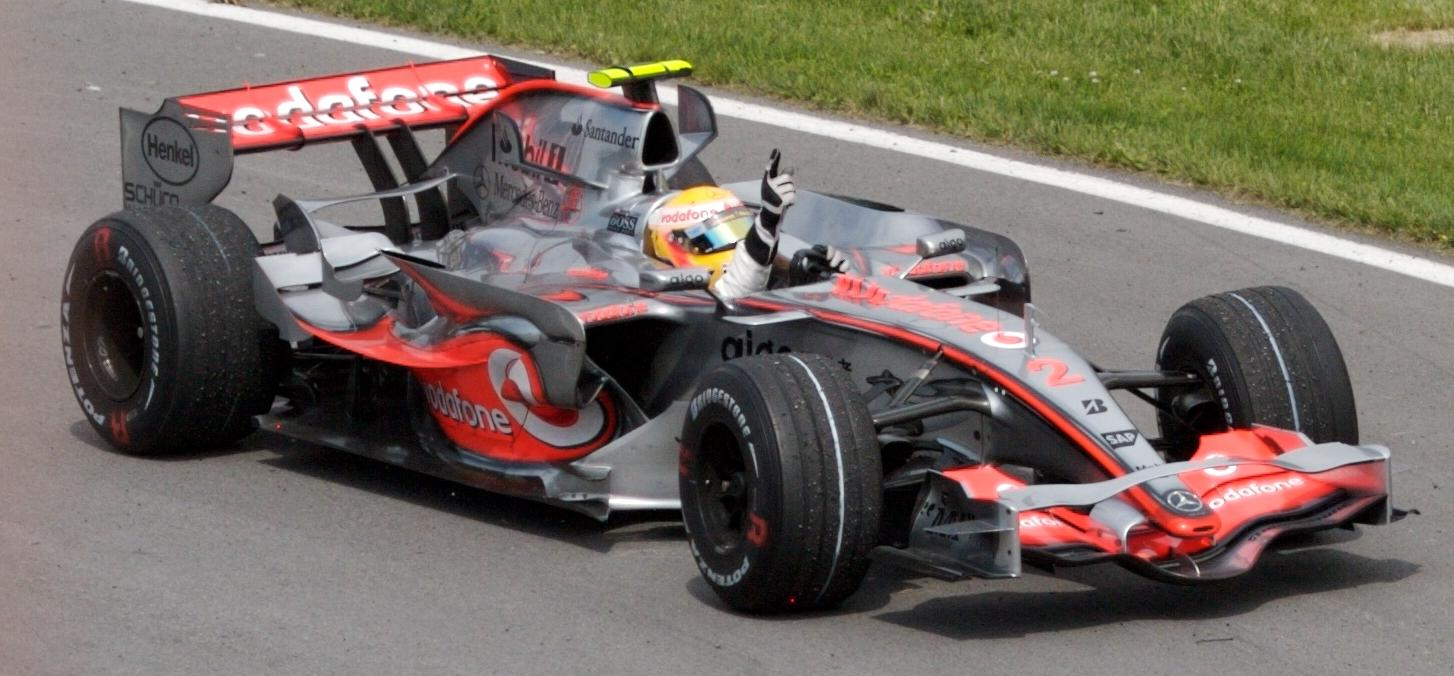
Lewis Hamilton dans son tour d'honneur après sa première victoire, au Grand Prix du Canada.

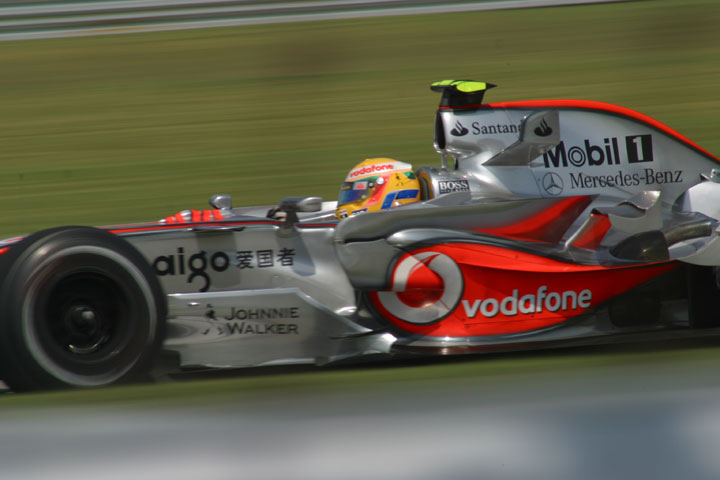
Lewis Hamilton au Grand Prix des États-Unis.

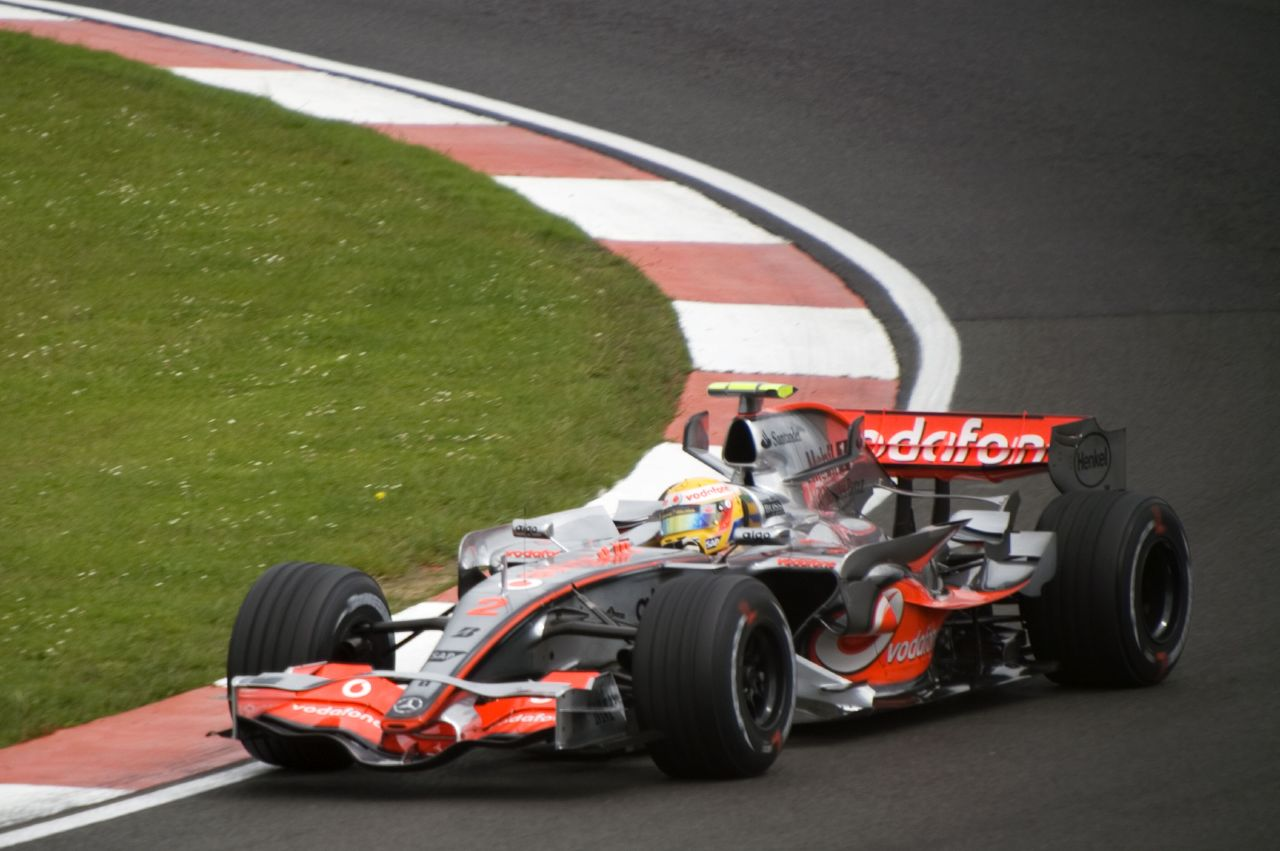
Lewis Hamilton au Grand Prix de Grande-Bretagne.

Dès sa sixième course, au Grand Prix du Canada, il obtient la première pole position de sa carrière devant son coéquipier et la BMW de Nick Heidfeld et part de la première ligne pour la troisième fois de la saison. Il remporte la course, marquée par l'accident de Robert Kubica et quatre interventions de la voiture de sécurité. Il récidive une semaine plus tard, en décrochant de nouveau la pole position. Le lendemain, il augmente son avance au  championnat en remportant, sur l'Indianapolis Motor Speedway, le Grand Prix des États-Unis. Après cette deuxième victoire consécutive, il compte dix points d'avance sur son coéquipier Alonso au championnat. À l'occasion du Grand Prix de France à Magny-Cours, les McLaren sont moins performantes et Ferrari réalise son premier doublé de la saison. Hamilton termine troisième et accroît encore son avance sur son coéquipier qui termine septième. Lors de son Grand Prix national à Silverstone, il réalise la pole position devant son public. Il termine toutefois troisième, obtenant son neuvième podium consécutif et consolidant sa place de leader du championnat, bien que son coéquipier finisse deuxième.
Le 21 juillet, lors de la dernière partie des qualifications du Grand Prix d'Europe disputé sur le Nürburgring, il est victime d'une violente sortie de route causée par l'éclatement d'un pneumatique à cause de la mauvaise fixation de l'une de ses roues en raison de la défaillance d'un pistolet pneumatique, dans une courbe rapide et percute de face un mur de pneus. Après s'être difficilement extrait de sa monoplace, il est évacué vers le centre médical du circuit puis vers l'hôpital de Coblence où les examens pratiqués ne laissent apparaître aucune fracture ou lésion. Le lendemain, les délégués médicaux de la FIA l'autorisent à participer à la course qu'il démarre à la dixième place de la grille. Son excellent départ est gâché par une crevaison consécutive à une touchette puis par une sortie de piste au moment où une violente averse s'abat sur le circuit. De retour en piste grâce à l'aide des commissaires, il prend place en queue de peloton lors du second départ et perd toute chance de bien figurer en chaussant les pneus secs trop tôt. Sa remontée s'achève en neuvième position, réalisant ainsi son premier score vierge en Formule 1, ce qui permet à son coéquipier Alonso, vainqueur de la course, de revenir à deux longueurs au championnat. Selon des experts, la décélération subie par le leader du championnat du monde lors de son terrible crash des qualifications du GP d'Europe sur le Nürburgring a été de 29,8 g. À la question : « En quoi cet accident vous a-t-il perturbé ? », Hamilton répond : « Il ne m'a pas perturbé. C'est loin d'être le premier et sûrement pas le dernier ! »
Deux semaines plus tard, au Grand Prix de Hongrie, Hamilton s'élance de la pole position après le déclassement de son coéquipier, rétrogradé en sixième position à la suite d'un comportement jugé antisportif lors de la séance de qualification, ayant gêné le Britannique lors d'un changement de pneus. Hamilton remporte l'épreuve devant Kimi Räikkönen avec qui il est resté au coude à coude durant toute la course avec une avance de plus de quarante secondes sur les poursuivants. Il remporte ainsi sa troisième victoire en championnat et possède sept points d'avance sur Alonso et vingt sur Räikkönen. Le 26 août, au Grand Prix de Turquie, Hamilton part de la deuxième place entre les deux Ferrari de Felipe Massa et Kimi Räikkönen. Dès le départ, il se retrouve troisième, place qu'il va longtemps occuper même s'il perd quelques dixièmes de secondes au tour sur Massa au fil de la course. À seize tours du but, son pneu avant droit éclate alors qu'il roule à près de 260 km/h. Hamilton garde le contrôle de sa monoplace et rallie les stands où son arrêt lui fait perdre deux places. Il se retrouve cinquième, place qu'il tient jusqu'à l'arrivée malgré le retour d'Heikki Kovalainen. À Monza, il se qualifie à quelques millièmes d'Alonso à la deuxième place, qu'il conserve en course en finissant entre ses deux rivaux aux championnat Une semaine plus tard, à Spa-Francorchamps, il se qualifie en quatrième position devant Robert Kubica. Le lendemain, il se fait sortir de piste par Alonso au premier virage mais rallie l'arrivée à la quatrième place.
Le 30 septembre, au Grand Prix du Japon au Mont-Fuji, il réalise la pole position sous la pluie. Le lendemain, il remporte la course dans les mêmes conditions avec le tours le plus rapide en course alors que son coéquipier abandonne, et prend une sérieuse option dans l'optique du titre : il mène de douze points alors qu'il ne reste que deux Grand Prix. Toujours sur le continent asiatique, il réalise la pole position au Grand Prix de Chine devant les deux Ferrari. Après avoir mené la première partie de la course, Hamilton reste trop longtemps en piste avec des pneus usés : perdant plusieurs secondes pleines à chaque tour, il est dépassé par Kimi Räikkönen avant de rentrer enfin aux stands. En sur-vitesse dans l'allée des stands, il perd le contrôle de sa monoplace et échoue dans un bac à graviers. Après ce premier abandon de sa carrière, il n'a plus que quatre points d'avance sur Fernando Alonso et sept sur Kimi Räikkönen, deuxième et vainqueur de la course.
Au Brésil, il se qualifie en deuxième position derrière Felipe Massa. Virtuellement champion du monde au départ de la course, Lewis Hamilton commet une erreur en début de course lors d'une passe d'armes avec son coéquipier au cours de laquelle il sort de la piste, puis perd de nombreuses secondes à la suite d'un souci électronique qui le laisse temporairement au ralenti. Relégué en queue de peloton puis victime d'une mauvaise stratégie de course, il termine à la septième position après avoir perdu un tour sur Kimi Räikkönen qui s'impose et devient champion du monde. À égalité de points avec Fernando Alonso, il le devance au nombre de deuxièmes places et devient vice-champion du monde pour sa première saison ; seul Jacques Villeneuve, lors de la saison 1996, a terminé à une telle position pour une première saison. Il gagne le Trophée Seagrave, décerné par le Royal Automobile Club.

### 2008: premier titre de champion du monde

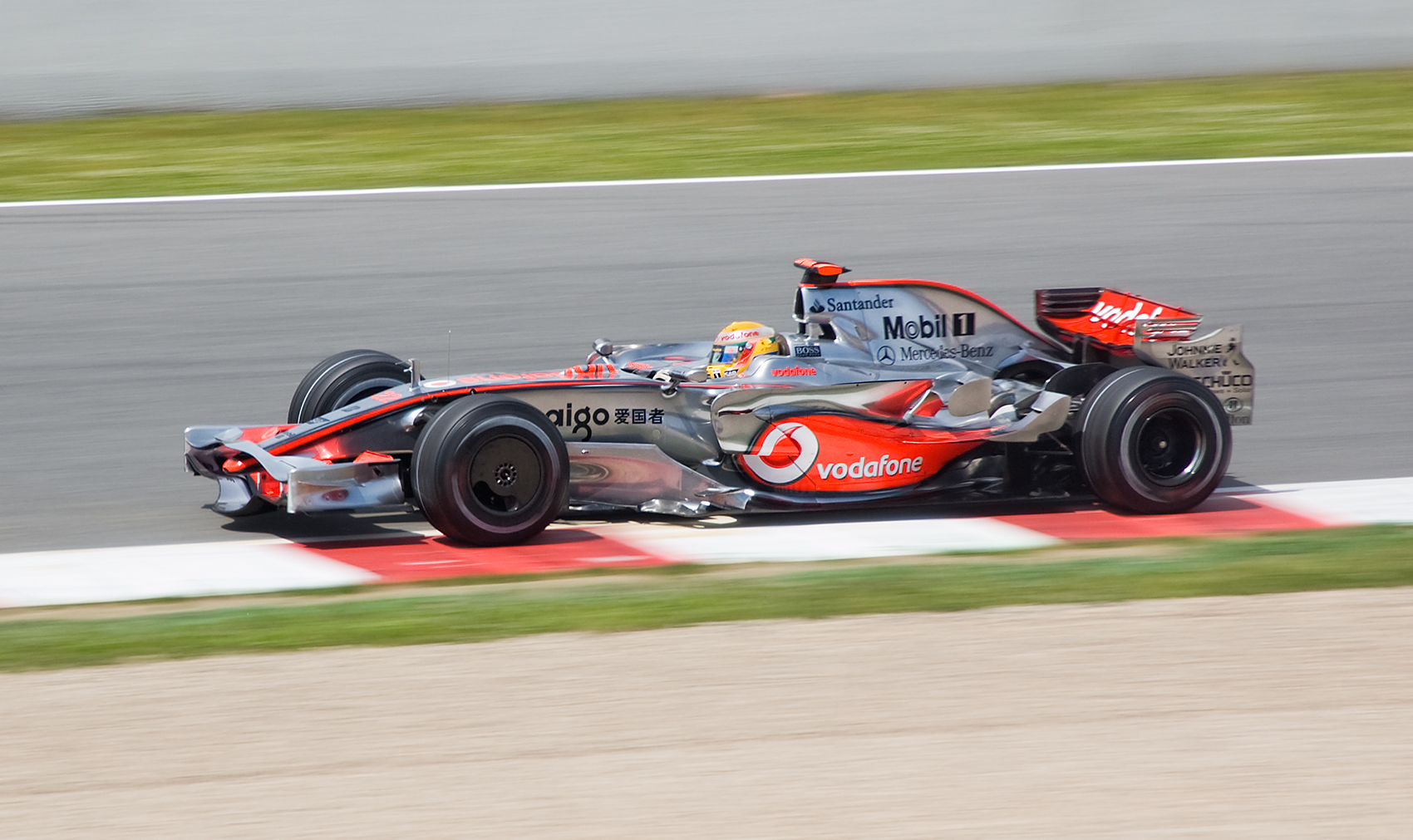
Lewis Hamilton au Grand Prix d'Espagne.

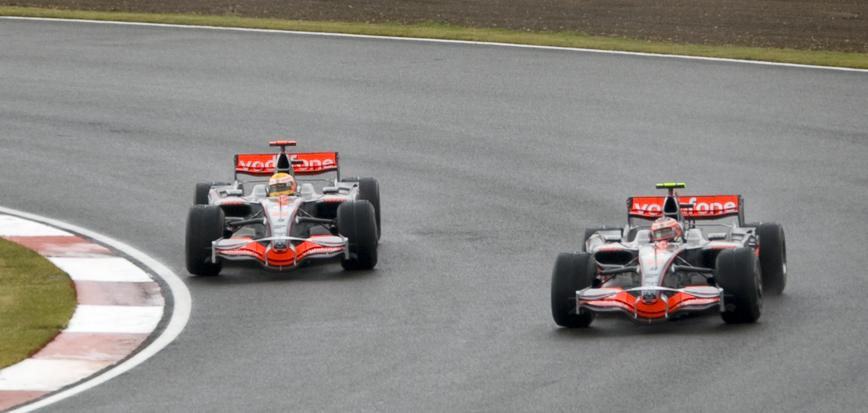
Lewis Hamilton (à gauche) dépasse Heikki Kovalainen lors du Grand Prix de Grande-Bretagne.

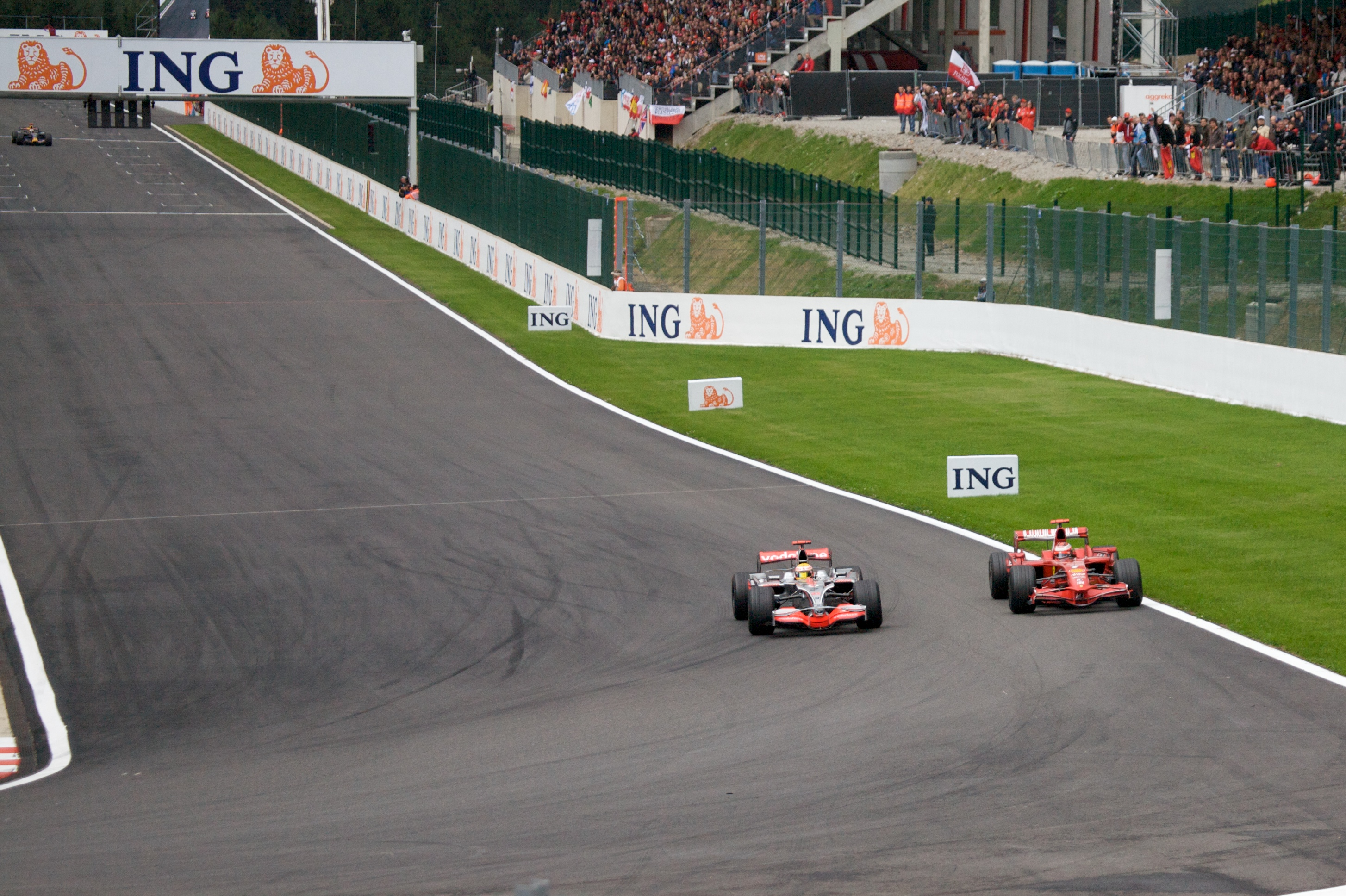
Dépassement de Lewis Hamilton sur Kimi Räikkönen lors du Grand Prix de Belgique.

Au mois de février 2008, lors d'essais privés sur le circuit de Catalogne à Barcelone, Lewis Hamilton est victime d'insultes à caractère raciste de la part de spectateurs. Après avoir menacé les autorités sportives espagnoles de sanctions pouvant aller jusqu'à la suppression du calendrier des deux Grands Prix disputés en Espagne si aucune mesure n'est prise pour empêcher que de tels faits se reproduisent, la FIA annonce le lancement d'une campagne intitulée Racing Against Racism. Le président de la FIA, Max Mosley, révèle par ailleurs qu'Hamilton a déjà été victime d'insultes racistes fin 2007 au Grand Prix de Chine et déjà en provenance de supporters espagnols de Fernando Alonso.
La saison 2008 commence en fanfare en Australie, avec une pole position le samedi devant Robert Kubica et son nouveau coéquipier, Heikki Kovalainen. Le dimanche, le natif de Stevenage remporte la course devant Nick Heidfeld et son ami Nico Rosberg. Victime d'un souci au moment de son ravitaillement en Malaisie, il se classe cinquième, derrière la Toyota de Jarno Trulli. De retour à Bahreïn, sur le circuit de Sakhir, il termine hors des points, après avoir légèrement décollé sur la Renault de Fernando Alonso, et perd la tête du championnat du monde au profit de Kimi Räikkönen. Qualifié cinquième en Espagne, il monte sur la troisième marche du podium derrière les deux Ferrari,. Le 10 mai, lors du Grand Prix de Turquie, il se qualifie en troisième position. Le lendemain, il termine deuxième, seul des favoris à avoir choisi une stratégie à trois ravitaillement. A Monaco, sous la pluie, il percute le rail mais rejoint tout de même son stand et remporte l'épreuve, utilisant à son avantage les différentes sorties de la voiture de sécurité ; cette victoire lui permet de récupérer la tête du championnat du monde aux dépens de Kimi Räikkönen qui termine à la porte des points.
Pour le Grand Prix du Canada, il domine les qualification et décroche sans conteste la pole position. Il mène le début de course avant de percuter Kimi Räikkönen au tour 19, immobilisé à cause du feu rouge dans la voie des stands, lors du ravitaillement ; il abandonne et perd la première place du championnat au profit de Robert Kubica qui remporte la course. Pénalisé d'un recul de dix places sur la grille de départ du Grand Prix de France pour cet incident, il part treizième. Le lendemain, il se classe dixième  et est à nouveau pénalisé pour avoir court-circuité une chicane en dépassant Sébastien Bourdais. Quinze jours plus tard, au Grand Prix de Grande-Bretagne, il se qualifie en quatrième position. Durant la course, il progresse au fil des premiers tours puis domine l'épreuve disputée dans des conditions dantesques en terminant avec plus d'une minute d'avance sur le deuxième, devenant le premier Anglais à remporter cette course depuis Johnny Herbert en 1995. Il reprend la tête du championnat, à égalité avec Felipe Massa et Räikkönen.
Il réitère sa performance en Allemagne après avoir réalisé une nouvelle pole position. Le dimanche, l'Anglais s'impose sur l'Hockenheimring devant la Renault de Nelson Piquet. Deux semaines plus tard, il s'élance en pole sur la grille de départ du Grand Prix de Hongrie. Il est cependant dépassé au premier virage par Massa, qui s'affirme comme étant son principal adversaire au championnat. Victime d'une crevaison au cours de la course, il finit cinquième mais augmente son avance au championnat car le Brésilien, qui a survolé l'épreuve, abandonne à trois tours de l'arrivée sur casse mécanique. Celui-ci prend sa revanche au Grand Prix d'Europe à Valence où il décroche la pole position et s'impose devant Hamilton,.
En Belgique, il réalise une nouvelle pole position, devant son rival brésilien. Longtemps deuxième derrière Räikkönen, il profite de l'apparition de la pluie en fin de course pour attaquer le Finlandais mais est sanctionné par une pénalité de vingt-cinq secondes après avoir franchi la ligne d'arrivée en vainqueur pour avoir court-circuité une chicane ; il se classe finalement troisième derrière Nick Heidfeld et Felipe Massa, vainqueur sur tapis vert. En Italie, piégé par les conditions climatiques, il ne se qualifie qu'en quinzième position. En course, il remonte à la septième place, juste derrière le Brésilien, et conserve un point d'avance sur son rival au championnat ; cette performance est cependant éclipsée par la victoire de Sebastian Vettel sur sa modeste Toro Rosso. À Singapour, Hamilton termine troisième derrière Fernando Alonso et Nico Rosberg, et accentue son avance à sept points, Felipe Massa terminant hors des points.
Au Japon, Hamilton se qualifie en pole position devant Räikkönen et son coéquipier. Le lendemain, il est pénalisé pour un freinage discutable au premier virage et termine en douzième position. Son avance au championnat se réduit à cinq points, son adversaire terminant septième, pénalisé pour l'avoir percuté. Une semaine plus tard, Hamilton survole le Grand Prix de Chine, où il décroche la pole position après avoir dominé les essais libres et les qualifications. Il remporte la course avec le meilleur tour devant Massa, qui termine deuxième. Le Britannique aborde la dernière manche du championnat, le Grand Prix du Brésil, avec sept points d'avance au championnat.
Parti quatrième quand Massa s'élance en pole position, Hamilton occupe une longue partie de la course la cinquième place, qui lui permet mathématiquement de remporter le championnat en cas de victoire du Brésilien. À la suite d'une averse dans les derniers tours, comme la majorité des pilotes, il s'arrête aux stands pour changer de pneus. Reparti cinquième derrière Massa, Alonso, Räikkönen et Timo Glock, ce dernier ayant fait le pari de rester en piste avec des pneus pour piste sèche, il est dépassé par Sebastian Vettel, ce qui le relègue à la sixième place et lui ôte le point dont il a besoin pour devenir champion. Massa remporte la course, mais peu de temps après que le Brésilien ait franchi la ligne d'arrivée, Hamilton dépasse Glock dans le dernier virage, en difficulté avec ses pneus secs, et récupère la cinquième place qui lui permet de devenir, à 23 ans, 9 mois et 26 jours, le plus jeune champion du monde de l'histoire de la Formule 1. Ce record est ensuite battu en 2010 par Sebastian Vettel. Champion du monde dès sa deuxième saison, il égale Jacques Villeneuve en 1997 et Juan Manuel Fangio en 1951.

### 2009: impossibilité de lutter pour le titre

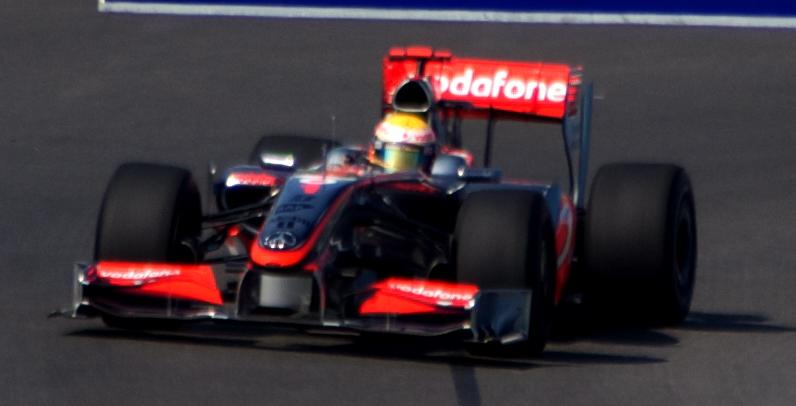
Lewis Hamilton passe la barre des 700 tours en tête d'une course, à Valence.

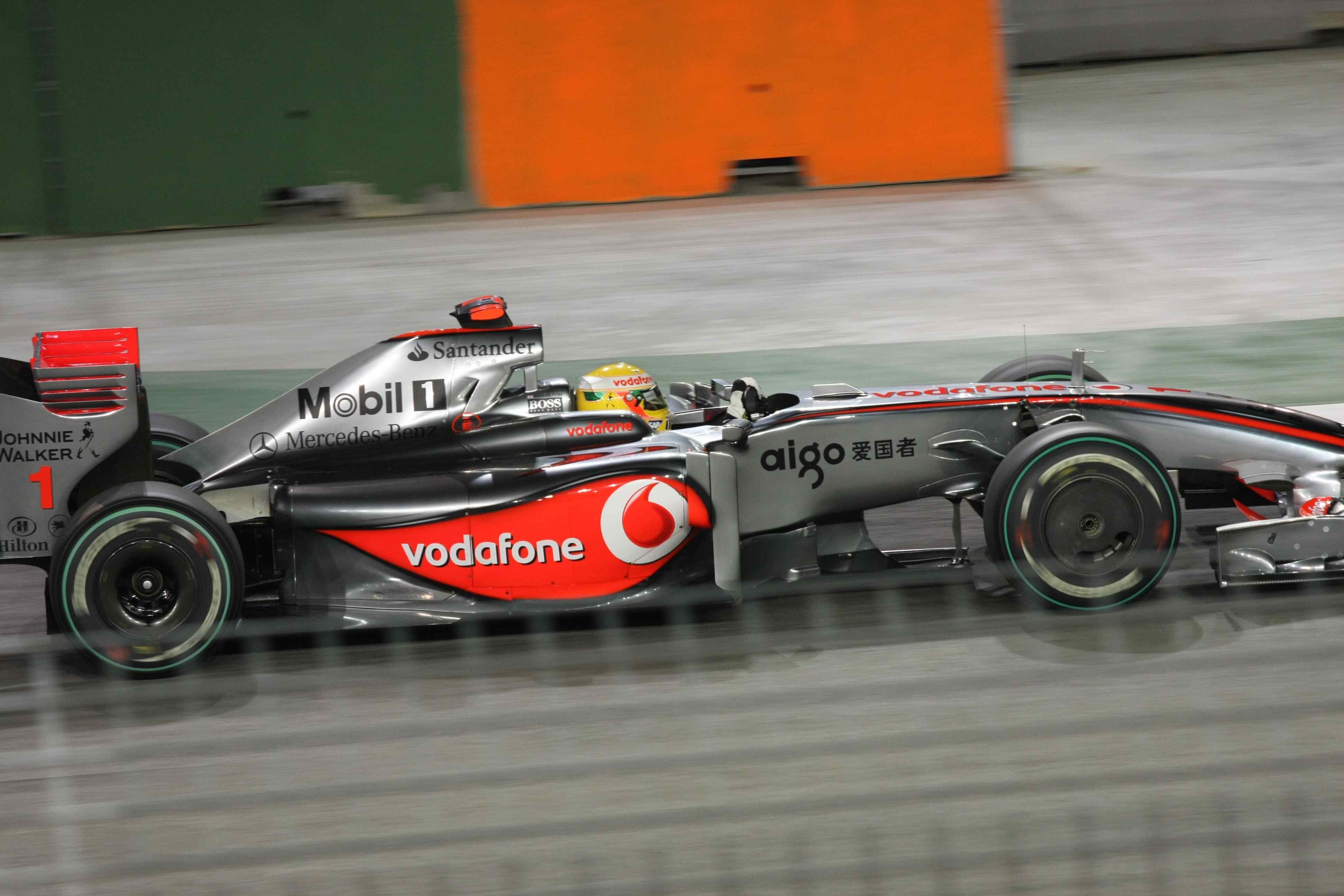
Lewis Hamilton décroche la onzième victoire de sa carrière à Singapour.

À l'entame de la saison 2009, Hamilton fait figure de favori pour le titre mondial face à des pilotes comme Felipe Massa ou Robert Kubica, considérés comme potentiels champions du monde après leurs prestations de 2008. Ces prévisions se révèlent erronées dès les séances d'essais hivernales. Les McLaren MP4-24, dotées du SREC qui les handicape en termes d'équilibre des masses, sont rétives et difficiles à mettre au point. Ni Hamilton ni son équipier Heikki Kovalainen ne parviennent à trouver leurs marques au cours des essais hivernaux.
Une polémique éclate à l'issue du premier Grand Prix de la saison, en Australie : Hamilton est accusé d'avoir délibérément menti aux enquêteurs de la FIA qui l'interrogeaient après la course à la suite d'un imbroglio lié à un dépassement sous drapeau jaune, passant de la quatrième à la troisième position. Après consultation des transmissions radios entre Hamilton et son stand, McLaren et Hamilton sont reconnus coupables et le pilote écope d'une disqualification du Grand Prix. Il débute ainsi la saison avec un score vierge, une première dans sa carrière.
Les premières courses de la saison confirment les piètres résultats hivernaux. Hamilton est dans l'impossibilité de défendre son titre mondial au volant d'une monoplace ne pouvant rien face aux révélations techniques que sont les Brawn-Mercedes (sans SREC mais dotées d'un double diffuseur) et les Red Bull-Renault (sans SREC). Pour le Grand Prix de Malaisie, il se qualifie treizième derrière Kazuki Nakajima. Il termine la course septième. Lors du Grand Prix suivant, en Chine, il termine à la sixième position. Tandis que Jenson Button enchaîne les victoires et que les pilotes Red Bull engrangent de gros points, et s'il termine dans les points à trois reprises lors des quatre premières courses, Hamilton n'inscrit que neuf points en neuf courses et n'est que onzième du championnat. Il est notamment victime d'un accident en qualifications à Monaco où il tape le mur, ce qui le fait partir dix-neuvième. Au Nürburgring, après s'être élancé cinquième, il se bat pour la victoire avant de connaître une crevaison après un contact avec Mark Webber.
En Hongrie, dixième manche du championnat, il réalise sa meilleure qualification de la saison et s'élance de la quatrième place de la grille. Auteur d'une course solide, il obtient sa première victoire de l'année alors qu'il n'était plus entré dans les points depuis la quatrième manche. Au Grand Prix d'Europe à Valence, il réalise sa première pole position de la saison devant son coéquipier et Rubens Barrichello. Le lendemain, il termine deuxième derrière Rubens Barrichello après une erreur de ses mécaniciens dans les stands alors qu'il était en tête. Une semaine plus tard, lors du Grand Prix de Belgique, il abandonne dès le premier tour, étant indirectement victime de l'accrochage entre Romain Grosjean et Jenson Button. Au Grand Prix d'Italie, Hamilton réalise la pole position devant Adrian Sutil. Il laisse cependant la victoire à Barrichello. Alors qu'il est en troisième position, il attaque Button dans le dernier tour pour le gain de la deuxième place, sort violemment de la piste et cède la troisième place à Kimi Räikkönen.
En pole position à Singapour, il remporte l'épreuve le lendemain devant Timo Glock et Alonso,. Il enchaîne avec deux troisième place au Japon et au Brésil,. À Abou Dabi, dernière épreuve de la saison, Hamilton obtient la pole position devant les deux Red Bull. L'Anglais mène le début de course, mais abandonne sur problème de freins au vingtième tour. Il se classe cinquième du championnat du monde avec 49 points et cède son titre à Jenson Button.

### 2010: retour à la compétitivité

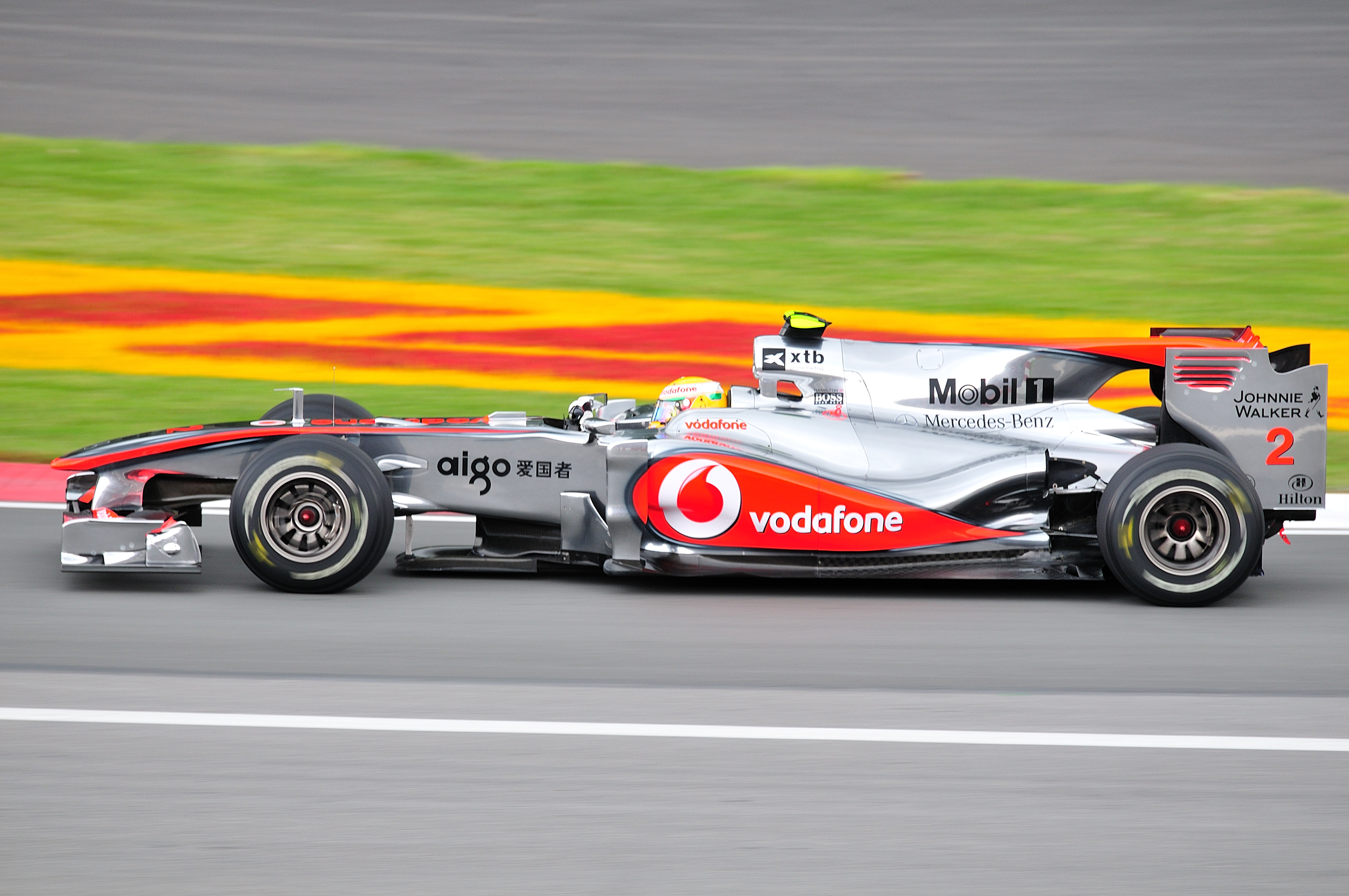
Lewis Hamilton au Grand Prix du Canada en 2010.

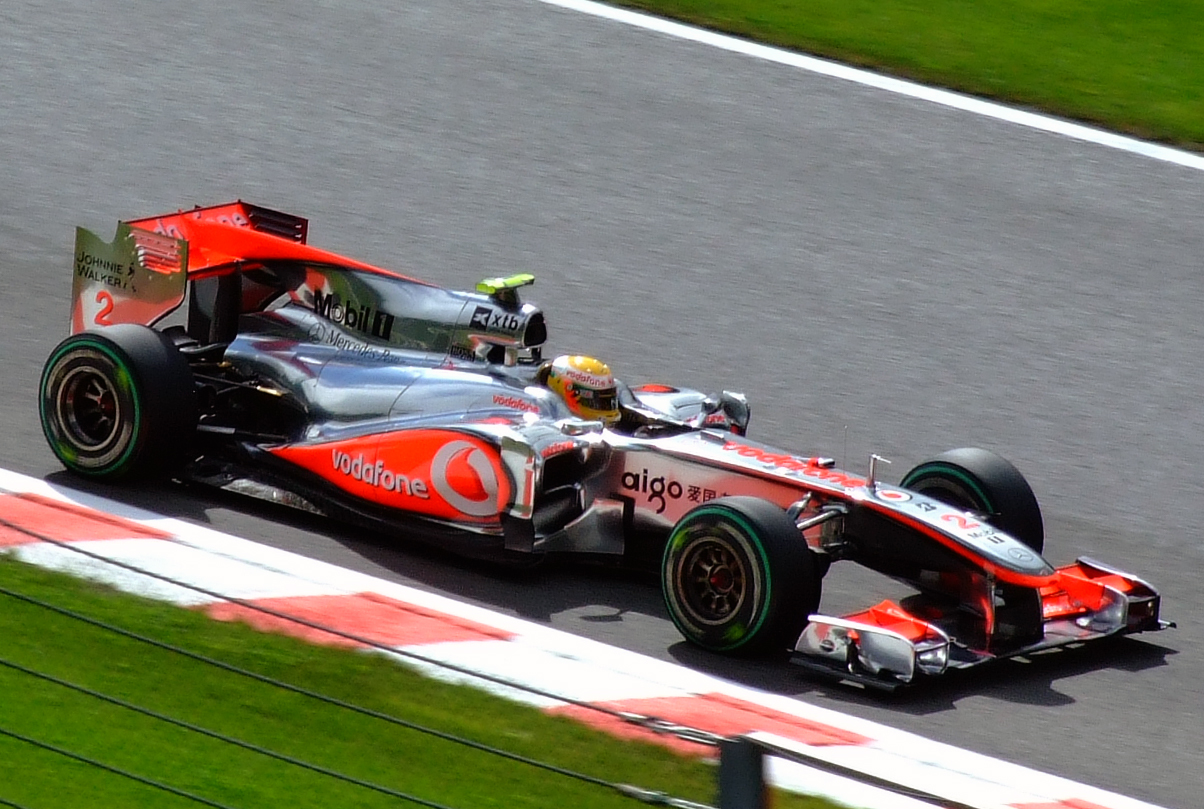
Lewis Hamilton au Grand Prix de Belgique en 2010.

À Bahreïn, premier Grand Prix de la saison, Hamilton se classe quatrième des qualifications. Il franchit la ligne troisième derrière Fernando Alonso et Felipe Massa. Au Grand Prix d'Australie, alors qu'il ne reste que quelques tours, Hamilton attaque Alonso pour le gain de la quatrième place lorsque Webber le percute au freinage : il termine sixième devant Vitantonio Liuzzi. En Malaisie, il s'élance en vingtième position. Lors de la course, il remonte jusqu'à la sixième place, au bénéfice de plusieurs abandons.
En Chine, sous la pluie, il termine deuxième derrière son coéquipier Jenson Button, assurant un doublé pour McLaren. À Barcelone, alors qu'il occupe la deuxième place depuis le départ, il abandonne, victime de la casse d'une jante et d'un accident sévère à deux tours du but. Cet abandon le relègue à la sixième place du championnat. À Monaco, il termine cinquième et parvient à éviter l'accident lors d'une des éditions du Grand-Prix les plus destructrices, avec seulement douze pilotes sur vingt-quatre à l'arrivée.
À Istanbul, Hamilton profite de l'accrochage entre les deux Red Bull et l'abandon de Vettel pour remporter son douzième succès devant Button et Webber. Poursuivant sur sa lancée, le Britannique signe au Canada la dix-huitième pole position de sa carrière, la première de la saison qui échappe à un pilote Red Bull Racing. Le lendemain, il s'impose devant Button et Fernando Alonso, ce qui lui permet de prendre la tête du championnat du monde.
Au Grand Prix d'Europe, il termine deuxième derrière Sebastian Vettel. À Silverstone , il se classe de nouveau deuxième et accroît son avance sur Button au championnat. Au Grand Prix d'Allemagne, avec une monoplace en retrait face aux Red Bull et aux Ferrari, Hamilton se qualifie sixième. Le lendemain, il accroche la quatrième place finale devant son coéquipier. Lors du Grand Prix de Hongrie, Hamilton fait part à ses ingénieurs de ses doutes sur la fiabilité de ses freins. Il s'élance de la cinquième position sur la grille mais, au vingt-troisième tour, abandonne en raison d'un problème de boîte de vitesses. Il perd la tête du championnat au profit de Mark Webber.
Fin août, Lewis Hamilton remporte le Grand Prix de Belgique juste devant Webber, alors que son coéquipier et Alonso abandonnent et que Vettel termine hors des points : il reprend la tête du championnat avec trois points d'avance sur l'Australien. Il abandonne à Monza, victime d'une rupture de direction à la suite d'un contact avec Felipe Massa et perd la tête du championnat. À Singapour, il profite du dépassement d'un retardataire par Webber pour le dépasser et s'emparer de la troisième place, mais l'Australien le percute et le contraint à l'abandon. À Suzuka, il est pénalisé de cinq places sur la grille pour changement de boîte de vitesses Il termine la course cinquième. Lors du Grand Prix de Corée, il profite du double abandon des Red Bull pour terminer deuxième derrière Alonso. En proie à des soucis d'adhérence au Brésil, Hamilton termine quatrième et voit ses chances de titre réduites, avec désormais vingt-quatre points de retard. À Abou Dabi, il se classe deuxième derrière Vettel, qui décroche le titre. Avec une pole position, cinq meilleurs tours, neuf podiums et trois victoires, Hamilton se classe quatrième du championnat.

### 2011: saison difficile chez McLaren-Mercedes

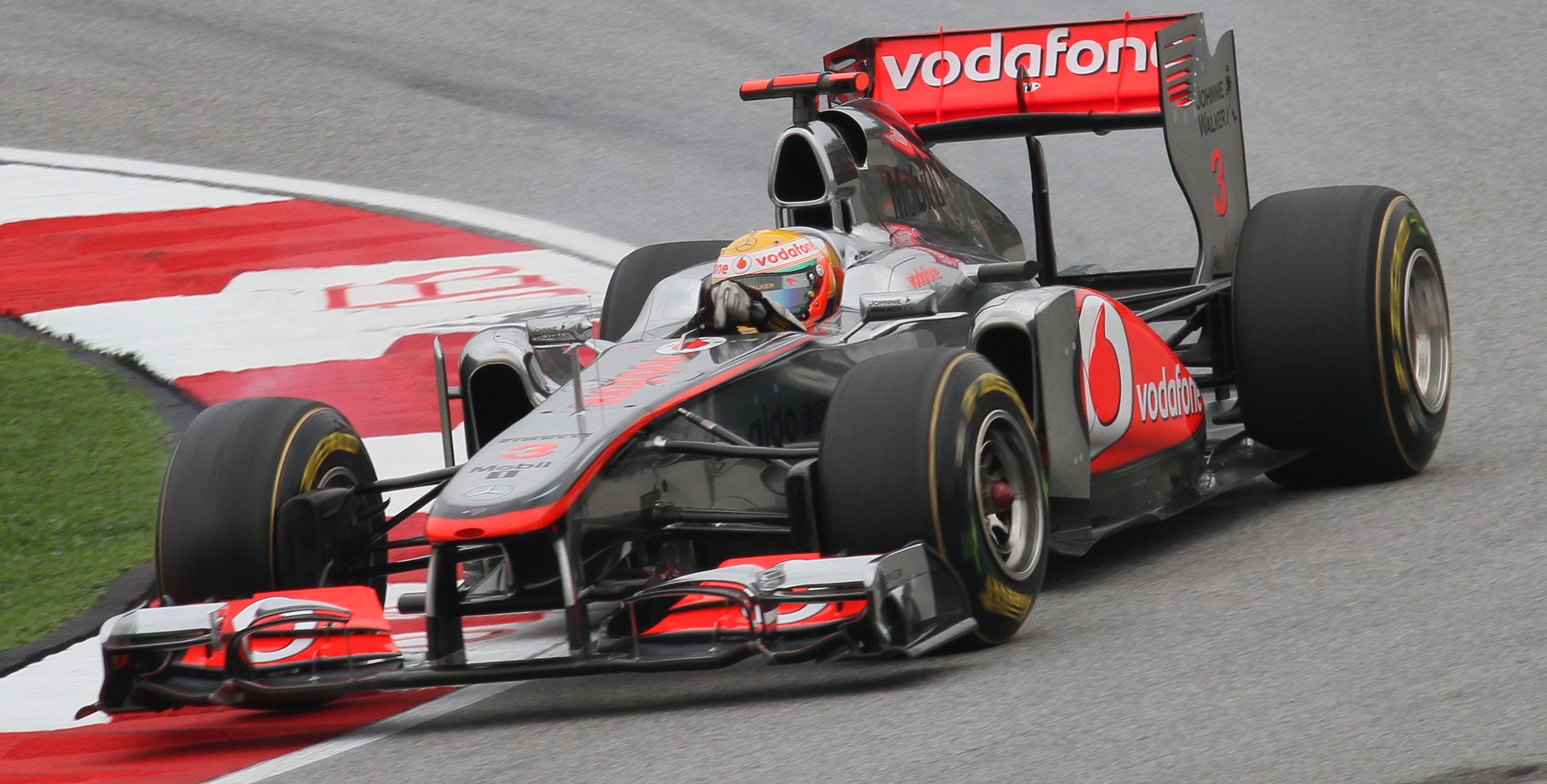
Lewis Hamilton au Grand Prix de Malaisie en 2011.

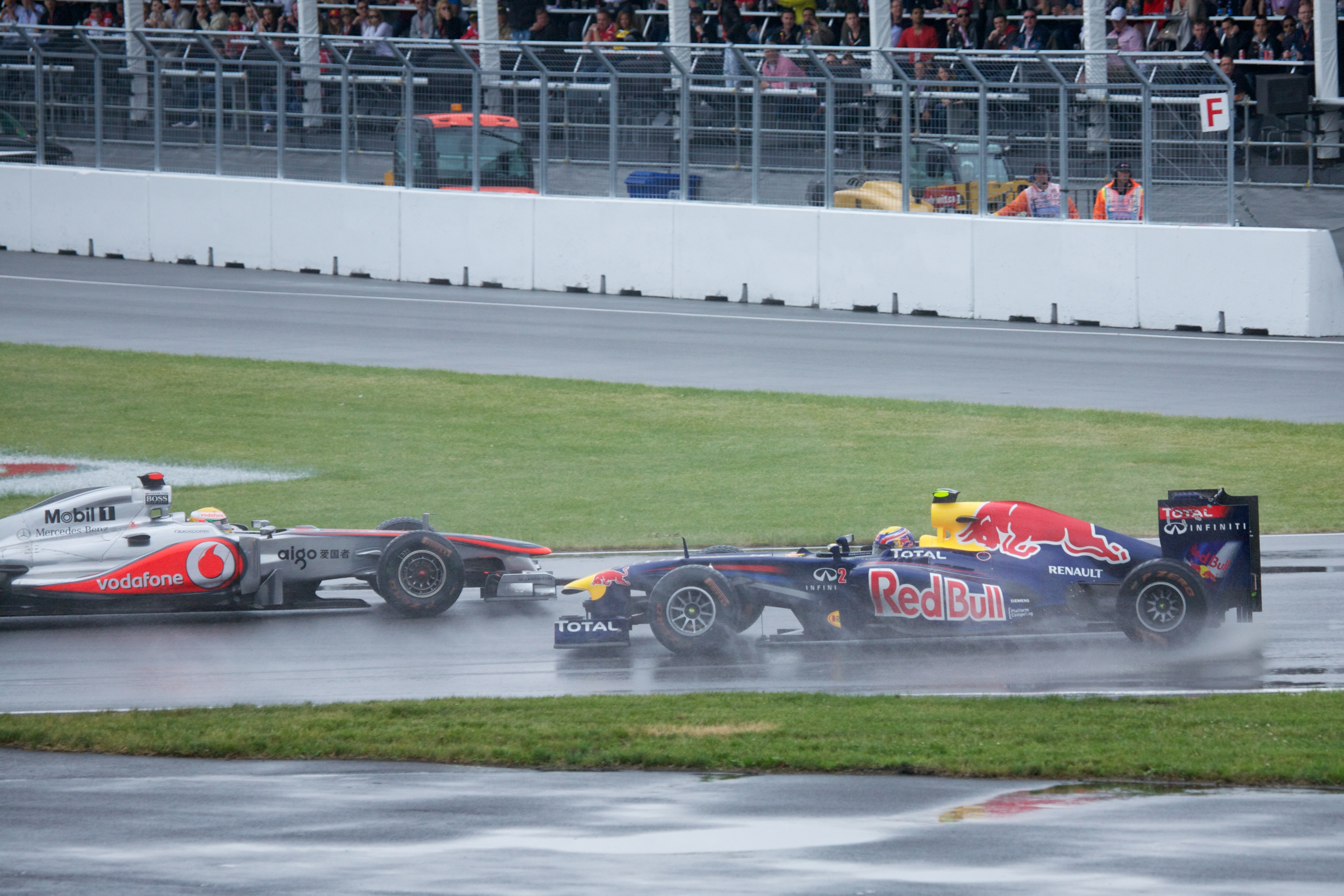
L'accrochage entre Lewis Hamilton et Webber au Grand Prix du Canada.

Lors du premier Grand Prix de la saison, en Australie, Lewis Hamilton se qualifie en deuxième position sur la grille derrière Sebastian Vettel. Victime d'un problème de fond plat après avoir escaladé un vibreur, il termine deuxième derrière Vettel. En Malaisie, il est accroché par Alonso en fin de course, est victime d'une crevaison, sort de la piste et ne termine que huitième, loin derrière Vettel qui signe une nouvelle victoire. Il remporte ensuite le Grand Prix de Chine où il prend la tête à cinq tours de l'arrivée.
Il se classe quatrième du Grand Prix de Turquie, sa voiture présentant un écart de performances impressionnant face aux Red Bull. Au Grand Prix d'Espagne, Hamilton finit second dans la même seconde que le vainqueur Sebastian Vettel. Malgré une fréquente utilisation du DRS, il ne parvient pas à passer le leader du championnat. À Monaco, il réalise un dépassement controversé sur Felipe Massa dans l'épingle, forçant celui-ci à l'abandon quelques mètres plus loin en le faisant sortir de la trajectoire dans le tunnel. En fin de course, il est pénalisé pour avoir percuté Pastor Maldonado mais termine finalement sixième. Au Canada, le départ est donné derrière la voiture de sécurité et Hamilton s'accroche avec Webber à la relance et perd plusieurs positions. Quelques tours plus loin, il passe son coéquipier dans la ligne droite des stands. Button ne le voit pas et Hamilton, coincé entre son équipier et le muret, ne peut éviter l'accrochage et abandonne sur bris de suspension arrière gauche dans une course remportée par Button.

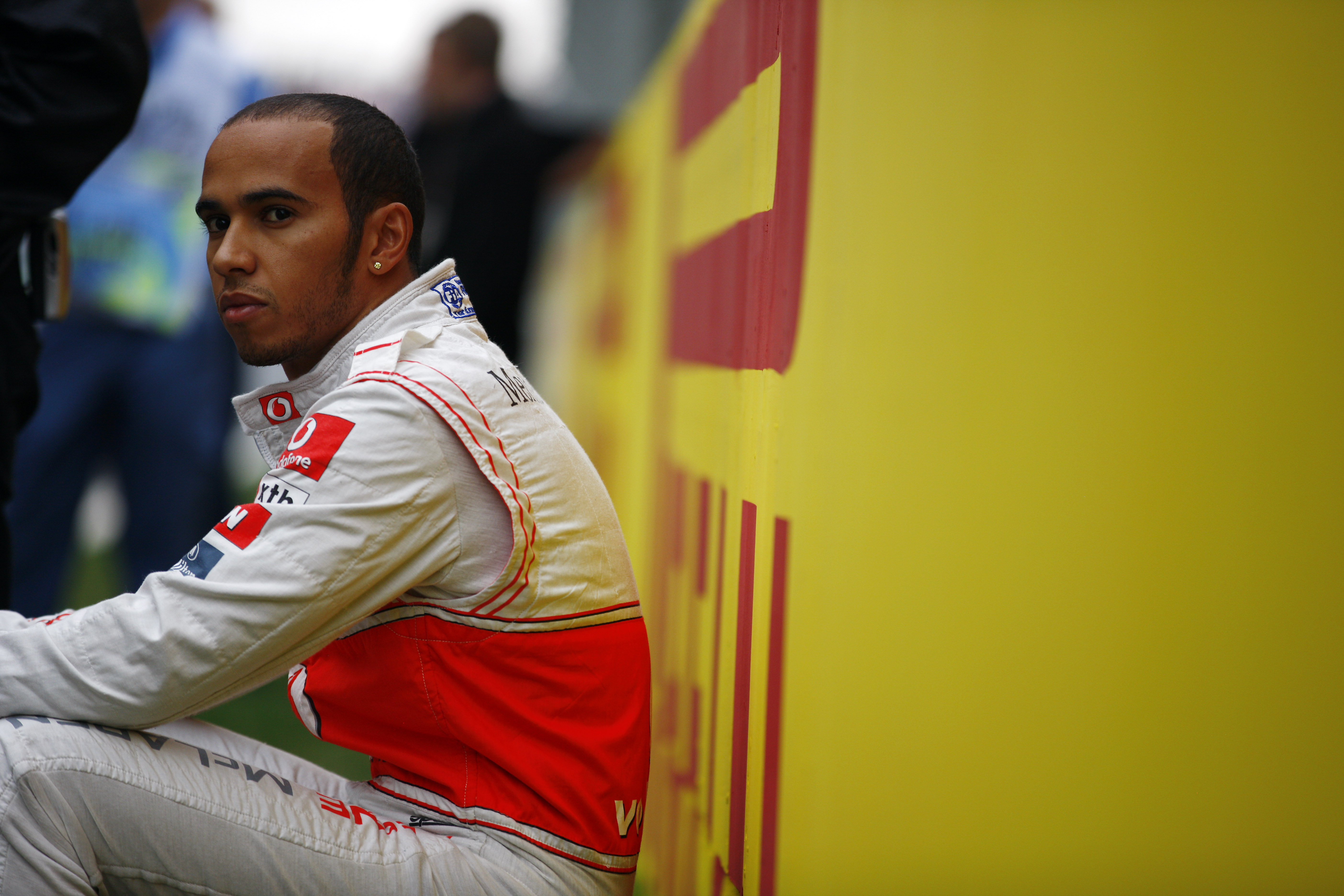
Lewis Hamilton, avant le Grand Prix de Corée du Sud en 2011.

Au Grand Prix d'Europe, Hamilton se classe quatrième. Il termine à nouveau au pied du podium lors de son Grand Prix national où, victime de problème de carburant, il est dépassé par Webber mais résiste aux attaques de Felipe Massa dans le dernier tour. Il remporte sa deuxième victoire de la saison en Allemagne après un dépassement sur Fernando Alonso au trente-sixième tour. Lors du Grand Prix de Hongrie, il finit à nouveau quatrième mais, en Belgique, il abandonne après avoir accroché Kamui Kobayashi. À Monza, il se qualifie en première ligne mais se classe quatrième de l'épreuve sans avoir pu doubler Michael Schumacher. À Singapour, il s'accroche à nouveau avec Felipe Massa, reçoit une pénalité et termine cinquième. Au Japon, il accroche encore une fois Felipe Massa et finit à nouveau cinquième. En Corée du Sud, Hamilton signe sa première pole position de la saison, la première qui échappe à Red Bull Racing. Doublé par Sebastian Vettel dès les premiers hectomètres de la course, il se classe finalement second de l'épreuve. En Inde, malgré une pénalité de trois places en qualification et un accrochage avec Felipe Massa en course, il finit septième de l'épreuve. À Abou Dabi, il profite de l'abandon du poleman Sebastian Vettel pour remporter sa troisième victoire de la saison. Hamilton abandonne pour la troisième fois de la saison au Brésil à la suite d'un problème de boîte de vitesses et se classe cinquième du championnat du monde, loin derrière son équipier Button, vice-champion.

### 2012: dernière saison chez McLaren-Mercedes

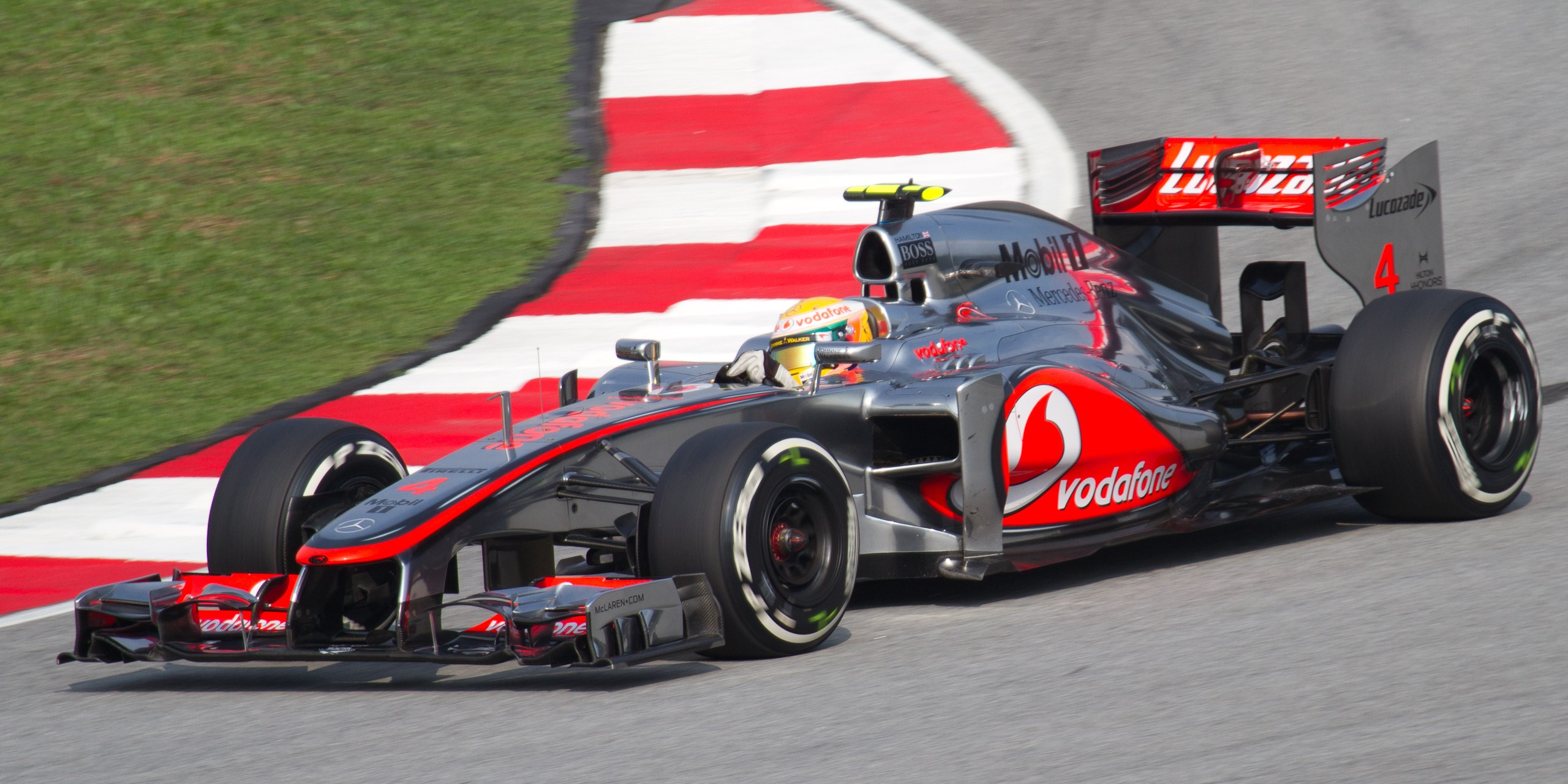
Lewis Hamilton au Grand Prix de Malaisie en 2012.

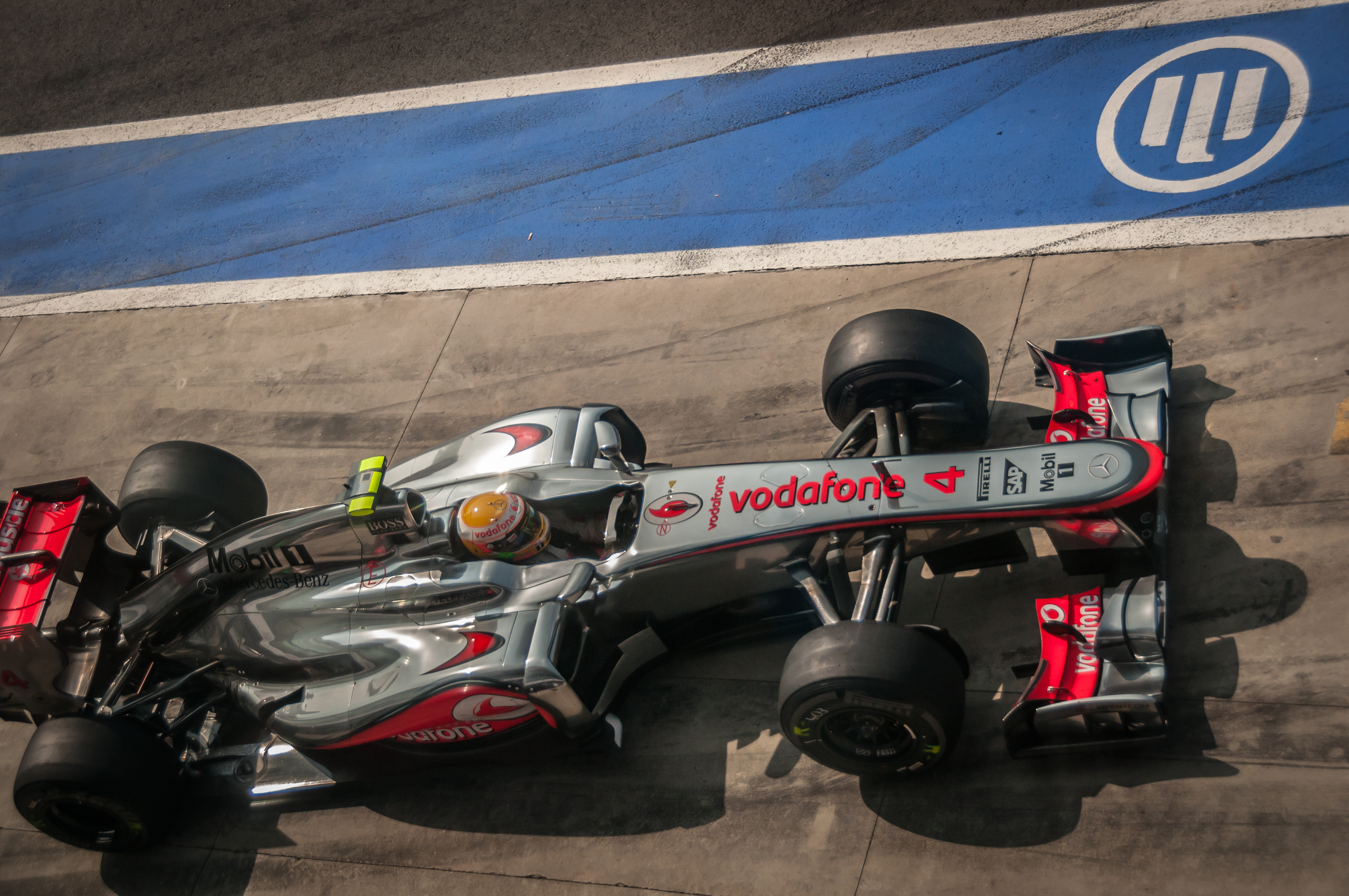
Lewis Hamilton au Grand Prix d'Italie en 2012.

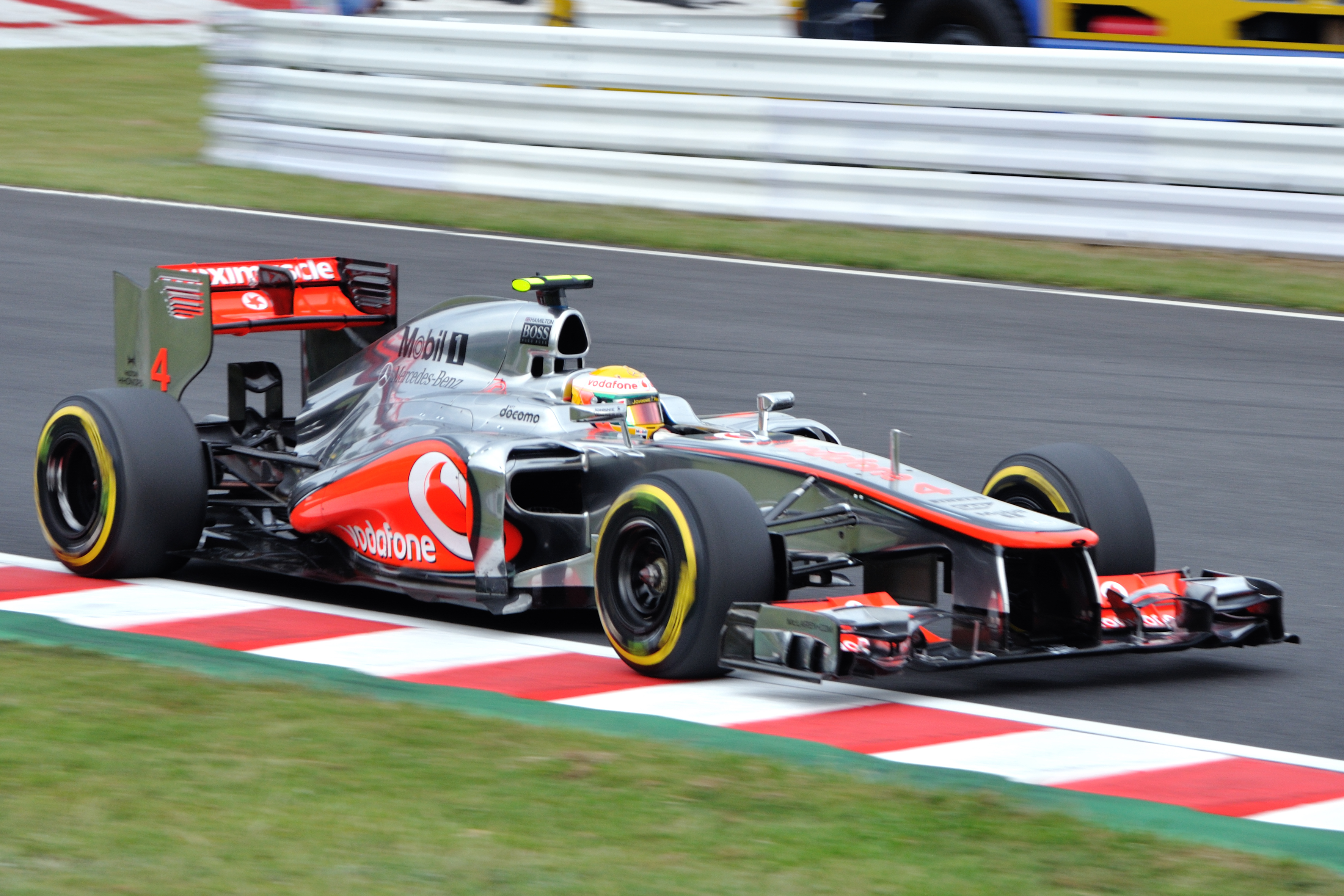
Lewis Hamilton au Grand Prix du Japon en 2012.

Lors du premier Grand Prix de la saison, il réalise la pole position, sa deuxième en Australie et la vingtième de sa carrière, devant Jenson Button et Romain Grosjean. Une semaine plus tard en Malaisie, il réalise une nouvelle pole position. Après avoir réussi son départ, l'interruption de la course pendant une heure à cause de la pluie change la donne : Hamilton perd du temps au stand et n'arrive pas à rattraper Fernando Alonso et Sergio Pérez devant lui. Il se classe troisième, comme la semaine précédente en Australie. En Chine, il réalise le second temps des qualifications mais s'élance septième en raison d'un changement de boîte de vitesses. Il termine une nouvelle fois à la troisième place et prend la tête du championnat. À Bahreïn, il s'élance en première ligne mais ne termine que huitième.
En Espagne, il signe le meilleur temps de la séance de qualification mais est privé de la pole position et déclassé en dernière place sur la grille de départ par les commissaires de la FIA qui considèrent que son écurie lui a délibérément demandé d'immobiliser sa monoplace en piste afin qu'il reste suffisamment de carburant à bord pour satisfaire à la réglementation (un litre d'essence au minimum dans le réservoir). Lors du pesage, il restait 1,3 litre de carburant dans la McLaren MP4-27 mais les commissaires ont estimé qu'il y aurait eu moins d'un litre si Hamilton avait bouclé son tour de décélération pour rejoindre le parc fermé ; il termine huitième du Grand Prix. Deux semaines plus tard, à Monaco, il pointe au troisième rang des qualifications à la suite du déclassement de Michael Schumacher, initialement premier. Il finit cinquième de la course, devant Felipe Massa et Paul di Resta. Lors du Grand Prix suivant, au Canada, il s'élance en deuxième position derrière Sebastian Vettel et prend le contrôle de la course lors du premier passage aux stands de l'Allemand. Il s'arrête au cinquantième tour changer de pneus et repart troisième derrière Fernando Alonso et Sebastian Vettel qui décident de ne pas effectuer un second arrêt au stand. Il comble rapidement son retard à raison de deux secondes au tour et s'impose, devenant ainsi le septième vainqueur différent depuis le début de la saison en autant de courses. Il remporte ainsi sa dix-huitième victoire, la troisième au Canada après 2007 et 2010.
En Europe, il se qualifie à nouveau derrière Vettel et abandonne à deux tours de la fin, s'accrochant avec Pastor Maldonado alors qu'il était en lutte pour la troisième place. Il termine à la huitième place de son Grand Prix national. Il abandonne en Allemagne, pour son centième Grand Prix, après être parti de la septième position. Il réalise la pole position et remporte sa dix-neuvième victoire en Hongrie après avoir dominé le week-end de bout en bout puis abandonne une nouvelle fois en Belgique, impliqué dans le carambolage du premier tour. La semaine suivante, au Grand Prix d'Italie, il réalise la pole position. Le lendemain, il remporte l'épreuve quand Vettel et Webber abandonnent, ce qui lui permet de revenir à la deuxième place du championnat du monde. Cela marque sa vingtième victoire dans la catégorie.
Le 23 septembre 2012, lors du Grand Prix de Singapour, Lewis Hamilton, alors en tête de la course nocturne après s'être élancé de la pole position, abandonne sur un problème de transmission et retombe à la quatrième position du championnat du monde. Le 28 septembre 2012, l'écurie Mercedes Grand Prix, dirigée par Ross Brawn et Nick Fry, annonce qu'Hamilton a signé avec elle un contrat de trois ans et remplacera donc Michael Schumacher à partir de la saison 2013. Au Japon, un problème de suspension le contrarie et il finit cinquième. Une semaine plus tard, en Corée, il se qualifie en deuxième ligne derrière les Red Bull et, en course, sa barre anti-roulis casse au vingtième tour alors qu'il était quatrième : il termine dixième. En Inde, il se qualifie troisième et termine sa course à la quatrième place. Une semaine plus tard à Abu Dhabi, il décroche avec aisance la pole position assez loin devant les deux Red Bull. Alors qu'il contrôlait la course en étant bien installé en première position, sa McLaren lui joue à nouveau des tours comme à Singapour et il est obligé de mettre pied à terre au dix-neuvième tour. Le 18 novembre 2012, il s'impose au Grand Prix des États-Unis en dépassant Sebastian Vettel au quarante-deuxième tour après s'être élancé de la deuxième place sur la grille. Pour sa dernière course avec McLaren, au Grand Prix du Brésil, il réalise la pole position mais, en course, abandonne au cinquante-cinquième tour après avoir été accroché par Nico Hülkenberg. Il termine quatrième du championnat du monde, juste devant son coéquipier Button.

### 2013: nouveau départ avec Mercedes

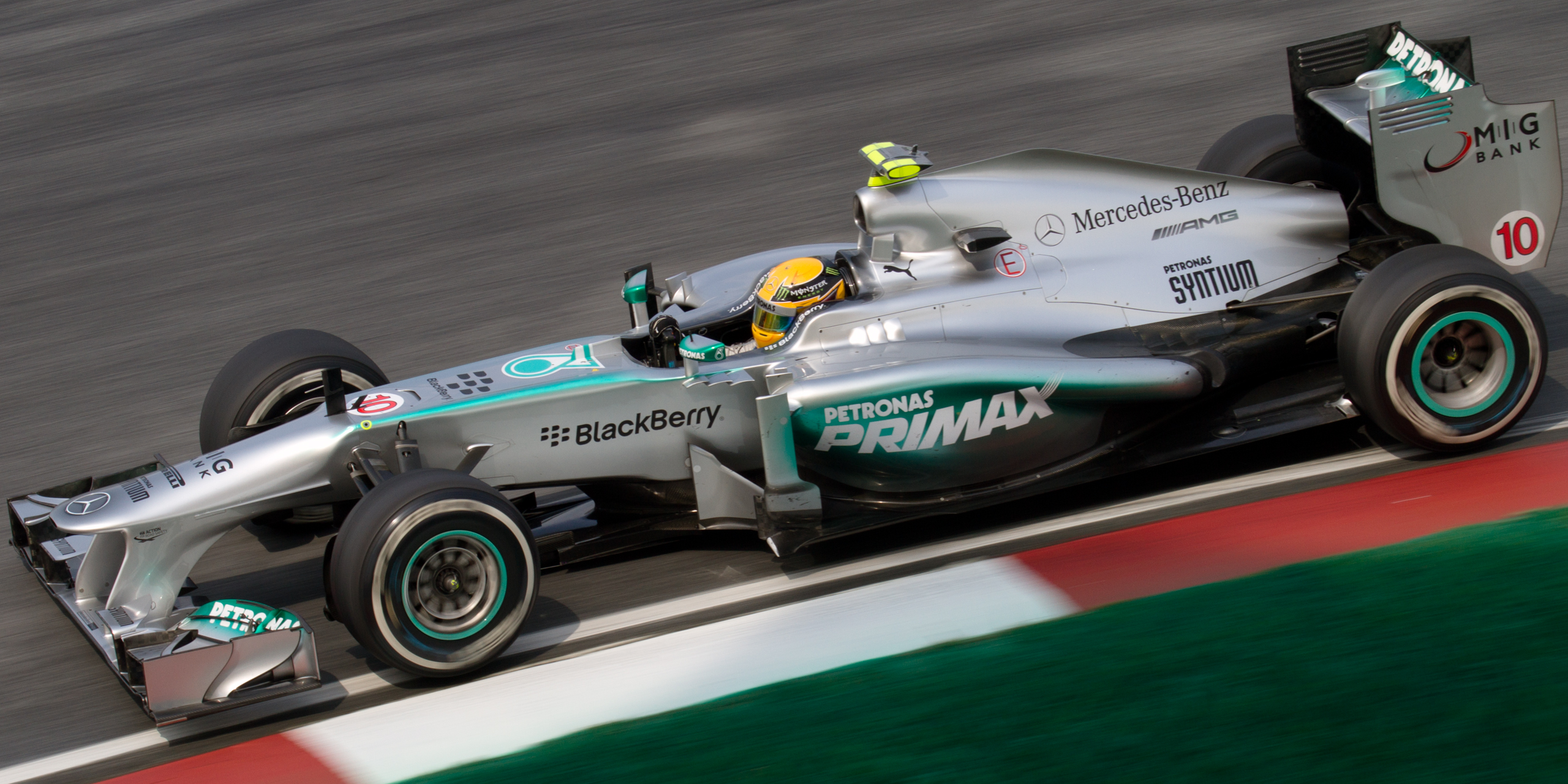
Lewis Hamilton au Grand Prix de Malaisie en 2013.

Lors de la première course de la saison, en Australie, il se classe cinquième après s'être élancé de la troisième place sur la grille. En Malaisie, il obtient son premier podium pour Mercedes en finissant troisième avec moins d'une seconde d'avance sur son coéquipier Nico Rosberg, prié par des consignes d'équipe de ne pas attaquer l'Anglais en fin de course. Durant la course, Hamilton s'arrête par erreur au stand de son ancienne écurie McLaren.
En Chine, il réalise sa première pole position avec Mercedes et se classe troisième de la course, obtenant son deuxième podium pour Mercedes. Au Grand Prix de Bahreïn, après un début de course difficile il conquiert en toute fin d'épreuve la cinquième position face à Mark Webber. Au Grand Prix d'Espagne, deuxième des qualifications derrière son coéquipier, il tombe dans les profondeurs du classement le lendemain et termine douzième. À Monaco, il est quatrième quand son coéquipier remporte la course puis, au Canada, il se qualifie en deuxième place et termine troisième derrière Sebastian Vettel et Fernando Alonso. Il pointe à la quatrième place du championnat du monde avec 55 points de retard sur le leader Vettel. Après une quatrième place en Grande-Bretagne et une cinquième place en Allemagne, toutes deux obtenues après être parti de la pole position, il s'impose au Grand Prix de Hongrie devant Kimi Räikkönen et Sebastian Vettel. Cette victoire, obtenue après avoir signé la pole position, est sa première avec Mercedes.
À la pause de la mi-saison, Hamilton est quatrième du championnat avec 48 points de retard sur Vettel. Quatre semaines plus tard, il obtient, au Grand Prix de Belgique, sa quatrième pole position consécutive de la saison. La dernière partie de la saison s'avère plus compliquée puisqu'il ne remonte plus sur le podium : neuvième en Italie, cinquième à Singapour et en Corée du Sud, il abandonne au Japon après une touchette au départ avec Sebastian Vettel. En Inde et à Abou Dabi, il termine sixième et septième. Ces nombreuses contre-performances sont élucidées deux semaines plus tard, aux États-Unis, quand Mercedes découvre deux grosses fêlures sur son châssis. Il termine la course quatrième derrière les Red Bull et Romain Grosjean. Pour la dernière course, au Brésil, alors qu'il est en lutte pour le podium, il s'accroche en la fin de course avec la Williams de Valtteri Bottas et finit à la neuvième place après avoir crevé et effectué un drive-through. Il conclut sa première saison chez Mercedes AMG à la quatrième place du championnat avec 189 points, 5 podiums, 5 pole positions, 1 abandon (contre 6 en 2012) et 1 victoire.

### 2014: double champion du monde
Lors de la saison 2014, Mercedes conçoit avec la W05 la meilleure voiture du plateau, propulsée par le meilleur moteur V6 hybride. Dès lors, les pilotes des deux Flèches d'Argent ont l'avantage en qualifications comme en course, sauf problèmes de fiabilité.
Lors du Grand Prix inaugural, en Australie, Lewis Hamilton obtient la pole position mais abandonne au troisième tour à cause d'un problème moteur, quand son coéquipier Nico Rosberg l'emporte. En Malaisie, il réalise, au volant de la Mercedes AMG F1 W05, le premier grand chelem de sa carrière : pole position, victoire, meilleur tour en course et tous les tours en tête. À Bahreïn, en Chine et en Espagne, il gagne à nouveau, toujours devant Rosberg, et porte son total de victoires à 26, devançant désormais Juan Manuel Fangio, Jim Clark et Niki Lauda au palmarès des vainqueurs de Grand Prix.
Sa série de victoires s'arrête à Monaco où il finit deuxième derrière son coéquipier. Après un abandon au Canada et une deuxième place en Autriche, Hamilton renoue avec la victoire lors de son Grand Prix national ; pour la première fois de sa carrière, il remporte une course sans s'être élancé depuis les deux premières lignes (il est parti sixième). Aux deux Grands Prix suivants, Hamilton rencontre des problèmes techniques en qualification. En Allemagne, il est victime d'une sortie de piste causée par une défaillance de ses freins et part de la vingtième place sur la grille. En Hongrie, une fuite de carburant met le feu à sa monoplace dès le début de la séance de qualification et il doit s'élancer depuis les stands pour la course. Alors que Nico Rosberg ne profite pas longtemps de sa pole position, piégé par la sortie de la voiture de sécurité ; Hamilton, en difficulté avec ses freins, part en tête-à-queue et plonge au classement. Si les deux pilotes sont désormais sur deux stratégies différentes, Mercedes intime à plusieurs reprises à Hamilton de laisser passer Rosberg qui pourtant ne réussit pas à revenir au contact, Hamilton accroissant même son avance ; Daniel Ricciardo remporte la course devant Alonso et Hamilton, Rosberg se classant quatrième. En Belgique, Rosberg, en pole position, est dépassé par Hamilton, qui l'accompagne en première ligne, dès le premier virage. Au second tour, lors d'une tentative de dépassement, le Britannique est touché par son coéquipier et, victime d'une crevaison, chute en fond de classement avant d'abandonner tandis que Rosberg termine second, à nouveau derrière Ricciardo.

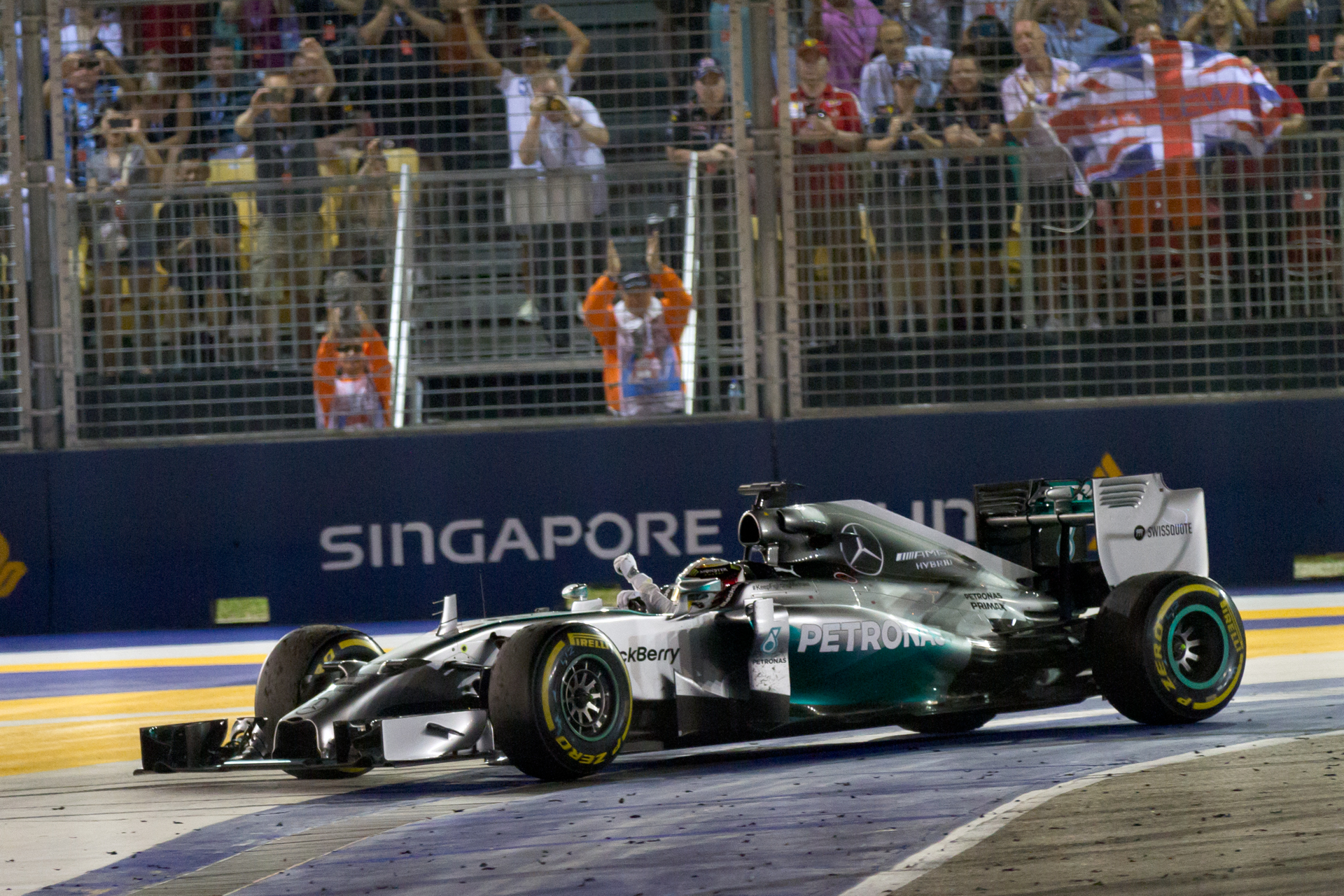
Lewis Hamilton célèbre sa victoire au Grand Prix de Singapour en 2014.

En pole position en Italie, il remporte la course devant son coéquipier et revient à 22 points au championnat. À nouveau en pole position au Grand Prix de Singapour, il réalise un second hat-trick consécutif tandis que Rosberg abandonne ; en lui reprenant vingt-cinq points d'un coup, il s'empare de la tête du championnat du monde avec une avance de trois points. Au Japon, parti en première ligne derrière son coéquipier en pole position, il passe en tête dans le vingt-huitième tour et remporte l'épreuve interrompue avant terme après le grave accident de Jules Bianchi ; son avance au championnat passe à 10 points.
À Sotchi, partant de la pole position, Lewis Hamilton complète une deuxième série de quatre victoires consécutives cette saison, en augmentant son avance de 7 points supplémentaires après une course qu'il mène de bout en bout pour devenir le premier vainqueur du Grand Prix de Russie de Formule 1, son coéquipier et principal adversaire ayant raté son premier freinage, l'obligeant à anticiper son arrêt aux stand avant de remonter jusqu'à la deuxième place. À trois Grands Prix de la fin d'un championnat dont la dernière course, à Abou Dabi, compte double, Hamilton possède 17 points d'avance sur son coéquipier. À Austin, la semaine suivante, parti en deuxième position derrière Rosberg, il remporte un cinquième succès consécutif après l'avoir dépassé au vingt-troisième tour et porte son avance au championnat du monde à 24 points. Cette dixième victoire de la saison fait de lui, avec trente-deux succès, le Britannique le plus victorieux en Formule 1 devant Nigel Mansell. Au Brésil, Rosberg l'emporte devant Hamilton, permettant à Mercedes de réaliser un record de onze doublés en une saison. L'avance du Britannique est réduite à 17 points. À Abou Dabi, parti en première ligne derrière son coéquipier et unique rival pour le titre, il remporte son onzième succès de la saison, le trente-troisième de sa carrière, et devient le premier double champion britannique du monde de Formule 1 depuis Jackie Stewart en 1971 et le premier champion du monde sur une Mercedes depuis Juan Manuel Fangio en 1955.

### 2015: triple champion du monde

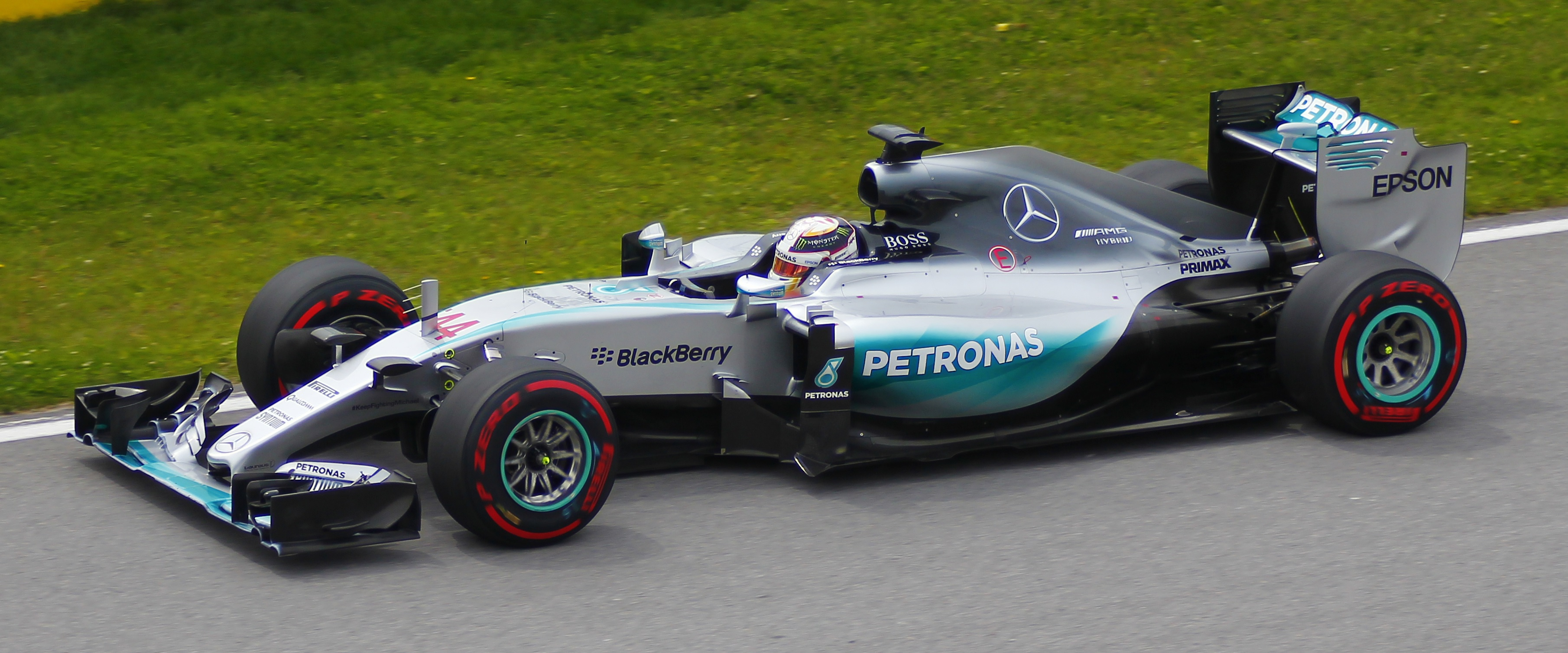
Lewis Hamilton au Grand Prix du Canada.

Au début de la saison 2015, Mercedes possède toujours la meilleure voiture du plateau et semble encore plus fiable que l'an passé. Lors du premier Grand Prix de la saison, en Australie, la Mercedes AMG F1 W06 Hybrid domine, même si Ferrari semble avoir progressé. Hamilton obtient la pole position, devant son coéquipier Nico Rosberg. Ils réalisent le lendemain, dans le même ordre, le premier doublé de la saison de l'écurie. En Malaisie, Ferrari, grâce à Sebastian Vettel, s'impose pour la première fois depuis 2013 ; Hamilton a eu du mal à gérer ses pneumatiques et a effectué un arrêt de plus que Sebastian Vettel. En Chine, Hamilton, parti de la pole position, réalise un hat trick. Il continue sur sa lancée à Bahreïn en remportant la course devant Räikkönen et, à l'issue de la course, conserve la tête du championnat avec 27 points d'avance sur son coéquipier et 28 sur Vettel.
Pour la première fois de la saison, en Espagne, pour le retour en Europe, Hamilton rate la pole position mais s'élance néanmoins en première ligne aux côtés de son coéquipier. Le lendemain, il perd sa deuxième place au profit de Vettel ; un dépassement en piste n'étant pas envisageable, il opte alors pour trois arrêts qui lui permet de terminer second, à treize secondes de Rosberg. À Monaco, il remporte les deux premières séances d'essais et réalise la pole position. En course, alors qu'il fait cavalier seul en tête depuis le départ, Max Verstappen percute violemment Romain Grosjean au freinage de Sainte-Dévote et provoque, au soixante-cinquième tour, la sortie de la voiture de sécurité. Hamilton, rappelé aux stands pour chausser ses pneus tendres tandis que Rosberg et Sebastian Vettel, qui roulent vingt-cinq secondes derrière, restent en piste, ressort derrière eux et achève la course à la troisième place.

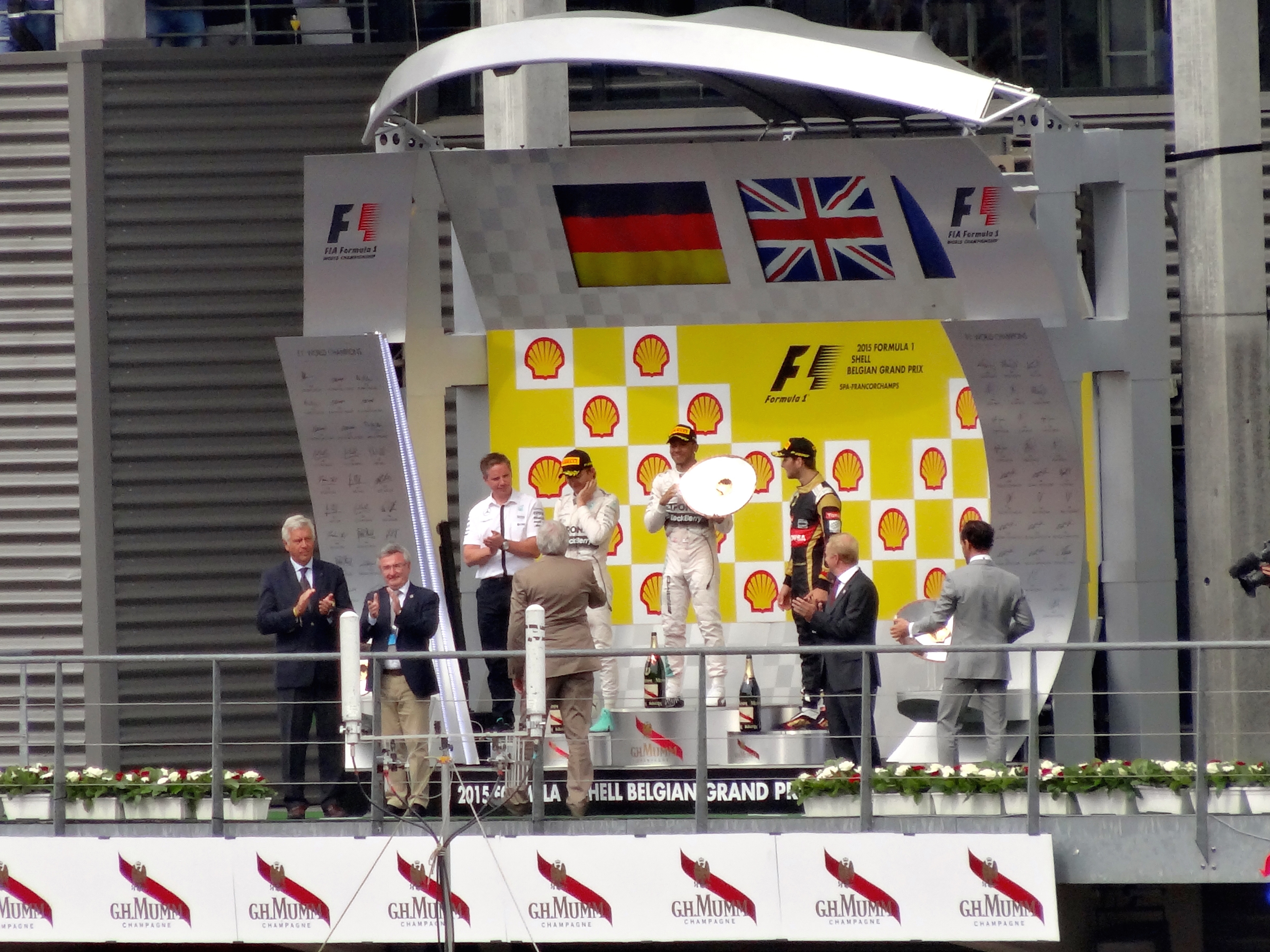
Lewis Hamilton vainqueur à Spa.

Le 7 juin, Lewis Hamilton remporte pour la quatrième fois le Grand Prix du Canada après être parti de la pole position, en contrôlant son coéquipier Nico Rosberg ; il reprend dix-sept points d'avance au championnat. Pour son Grand Prix national, à Silverstone, Hamilton, en pole position devant son coéquipier Rosberg, rate son envol et est rapidement dépassé par les Williams de Felipe Massa et Valtteri Bottas. Il récupère la tête de la course à l'issue de son premier arrêt au stand et réalise un hat-trick. Le 26 juillet, Hamilton termine sixième en Hongrie à cause d'un départ manqué et de nombreuses erreurs en piste ; il accroît néanmoins son avance au championnat sur Rosberg, relégué à la huitième place après une crevaison en fin de course. Après la pause estivale, en Belgique, Hamilton obtient la pole position devant son coéquipier. En remportant le Grand Prix devant Rosberg et Grosjean, il possède alors 28 points d'avance sur Rosberg et 67 sur Vettel. Deux semaines plus tard à Monza, il réalise le deuxième grand chelem de sa carrière, portant son avance en tête du championnat à 53 points sur son coéquipier, contrait à l'abandon, alors qu'il reste sept courses à disputer.
Le 25 octobre, à l'issue de sa victoire au Grand Prix des États-Unis, il est sacré champion du monde pour la troisième fois de sa carrière. Au Mexique il termine deuxième derrière Rosberg. Au Brésil et à Abou Dabi, Hamilton se classe deuxième derrière son coéquipier, qui s'assure du titre honorifique de vice-champion du monde.

### 2016: vice-champion du monde derrière son coéquipier Rosberg

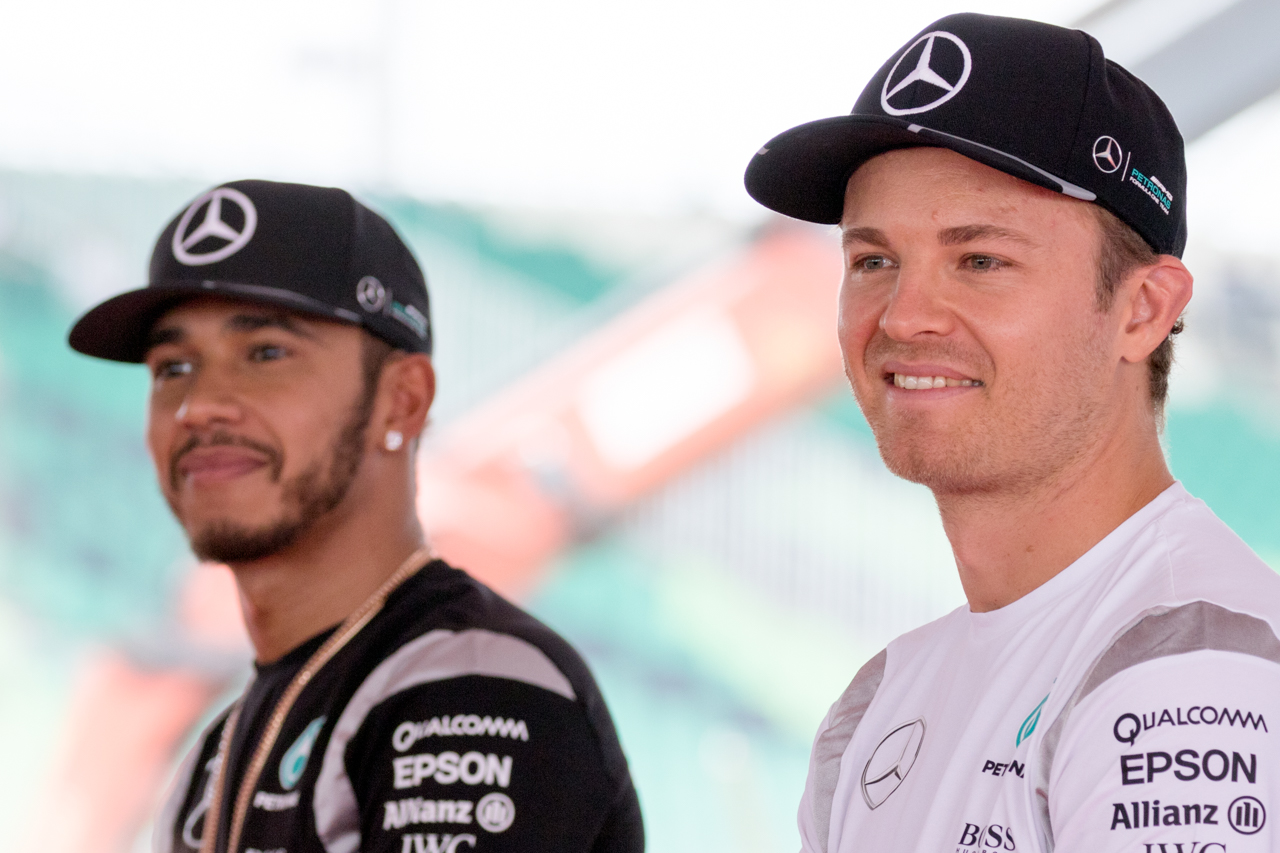
Une rivalité historique entre Lewis Hamilton (à gauche) et Nico Rosberg (à droite) chez Mercedes-Benz entre 2013 et 2016.

Le pilote britannique réalise la pole position du Grand Prix inaugural de la saison 2016, en Australie mais, à cause d'un mauvais départ, il se classe second lors de la course derrière son coéquipier. À Bahreïn, il rate une nouvelle fois son envol et termine troisième. Lors des deux Grands Prix suivants, Hamilton rencontre de nombreux problèmes techniques en qualification et en course ; il inscrit 24 points et accuse un retard de 43 points sur son coéquipier Nico Rosberg.

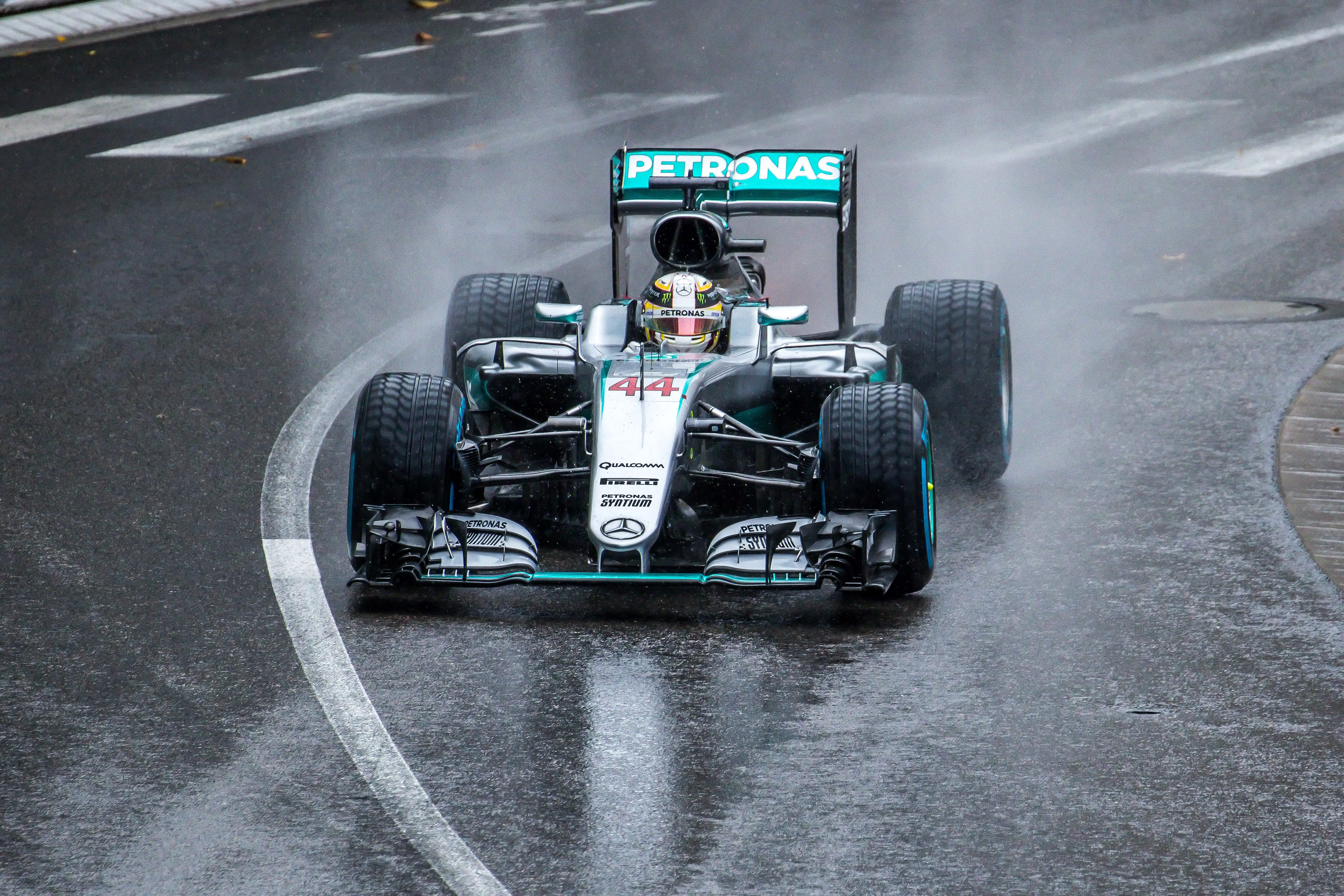
Lewis Hamilton au Grand Prix de Monaco en 2016.

À Barcelone, on assiste au premier double abandon de Mercedes depuis 2012, les deux pilotes s'accrochant au premier tour de course après que Nico Rosberg a dépassé Hamilton au départ. Il faut attendre Monaco pour assister à la première victoire, sous la pluie, du triple champion du monde qui profite d'un arrêt au stand raté de Red Bull Racing pour ravir la première place à Daniel Ricciardo.

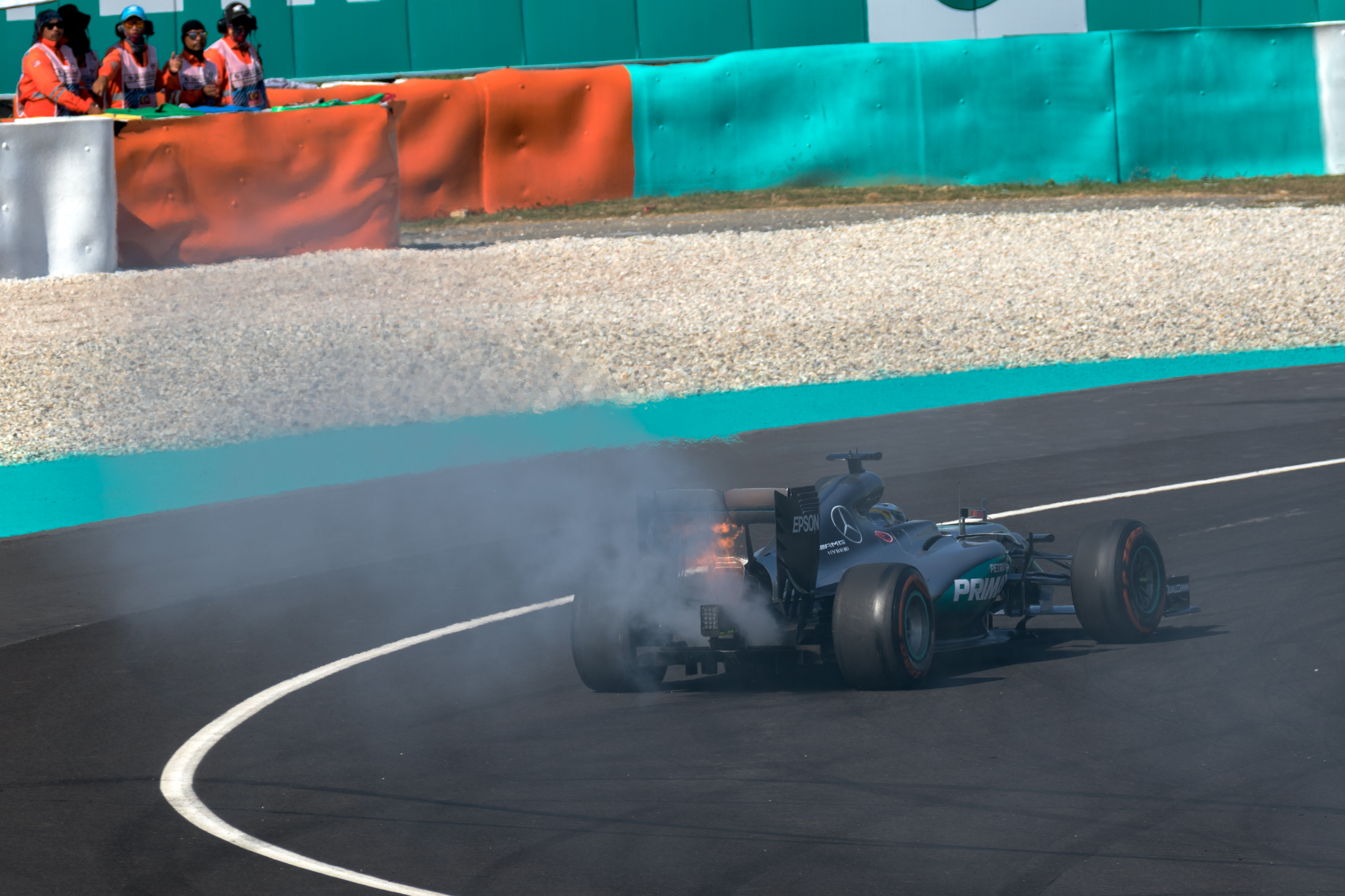
Casse moteur de Lewis Hamilton au Grand Prix de Malaisie 2016 provoquant un tournant dans le championnat du monde des pilotes.

Hamilton s'impose ensuite au Canada et dédie sa victoire à Mohamed Ali. Pour le Grand Prix d'Europe, sur le nouveau tracé de Bakou, il se classe cinquième après avoir connu de nombreux déboires techniques en course. Au Grand Prix d'Autriche, il s'élance de la pole position et domine la première partie de course avant de se faire doubler par son coéquipier sur une autre stratégie de course. Hamilton remonte ensuite sur Rosberg et tente un dépassement lors du dernier tour de course ; les deux pilotes s'accrochent, Hamilton remporte l'épreuve tandis que Rosberg, quatrième, jugé responsable de la collision écope d'une pénalité. À Silverstone, Mercedes déclare avoir établi de nouvelles règles pour leurs pilotes avec des sanctions en cas de nouvel accrochage. Lors de la course, Hamilton s'impose facilement devant son public alors que Rosberg cède sur tapis vert sa deuxième place à Max Verstappen en écopant d'une pénalité à cause d'un échange radio interdit. Hamilton s'impose ensuite à Budapest où il prend la tête du championnat du monde ; il accroît son avance la semaine suivante, en Allemagne, juste avant la trêve estivale, et compte 19 points d'avance sur son coéquipier.
À la reprise, au Grand Prix de Belgique, sur le circuit de Spa, Hamilton est pénalisé d'un recul de 55 places sur la grille de départ pour de multiples changements de composants moteur. Sûr de partir en dernière ligne, il choisit de ne pas défendre ses chances en qualifications et ne passe pas la Q1. En course, aidé par l'accrochage du premier virage entre Max Verstappen, Kimi Räikkönen et Sebastian Vettel, ainsi que par la violente sortie de piste de Kevin Magnussen qui provoque un drapeau rouge, il remonte jusqu'à la troisième place et ne perd que 10 points au championnat sur Nico Rosberg, qui s'impose. Au Grand Prix de Malaisie, alors qu'il mène la course avec une vingtaine de secondes d'avance sur Daniel Ricciardo, une casse moteur provoque son abandon ; il compte désormais 23 points de retard sur son coéquipier qui réussit à prendre la troisième place. Lors du Grand Prix suivant, au Japon, placé en première ligne aux côtés de son coéquipier, Hamilton rate son envol, perd sept places d'entrée, puis remonte jusqu'au troisième rang quand Rosberg l'emporte : l'écart passe à 33 points. Dès lors, le pilote allemand n'a plus qu'à assurer des deuxièmes places pour remporter son premier titre mondial.
Au Grand Prix des États-Unis, il obtient sa 58e pole position et bat le record d'Alain Prost en obtenant une pole position sur 23 circuits différents. Le dimanche, il remporte sa 50e victoire, devant son coéquipier à qui il reprend sept points dans la course au titre mondial. Au Mexique, il réalise la pole position et remporte sa 51e victoire, égalant ainsi Alain Prost au deuxième rang du palmarès des vainqueurs de Grands Prix ; il revient à 19 points de Rosberg dans la course au titre mondial. Au Brésil, il réalise la pole position et remporte, sous la pluie, une course émaillée de deux drapeaux rouges et cinq sorties de la voiture de sécurité. En obtenant la 52e victoire de sa carrière, il occupe la deuxième place des vainqueurs de Grands Prix, devant Alain Prost. Il pointe alors à 12 unités de Nico Rosberg au classement du championnat du monde. Pour l'épreuve finale à Abou Dabi, il réalise la 61e pole position de sa carrière. Malgré une victoire, il ne peut empêcher Nico Rosberg d'aller chercher son unique titre de champion du monde.

### 2017: quadruple champion du monde

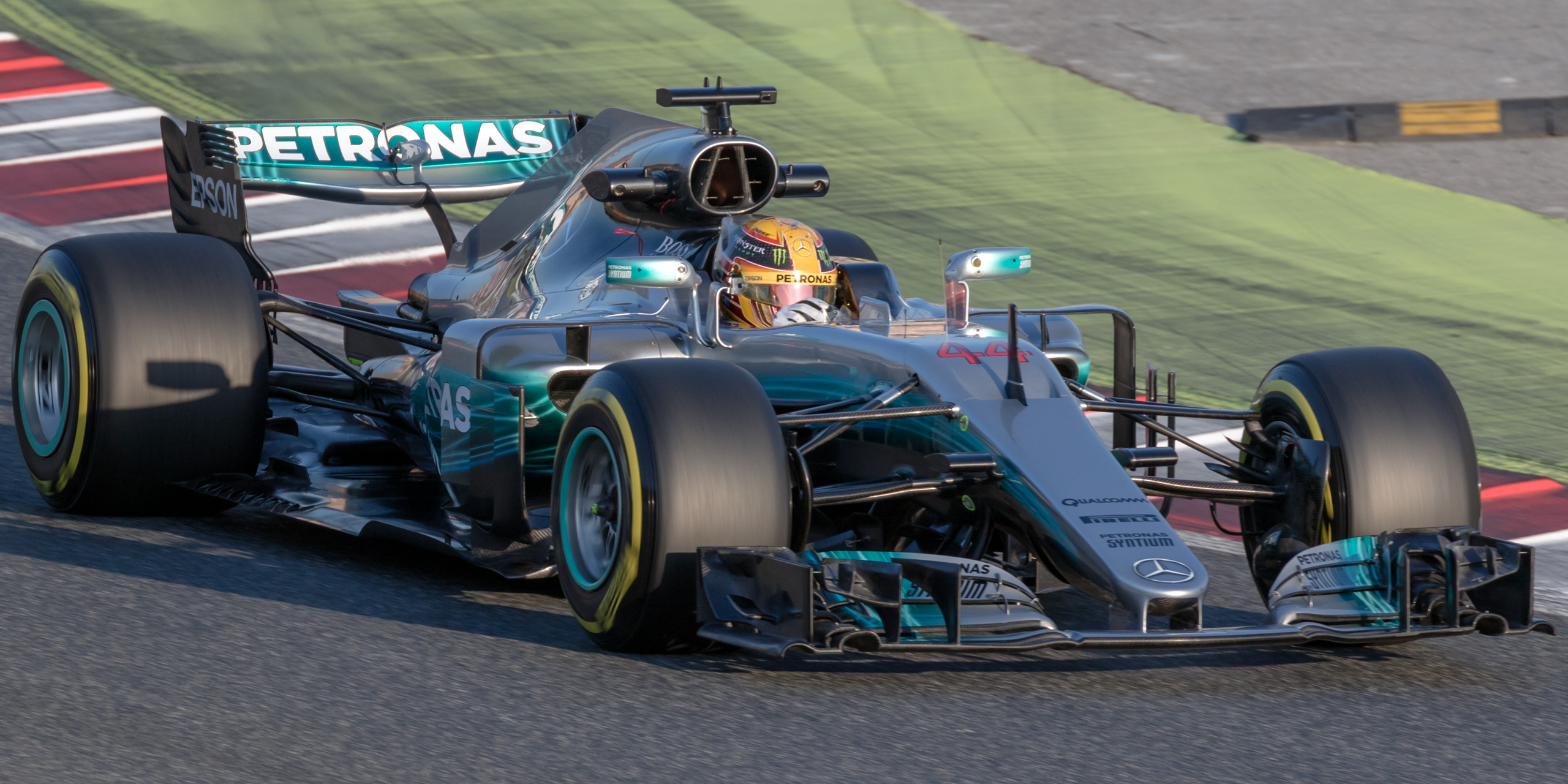
Lewis Hamilton aux tests de Catalogne en 2017.

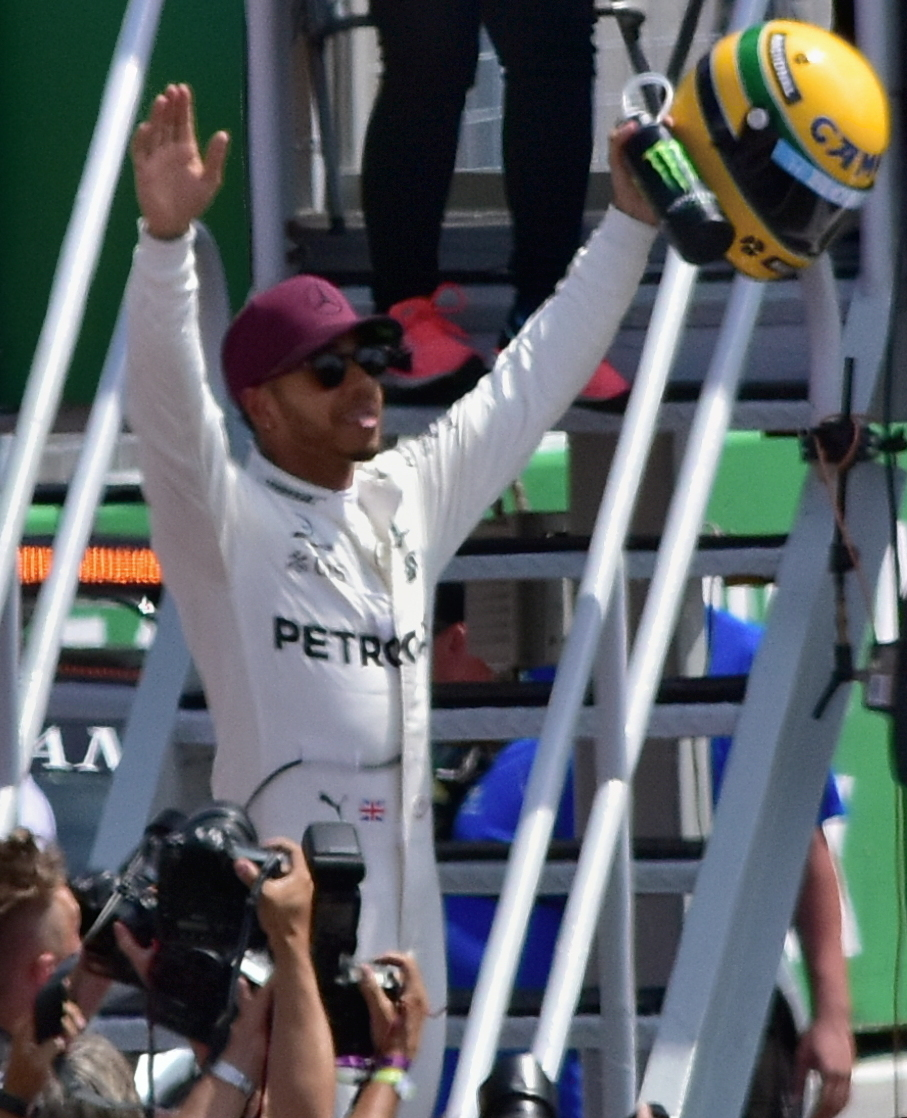
Lewis Hamilton reçoit une reproduction du casque de son idole Ayrton Senna après avoir égalé le record de 65 pole positions, au Grand Prix du Canada.

Au début de la saison 2017, Lewis Hamilton doit faire face à de nouveaux défis, celui d'un nouveau coéquipier, Valtteri Bottas et le retour sur le devant de la scène de Ferrari. Il obtient sa 62e pole position en devançant Sebastian Vettel en Australie et finit deuxième de l'épreuve après avoir réalisé son changement de pneus avant Vettel. En Chine, malgré une météo capricieuse, il réalise une nouvelle pole position, qu'il convertit en victoire. À Bahreïn, deuxième des qualifications derrière son coéquipier, après un départ mal maitrisé et une pénalité de cinq secondes pour avoir ralenti Daniel Ricciardo, il termine second. En Russie, il termine quatrième et assiste à la première victoire de son coéquipier. Il se rattrape en Espagne avec la pole position et la victoire après un combat intense contre Vettel.
À Monaco, les Mercedes dotées d'un empattement plus long sont moins à l'aise que les Ferrari. Hamilton s'élance de la treizième place et termine septième de la course ; il compte 25 points de retard sur Sebastian Vettel. Au Canada, il égale le record de 65 pole positions de Senna et remporte le Grand Prix devant son coéquipier. À Bakou, Vettel, surpris par un freinage d'Hamilton sous le régime de voiture de sécurité, le touche puis se place ensuite à sa hauteur pour lui donner un coup de roue. À la relance, la protection d'habitacle de la Mercedes d'Hamilton se détache, l'obligeant à passer par les stands pour la changer. Hamilton termine cinquième derrière Vettel, pénalisé pour son comportement en piste.
En Autriche, pénalisé après un changement de boîte de vitesse, il s'élance de la huitième place et termine quatrième quand son coéquipier est victorieux devant Sebastian Vettel. À Silverstone, Hamilton réalise le quatorzième hat trick et le cinquième chelem de sa carrière et revient à un point de Vettel qui termine septième. En Hongrie, les Mercedes sont en difficultés contre les Ferrari qui réalisent le doublé. Sur un coup stratégique, Bottas, troisième, laisse passer Hamilton sur un rythme plus rapide pour aller inquiéter les Ferrari. Sa stratégie échouant, il rend la troisième place à Bottas dans le dernier virage. Hamilton obtient sa septième pole position en Belgique et remporte son 58e Grand Prix après une lutte tout au long de la course contre Vettel. Au Grand Prix d'Italie, il réalise, sous la pluie, sa soixante-neuvième pole position (sa huitième de la saison) et devient le nouveau recordman devant Michael Schumacher.
Cinquième sur la grille du Grand Prix de Singapour, il profite de l'abandon sur un triple accrochage de Sebastian Vettel, Kimi Räikkönen et Max Verstappen qui étaient placés devant lui, pour prendre d'entrée la tête de l'épreuve et mener la course de bout en bout ; il obtient sa septième victoire de la saison, la soixantième de sa carrière et repousse Vettel à 28 points au classement du championnat. En Malaisie, il réalise sa soixante-dixième pole position quand son principal rival s'élance de la dernière position. Hamilton, second derrière Max Verstappen tandis que Vettel finit au pied du podium, compte 34 points d'avance sur l'Allemand. Une semaine plus tard, à Suzuka, il s'impose devant les Red Bull de Max Verstappen et Daniel Ricciardo tandis que Vettel abandonne et compte 59 points d'avance au championnat. Aux États-Unis, Lewis Hamilton peut être sacré champion en cas de victoire si Vettel ne fait pas mieux que sixième. Il obtient sa 72e pole position et sa 117e première ligne, battant le record de départs depuis la première ligne détenu par Michael Schumacher. Hamilton triomphe pour la cinquième fois en six éditions à Austin et compte 66 points d'avance sur son unique rival pour le titre qui finit deuxième. Grâce à ce succès et à la cinquième place de Valtteri Bottas, Mercedes remporte son quatrième titre consécutif de champion du monde des constructeurs. Au Mexique, il marque les deux points de la neuvième place, son plus mauvais classement de la saison et se fait prendre un tour par le vainqueur Max Verstappen ; Sebastian Vettel ne terminant que quatrième, Hamilton célèbre son quatrième titre de champion du monde des pilotes ; il est le premier Britannique à accomplir cet exploit. Il termine quatrième derrière Kimi Raikkonen après s'être élancé des stands au Brésil. À Abou Dabi, qualifié deuxième derrière son coéquipier, il assure le quatrième doublé de la saison de son écurie en terminant derrière Bottas.

### 2018: l'égal de Fangio avec cinq titres

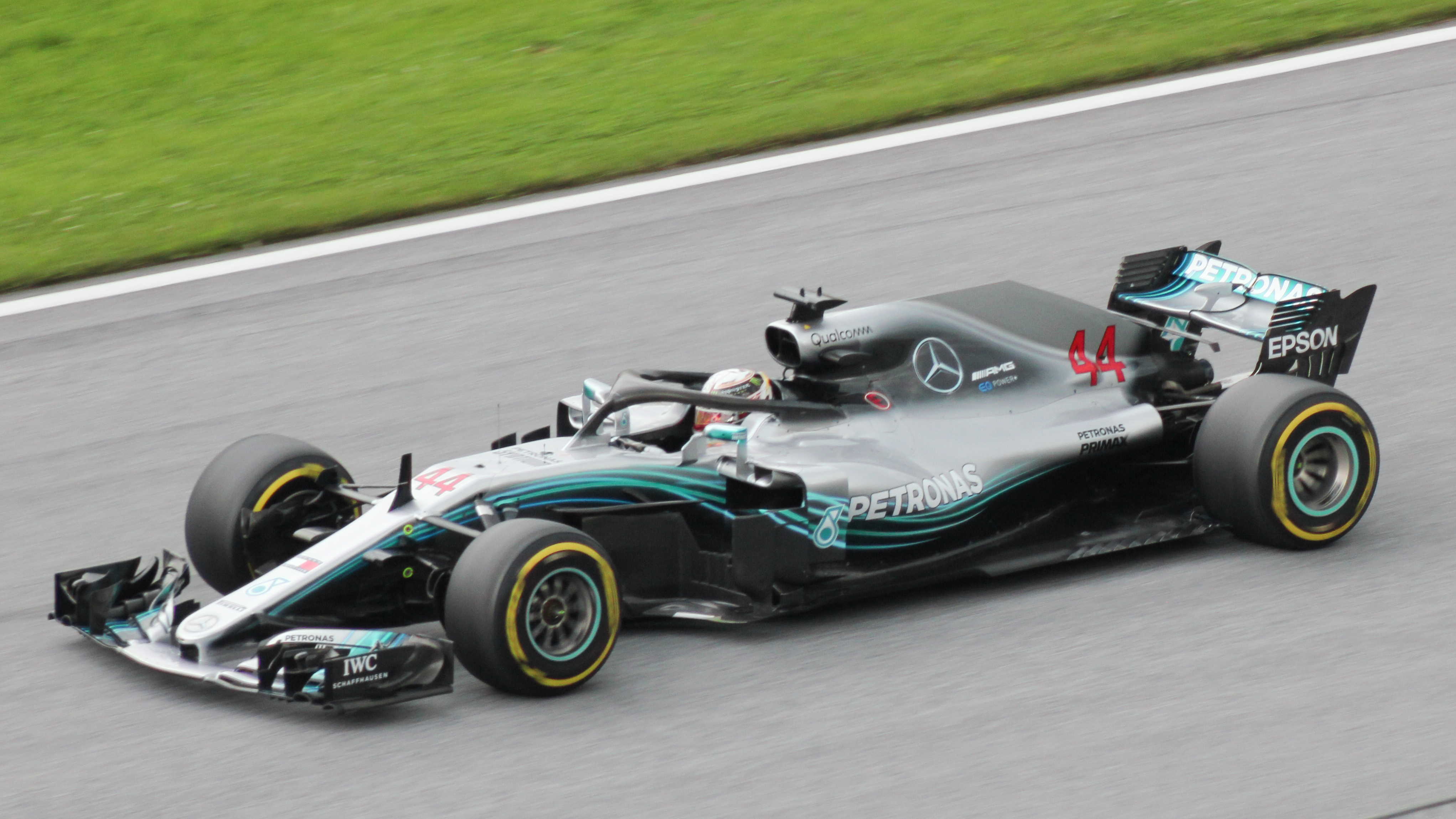
Lewis Hamilton, à bord de la Mercedes W09, lors du Grand Prix d'Autriche 2018.

Lors du Grand Prix inaugural en Australie, Hamilton réalise la pole position ; si la Mercedes impressionne, pendant la course les forces s'équilibrent avec Ferrari et Vettel remporte la course devant son rival. À Bahreïn, le Britannique est pénalisé d'un recul de cinq places sur la grille ; parti neuvième, il termine troisième, derrière Vettel et Valtteri Bottas. La lutte avec Vettel se poursuit en Chine où les Mercedes sont impuissantes face aux Ferrari qui occupent la première ligne ; Hamilton qualifié en quatrième place termine à la même place en course, remportée par Daniel Ricciardo. À Bakou, Vettel, en pole position devant Hamilton, conserve sa place jusqu'à la mi-course quand il change de pneus. Après la relance lorsque la voiture de sécurité s'efface, il tente une attaque et abîme ses pneus ; Hamilton en profite pour prendre la deuxième place puis la victoire. Pour la première fois de la saison, l'Anglais est en tête du championnat avec 4 points d'avance sur son rival.
Au retour en Europe, le quadruple champion du monde obtient sa soixante quatorzième pole position. Les deux Mercedes, sur la première ligne, convertissent le doublé en course, Vettel finissant quatrième. À Monaco Mercedes souffre de son empattement long ; le Britannique se qualifie en troisième place et termine l'épreuve à la même position. Au Canada Hamilton se qualifie quatrième, largement dominé par Ferrari et son coéquipier ; cinquième de la course, il perd la tête du championnat pour un point au profit de Vettel. En France, Hamilton domine l'ensemble des essais et obtient la pole position, devant son coéquipier ; il s'impose devant Max Verstappen et Kimi Räikkönen. Vettel se classe cinquième, ce qui permet au champion du monde en titre de reprendre la tête du championnat. En Autriche, les Mercedes verrouillent la première ligne mais Hamilton abandonne, quelques tours après son coéquipier en raison d'un problème de pression d'essence. En Grande-Bretagne, Hamilton réalise la pole position alors que Ferrari domine les essais. Percuté par Räikkönen au premier tour, le Britannique repart en fond de classement et remonte jusqu'à la deuxième place, juste derrière Vettel.
En Allemagne, Hamilton, dominé par Ferrari en qualifications, abandonne avant la fin de l'exercice, victime d'une problème de fuite hydraulique et s'élance quatorzième alors que Vettel est en tête tout au long de la course. Lorsque la pluie arrive, Hamilton change de pneus tout en conservant des pneus pour piste sèche. Il remonte en reprenant de nombreuses secondes à Vettel, qui part à la faute alors qu'il possédait plus de neuf secondes d'avance. Hamilton remporte la course devant son équipier. Il gagne à nouveau en Hongrie en profitant des conditions humides en qualifications et prend de l'avance au championnat.
Après la pause estivale, en Belgique, alors que Ferrari progresse toujours, Hamilton réalise la pole position mais ne peut contenir l'Allemand qui remporte une course marquée par l'accident spectaculaire entre Nico Hülkenberg, Fernando Alonso et Charles Leclerc. En Italie, Ferrari place ses deux monoplaces en première ligne ; le lendemain, Hamilton est percuté par Vettel qui tente de le dépasser, mais parvient à remporter le Grand Prix. À Singapour, grâce à un tour de qualification encensé par les observateurs, il convertit une pole position inattendue en victoire et prend 40 points d'avance sur Vettel au championnat. Il enchaine ensuite les victoires, en Russie, où son coéquipier Valtteri Bottas le laisse passer sur ordre du stand Mercedes, puis au Japon, course qu'il mène de bout en bout pour parvenir à neuf succès dans la saison, 80 pole positions, 71 victoires et une avance de 67 points sur Sebastian Vettel à quatre courses de la fin du championnat. Alors qu'il peut remporter son cinquième titre mondial en partant pour la 81e fois en pole position au Grand Prix des États-Unis, il passe la ligne d'arrivée en troisième position, la course étant gagnée par Kimi Räikkönen et son rival allemand terminant à la quatrième place. À ce point, une septième place lui suffit au Grand Prix du Mexique pour enlever le titre. Le 28 octobre, il termine quatrième dans la capitale mexicaine pour rejoindre Juan Manuel Fangio avec cinq couronnes mondiales. Au Brésil, profitant de l'accrochage entre Max Verstappen et Esteban Ocon, il remporte la course et offre à son écurie Mercedes un cinquième titre consécutif au championnat constructeurs depuis 2014. Pour le dernier Grand Prix de la saison, à Abou Dabi, il porte pour la première fois, le temps de la première séance d'essais libres, le No 1 sur le museau de sa Mercedes afin de fêter son cinquième titre mondial. Il signe sa 83e pole position et la convertit en une 73e victoire lors de la course. Il marque au total 408 points durant cette saison 2018, le plus gros total depuis l'instauration des 25 points pour la victoire en 2010 (record battu en 2022 par Max Verstappen).

### 2019: sextuple champion du monde

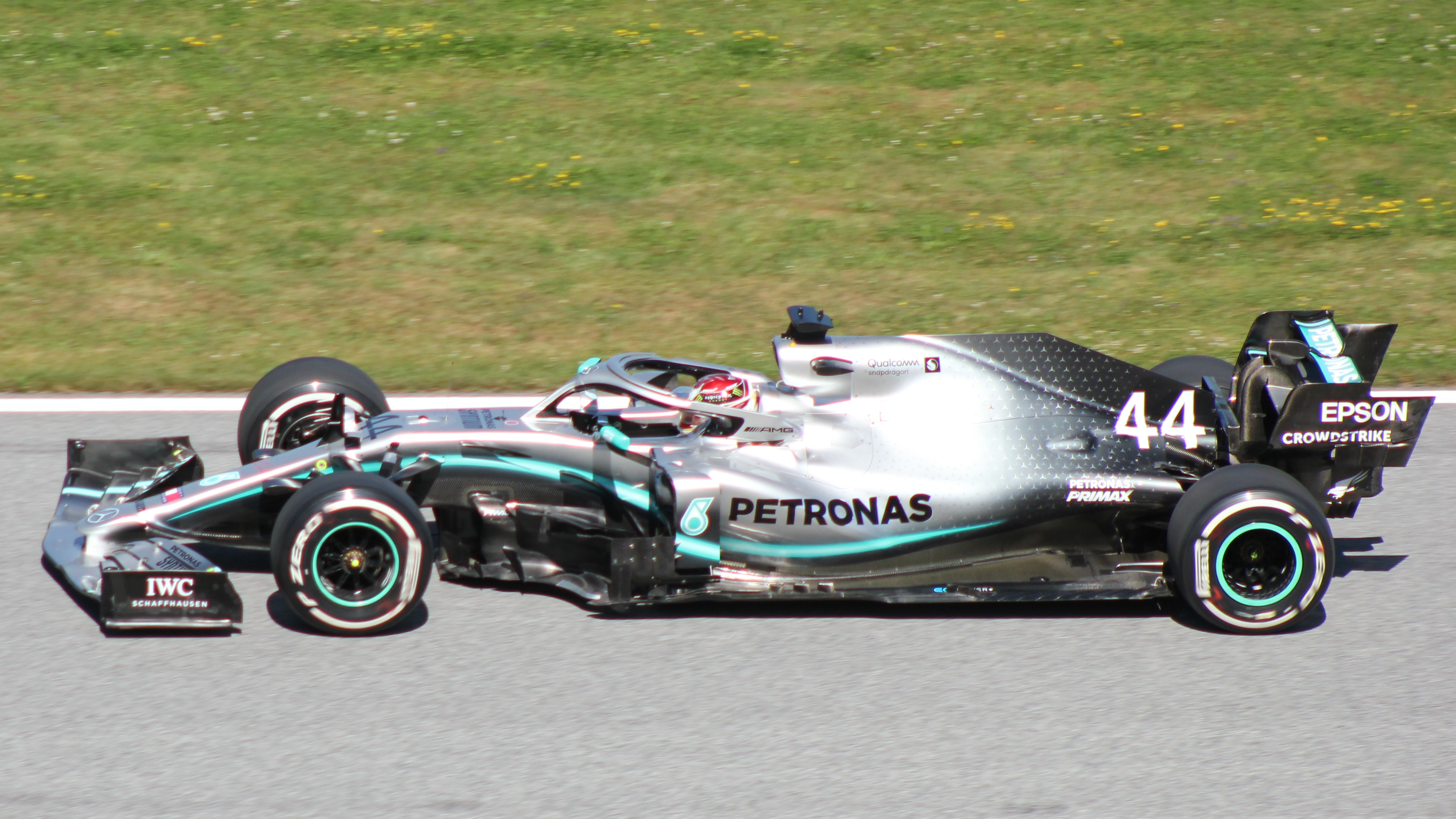
Lewis Hamilton, lors du Grand Prix d'Autriche 2019, avec la Mercedes-AMG F1 W10 EQ Power+.

Pour le premier Grand Prix de la saison, à Melbourne, Lewis Hamilton réalise sa 84e pole position. En course, dépassé au départ par son coéquipier et futur vainqueur Valtteri Bottas, il rencontre des difficultés à cause d'un fond plat abîmé mais résiste à Max Verstappen et termine deuxième. Deux semaines plus tard, à Bahreïn, il part troisième derrière les Ferrari. Le lendemain, il s'impose grâce à un dépassement sur Sebastian Vettel puis profite d'une perte de puissance affectant le moteur de Charles Leclerc, alors en tête, pour le dépasser à moins de dix tours de l'arrivée ; il s'agit de sa soixante-quatorzième victoire. Pour le 1 000e Grand Prix de l'histoire de la catégorie reine en Chine, Hamilton part deuxième, derrière son coéquipier Bottas. Il prend un meilleur envol que le Finlandais, le dépasse et remporte la course.
En Azerbaïdjan, qualifié deuxième derrière Bottas, il prend un bon départ et essaye de prendre l'avantage sur le pilote finlandais, sans succès. Dans les derniers tours, il rattrape Bottas mais une erreur qui lui fait perdre du temps ; il termine deuxième. Il remporte ensuite deux victoires consécutives en menant la course du premier au dernier tour sur le circuit de Barcelone lors du Grand Prix d'Espagne puis à Monaco en résistant, durant soixante-six tours, à Max Verstappen.
Alors qu'il réalise le meilleur début de saison de sa carrière avec quatre victoires et deux deuxièmes places en six courses et 137 points marqués sur un maximum de 156 (87,8 % de réussite), il n'est pas satisfait de ses performances : « J'ai vraiment le sentiment que mes performances ont été très moyennes jusqu'à présent, peut-être au-dessus de la moyenne mais généralement très moyenne lors des six premières courses. J'ai l'impression que j'ai obtenu les meilleurs résultats que je pouvais décrocher. Je suis arrivé préparé au mieux mais quant au fait d'extraire la quintessence de la voiture qui est à ma disposition, je pense que j'ai eu des difficultés lors de ces six premières courses. Mais je suppose que ce n’est pas tellement différent des saisons précédentes. Je ne doute pas que mes performances vont s'améliorer au fil des courses, à mesure que je gagnerai en connaissance, surtout au niveau des pneumatiques dont la fenêtre de fonctionnement est encore plus étroite cette année. »
Qualifié deuxième au Grand Prix du Canada, Hamilton remporte la victoire après la pénalisation de Sebastian Vettel qui avait franchi la ligne d'arrivée en tête. Au Grand Prix de France, il domine tous ses adversaires et, grâce à cette nouvelle victoire, mène le championnat avec 36 points d'avance sur son coéquipier Bottas, deuxième. Cinquième du Grand Prix d'Autriche remporté par Max Verstappen, ce qui met fin à sa série de dix podiums consécutifs, le Britannique remporte, deux semaines plus tard à Silverstone, son Grand Prix national pour la sixième fois (ce qui constitue un record sur le tracé anglais) et obtient sa quatre-vingtième victoire, son septième succès en dix courses. Lors du Grand Prix d'Allemagne, il réalise sa 87e pole position mais, lors de la course disputée par une météo très changeante, il sort par deux fois de la piste, passe notamment cinquante secondes au stand pour changer un museau détruit, récolte cinq secondes de pénalité pour avoir coupé la ligne de l'entrée des stands et finit hors des points ; une pénalité infligée aux pilotes Alfa Romeo qui avaient terminé septième et huitième lui offre les deux points de la neuvième place.
Hamilton remporte sa huitième victoire de la saison à Budapest grâce à une intuition des stratèges du stand Mercedes qui lui demandent d'effectuer un arrêt supplémentaire au quarante-neuvième tour alors qu'il roule en deuxième position derrière Max Verstappen. Chaussé de gommes fraîches, reparti avec vingt secondes de retard sur son rival, il le dépasse à trois boucles de l'arrivée et s'impose pour la septième fois en Hongrie, portant son avance au classement pilotes à 62 points sur Valtteri Bottas avant la trêve estivale. S'imposant encore en Russie et au Mexique pour atteindre dix victoires dans la saison tout en portant son record de pole positions à quatre-vingt-sept. Lewis Hamilton fête, aux États-Unis, son sixième titre de champion du monde, après avoir pris la deuxième place de la course derrière Bottas. Sacré à deux courses de la fin, il compte désormais un titre de plus que Juan Manuel Fangio et un de moins que Michael Schumacher, qui détient le record depuis 2004. Septième au Brésil après une pénalité de cinq secondes pour avoir envoyé Alexander Albon en tête-à-queue, il achève la saison en dominant de bout en bout le Grand Prix d'Abou Dabi pour une onzième victoire agrémentée du sixième chelem de sa carrière.

### 2020: record de victoires et septuple champion du monde
Pour sa huitième saison consécutive au sein de l'écurie allemande Mercedes, Lewis Hamilton se qualifie deuxième du Grand Prix d'Autriche, derrière son coéquipier Valtteri Bottas,pénalisé de trois places pour ne pas avoir suffisamment ralenti alors que des drapeaux jaunes étaient agités en Q3 lors des qualifications, il part cinquième. Second sous le drapeau à damier, il est pénalisé de cinq secondes pour avoir accroché Alexander Albon qui était en train de le dépasser, et termine quatrième. Une semaine plus tard, sur le même circuit pour le Grand Prix de Styrie, Hamilton réalise sa quatre-vingt-neuvième pole position. En tête durant la majorité de l'épreuve, il gagne son quatre-vingt-cinquième Grand Prix.

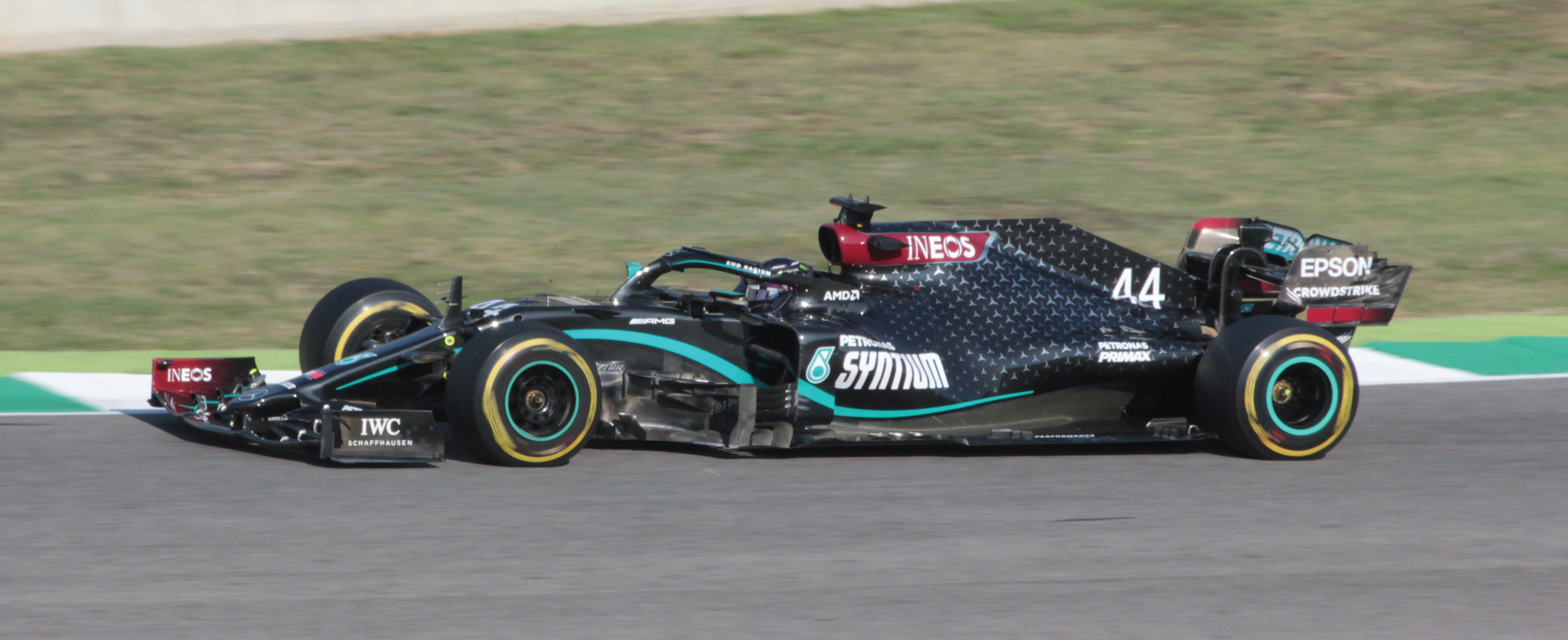
Lewis Hamilton au Grand Prix de Toscane 2020, au volant de la Mercedes W11 peinte en noir.

En Hongrie, le Britannique part, à nouveau, en pole position puis remporte sa quatre-vingt-sixième victoire sans avoir été menacé. Il gagne le Grand Prix de Hongrie pour la huitième fois, ce qui constitue un nouveau record et s'impose ensuite à domicile dans le Grand Prix de Grande-Bretagne en menant la course de bout en bout pour la vingtième fois de sa carrière, malgré une crevaison dans le dernier tour. La semaine suivante, toujours à Silverstone pour le Grand Prix du 70e anniversaire, il doit composer, comme son coéquipier, avec un problème de surchauffe de ses pneumatiques qui n'affecte pas la Red Bull RB16 de Max Verstappen qui remporte la course. Hamilton réalise le meilleur tour et prend la deuxième place, égalant le record de 155 podiums de Michael Schumacher. En pole position au Grand Prix d'Espagne, Hamilton remporte sa 88e victoire, devant Max Verstappen et détient le nouveau record de podiums en Formule 1. En remportant les Grands Prix de Belgique et de Toscane devant son coéquipier, il prend ses distances au championnat du monde. En Russie, Hamilton reçoit une double pénalité de cinq secondes pour avoir effectué des essais de départ dans une zone interdite ; il termine troisième derrière Valtteri Bottas et Max Verstappen.
Lors du Grand Prix de l'Eifel, il s'élance deuxième derrière son coéquipier mais le dépasse lorsque Bottas rate son freinage en bout de ligne droite après treize tours. Quand le Finlandais abandonne sur perte de puissance, Hamilton n'a plus de rival pour l'empêcher de remporter sa septième victoire de la saison. Avec 91 victoires, il égale le record de victoires en Formule 1 établi Michael Schumacher en 2006. Deux semaines plus tard, parti de la pole position, il remporte le Grand Prix du Portugal devant Valtteri Bottas et Max Verstappen et devient le nouveau détenteur du record de victoires en Formule 1, soit autant de succès qu'Alain Prost (51) et Ayrton Senna (41) réunis. Il possède 77 points d'avance sur son coéquipier Valtteri Bottas au championnat du monde. Le monde de la Formule 1 ne doute plus que Lewis Hamilton soit capable de dépasser les 100 pole positions et autant de victoires à partir de 2021,,,. Il remporte le Grand Prix d'Émilie-Romagne devant son coéquipier Valtteri Bottas et Daniel Ricciardo ; ce doublé permet à Mercedes de remporter un septième titre consécutif, ce qui constitue un nouveau record en Formule 1. Vainqueur du Grand Prix de Turquie le 15 novembre pour sa 94e victoire, il égale le record de sept titres de champion du monde de Michael Schumacher à trois courses de la fin du championnat. Il s'impose deux semaines plus tard à l'arrivée du Grand Prix de Bahreïn où il obtient sa 98e pole position et sa 95e victoire. En amont de la deuxième course sur le circuit de Sakhir, programmée le 6 décembre, Lewis Hamilton est testé positif au Covid-19 et doit être placé à l'isolement, ce qui entraîne son premier forfait depuis ses débuts en 2007, après 265 départs. Il revient au volant pour la dernière course de la saison, à Abou Dabi le 13 décembre, et se classe troisième pour porter son record à 165 podiums.
Le 31 décembre 2020, Lewis Hamilton figure sur la liste des honneurs du nouvel an pour être élevé par Élisabeth II au rang de Chevalier de l'Ordre de l'Empire Britannique et porter le titre de Sir. Il est le quatrième pilote britannique à connaître cet honneur après Jackie Stewart, Jack Brabham et Stirling Moss.

### 2021: plus de 100 pole positions et 100 victoires, mais détrôné par Max Verstappen
Début 2021, tout le plateau est connu sauf l'équipier de Valtteri Bottas chez Mercedes Grand Prix, le contrat de Lewis Hamilton ayant pris fin en 2020. Les négociations en vue d'un renouvellement de contrat traînent en longueur pour diverses raisons, sur lesquelles les médias ont longuement spéculé (contrat d'une année seulement avec option pour la suivante, montant de 40 millions de dollars sans les bonus, droit de veto sur le choix de son coéquipier, refus de faire équipe avec Max Verstappen…)
Le 8 février 2021, l'écurie annonce être tombée d'accord avec son pilote pour une neuvième saison consécutive, sans plus de précisions quant à la durée de ce contrat qui ne porterait que sur un an (saison 2021). Concernant ses modalités, il est simplement indiqué : « Une part importante du nouvel accord s'appuie sur l'engagement commun en faveur d'une plus grande diversité et d'une plus grande inclusion dans le sport automobile qui a été pris l'année dernière par Lewis et Mercedes. Cela prendra la forme d'une fondation caritative commune qui aura pour mission de soutenir une plus grande diversité et une plus grande inclusion sous toutes ses formes dans le sport automobile. » Le Britannique se mettra en piste avec l'objectif de remporter son huitième titre mondial, le septième en huit ans : « Je suis excité d’entamer ma neuvième saison avec mes équipiers de chez Mercedes. Nous avons accompli des choses incroyables en Formule 1 durant ces neuf saisons et nous ne sommes pas encore rassasiés ! »
Il commence la saison en remportant sa quatre-vingt-seizième victoire le 28 mars à Bahreïn au terme d'un intense combat face à Max Verstappen, établissant un nouveau record et en égalant un autre. En menant 27 tours de la course, il parvient au total de 5 126 tours en tête, dépassant Michael Schumacher qui s'était arrêté à 5 111,,. Par ailleurs, il gagne au moins une course pour la quinzième année consécutive, égalant ainsi le septuple champion du monde allemand. À Imola, le 17 avril, il réalise sa 99e pole position, établissant un nouveau record, puisqu'il s'élance depuis la position de tête sur un trentième circuit différent depuis 2007, ; il se classe deuxième de la course derrière Max Verstappen après une remontée de huit places consécutive à une sortie dans le bac à graviers. Deux semaines plus tard, Lewis Hamilton reste invaincu à Portimão puisqu'il avait remporté le Grand Prix du Portugal 2020 pour son retour au calendrier sur une nouvelle piste. Cette fois, deuxième sur la grille, il effectue en course deux dépassement cruciaux, l'un sur Verstappen, l'autre sur Bottas pour remporter la 97e épreuve de sa carrière et la deuxième en trois courses disputées en 2021. Son total de 69 points à ce stade de la saison est le plus élevé depuis ses débuts en 2007, meilleur qu'en 2015 où 2017 où il en totalisait 68 en comptant les mêmes résultats (deux victoires, une deuxième place) mais où le point bonus du meilleur tour n'existait pas encore. Le 8 mai sur le circuit de Barcelone, il tourne une page de l'histoire de la Formule 1 en réalisant la centième pole position de sa carrière. Mais, compte tenu des Grand Prix bien plus nombreux que dans le passé, son pourcentage depuis la première au Grand Prix du Canada 2007, est de 37,17 %, par rapport à Juan Manuel Fangio (29 pole positions pour 59,89 %) Jim Clark (33 pour 45,83 %) et Ayrton Senna (65 pour 40,37 %). En revanche, Michael Schumacher qui le suit avec 68 pole positions, est à 22,15 %. Le lendemain, il remporte sa 98e victoire, son cinquième succès consécutif sur le circuit catalan, pour un total de six victoires au Grand Prix d'Espagne en battant à nouveau Max Verstappen grâce à une option stratégique gagnante. Avec 94 points en quatre courses, Lewis Hamilton compte son meilleur total depuis le début de sa carrière.
Les Mercedes sont en difficulté sur le tracé de Monaco où Hamilton se classe septième et où Max Verstappen s'impose et prend la tête du championnat du monde avec quatre points d'avance. À Bakou, Max Verstappen, en tête de la course à cinq tours du terme est victime d'une explosion de son pneu arrière gauche. Son accident provoque un drapeau rouge et un nouveau départ arrêté, pour deux tours. Deuxième, derrière Sergio Pérez, le coéquipier du néerlandais, sur la nouvelle grille de départ, Hamilton s'élance mieux que le Mexicain mais désactive malencontreusement ses freins arrière et part tout droit dans une échappatoire ; il termine quinzième et hors des points, comme son rival, ce qui les laisse dans la même position au championnat. Cette mésaventure met fin à sa série de 54 Grands Prix disputés terminés consécutivement dans les points.
Après les Grand Prix de France et de Styrie où il se classe à chaque fois deuxième derrière Verstappen, atteignant les 271 podiums et accusant un retard de dix-huit points sur le Néerlandais leader du championnat, Lewis Hamilton se met d'accord avec Toto Wolff pour prolonger de deux ans son bail avec Mercedes. Il s'engage jusqu'à la saison 2023, et aura donc passé une décennie au volant des Flèches d'Argent. Il déclare ainsi le 3 juillet : « Nous avons réussi tant de choses ensemble, mais il nous reste encore beaucoup à accomplir, à la fois sur et en dehors de la piste. Je suis incroyablement fier et reconnaissant de la façon dont Mercedes m'a soutenu dans mon combat pour augmenter la diversité et l'égalité dans notre sport. ».

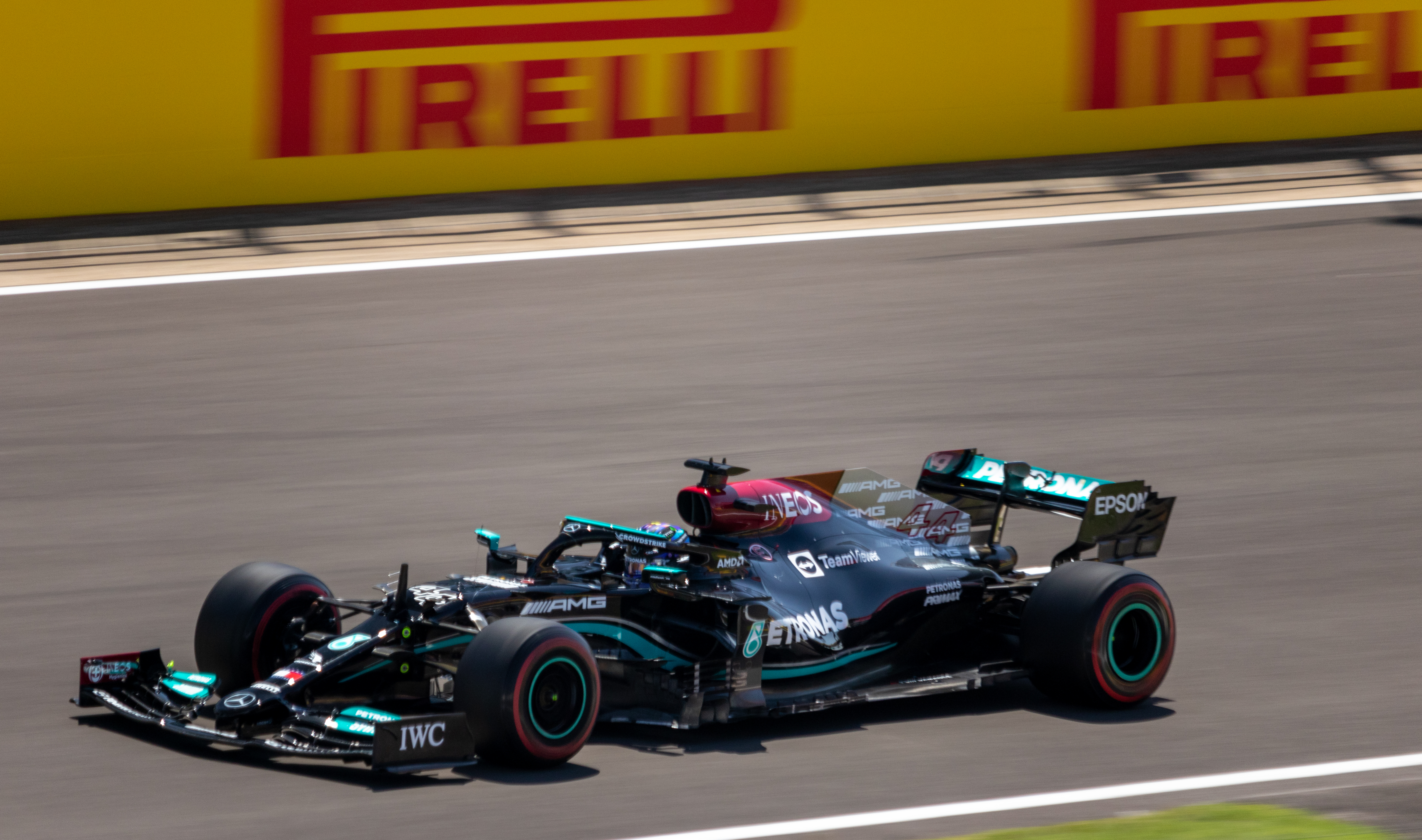
Lewis Hamilton au Grand Prix de Grande-Bretagne 2021, où il s'impose pour la huitième fois à domicile.

Quatrième à l'arrivée du Grand Prix d'Autriche où Verstappen s'impose, et accusant un retard de 32 points au championnat, il est battu par ce dernier dans la première « qualification sprint » de l'histoire, lors de son Grand Prix national à Silverstone. Le lendemain, 18 juillet, devant 140 000 supporters, les deux rivaux se livrent un combat titanesque dans le premier tour de la course qui s'achève par un accrochage dans le virage de Copse, le pilote Néerlandais traversant le bac à graviers à haute vitesse avant de d'écraser sa Red Bull dans le mur de pneus pour un choc mesuré à 51 g. Pour cette action, Hamilton doit purger une pénalité de 10 secondes lors de son arrêt au stand, alors que Charles Leclerc a pris les commandes de l'épreuve. En onze tours, après que son coéquipier Valtteri Bottas l'ait laissé passer, il remonte à toute allure sur le pilote Ferrari et le dépasse à deux boucles de l'arrivée, s'imposant pour la huitième fois sur ce circuit, obtenant sa 99e victoire, et revenant à huit points de Verstappen. En Hongrie, il échappe au carambolage qui compromet les chances de son rival, et se classe finalement deuxième derrière le vainqueur Esteban Ocon, ce qui lui permet de s'emparer de la tête du championnat avant la trêve estivale. Cette course démarrée sous la pluie offre une image inédite, puisque à la suite d'un drapeau rouge, et un nouveau départ arrêté où tous les pilotes terminent le tour de formation en plongeant dans les stands pour passer les pneus lisses, il reste en piste et se retrouve tout seul à s'élancer sur la grille de départ. Réparant son erreur en changeant ses pneus un tour après tout le peloton, il repart dernier et entame sa remontée...
À la reprise en Belgique, la course ne peut avoir lieu, mais les résultats sont entérinés après trois tours derrière la voiture de sécurité sous le déluge et une visibilité nulle. Qualifié en troisième position, il termine donc à ce rang avec la moitié des points alors que Verstappen auteur de la pole position est déclaré vainqueur. Hamilton conserve la tête du championnat pour trois points. Aux Pays-Bas, Max Verstappen s'impose devant son public et il se classe deuxième avec le point bonus du meilleur tour en course : le Néerlandais reprend les commandes du classement pilotes 2021 avec trois points d'avance. Au 26e tour du Grand Prix d'Italie remporté par Daniel Ricciardo, les deux rivaux s'accrochent à la première chicane, la roue arrière de la Red Bull escalade celle de la Mercedes, et son fond plat s'écrase sur le halo qui protège le cockpit du pilote britannique, tandis que la roue arrière droite appuie sur son casque. Malgré ce double abandon, Verstappen repart d'Italie avec cinq points d'avance, ayant marqué deux unités pour avoir terminé deuxième de la course de qualification sprint disputée la veille.
Enfin, après avoir attendu cinq Grands Prix après son succès à Silverstone, il atteint la marque historique de 100 victoires en remportant, sous la pluie de Sotchi, sa cinquième victoire de la saison. S'il reprend la tête du championnat du monde, Verstappen, parti dernier mais deuxième à l'arrivée, limite son retard à deux points. Deux semaines plus tard en Turquie, Hamilton réalise le meilleur temps des qualifications en pulvérisant le record de la piste mais ne s'élance que onzième pour avoir changé des éléments de son moteur. Sa remontée en course, sur piste mouillée, s'achève à la cinquième place alors que son rival se classe deuxième derrière Valtteri Bottas ; le chassé-croisé se poursuit en tête du championnat puisque le Néerlandais reprend les commandes avec six points d'avance. Le 24 octobre, pour la dix-septième manche du championnat sur le Circuit des Amériques à Austin, les deux rivaux sont côte à côte sur la première ligne, Verstappen en pole position. Hamilton prend un meilleur départ et s'installe aux commandes de la course, mais une stratégie agressive de Red Bull, avec un premier arrêt anticipé du Néerlandais qui réalise l'undercut, puis un deuxième huit tours avant le septuple champion du monde, lui permet de s'imposer avec un peu plus d'une seconde d'avance sans avoir subi d'attaque. Hamilton qui a désormais douze points de retard à cinq courses du terme, envoie le message suivant sur les réseaux sociaux : « It's not over » (ça n'est pas fini)...
Il se classe encore deuxième à l'arrivée du Grand Prix de Mexico derrière son rival néerlandais, son retard au championnat passant à dix-neuf points. Mais une semaine plus tard, le 14 novembre, lors du Grand Prix de São Paulo, Il remporte sa cent-unième victoire en dépassant Verstappen à douze tours de l'arrivée, après avoir accumulé vingt-cinq places de pénalité. Il s'élance dernier de la qualification sprint en raison d'un aileron arrière non conforme, dépasse quinze voitures, et part en dixième position du Grand Prix avec cinq places de pénalité pour changement de son cinquième moteur à combustion interne ; l'avantage de puissance conféré par ce nouveau bloc thermique monté sur sa W12 lui permet d'effectuer un total de vingt-quatre dépassements en piste, du sprint du samedi à la course du dimanche , avant de s'imposer drapeau brésilien en mains dans son tour donneur, devant son rival et son coéquipier Valtteri Bottas, revenant à quatorze points au classement du championnat. Pour la troisième course en trois semaines, la vingtième manche du championnat, le nouveau Grand Prix du Qatar disputée sur le circuit international de Losail, Lewis Hamilton poursuit sur sa lancée, réalisant la pole position avant de mener la course de bout en bout sans être inquiété pour obtenir sa septième victoire de la saison. Son rival terminant deuxième avec le point bonus du meilleur tour, l'écart au championnat est de huit points à deux courses du terme.
Lewis Hamilton s'impose à nouveau pour sa troisième victoire consécutive et la cent-troisième de sa carrière à l'arrivée du Grand Prix d'Arabie saoudite, au terme d'une course à rebondissements où il prend à nouveau le meilleur sur Max Verstappen après de nombreuses péripéties. Auteur de la pole position et du meilleur tour, il réalise d'une part le dix-neuvième hat trick de sa carrière, et d'autre part, revient à égalité de points avec son rival (369,5). Lors de la manche finale à Abou Dabi, celui qui finira devant l'autre sera sacré champion du monde, et ce 12 décembre, il a virtuellement son huitième titre en poche à cinq tours de l'arrivée, menant la course à sa main. Mais un accident de Nicholas Latifi et la sortie de la voiture de sécurité, permet à Verstappen de se chausser en pneus tendres alors qu'il reste en piste, et le Néerlandais le dépasse dans le 58e et dernier tour, pour remporter le titre et le détrôner lors d'un final controversé.
Trois jours plus tard, le 15 décembre, il est fait chevalier de la couronne britannique par le Prince Charles au Château de Windsor ; il devient le quatrième pilote de Formule 1 anobli après Jackie Stewart, Stirling Moss et Jack Brabham,.
D'habitude très actif sur les réseaux sociaux, Lewis Hamilton observe, dans la foulée de sa défaite polémique, le plus parfait mutisme notamment en se désabonnant des pages Instagram qu'il suivait (parmi lesquelles la F1, la FIA et Mercedes). Il ne fait que deux apparitions, à Windsor, puis au siège de Mercedes pour fêter le huitième titre constructeurs, mais ne s'exprime pas, et Toto Wolff entretient, dès lors, le doute sur sa volonté de disputer la saison 2022. Mais après 55 jours de silence, Lewis Hamilton poste sur les réseaux sociaux, le 5 février 2022, une photo où il se trouve dans un canyon du Colorado avec le commentaire : « I've been gone, now I'm back ! » (J'étais parti et maintenant, je suis de retour) ; il recueille plus de deux millions de like en moins de douze heures sur Instagram,.

### 2022: première saison sans victoire ni pole position

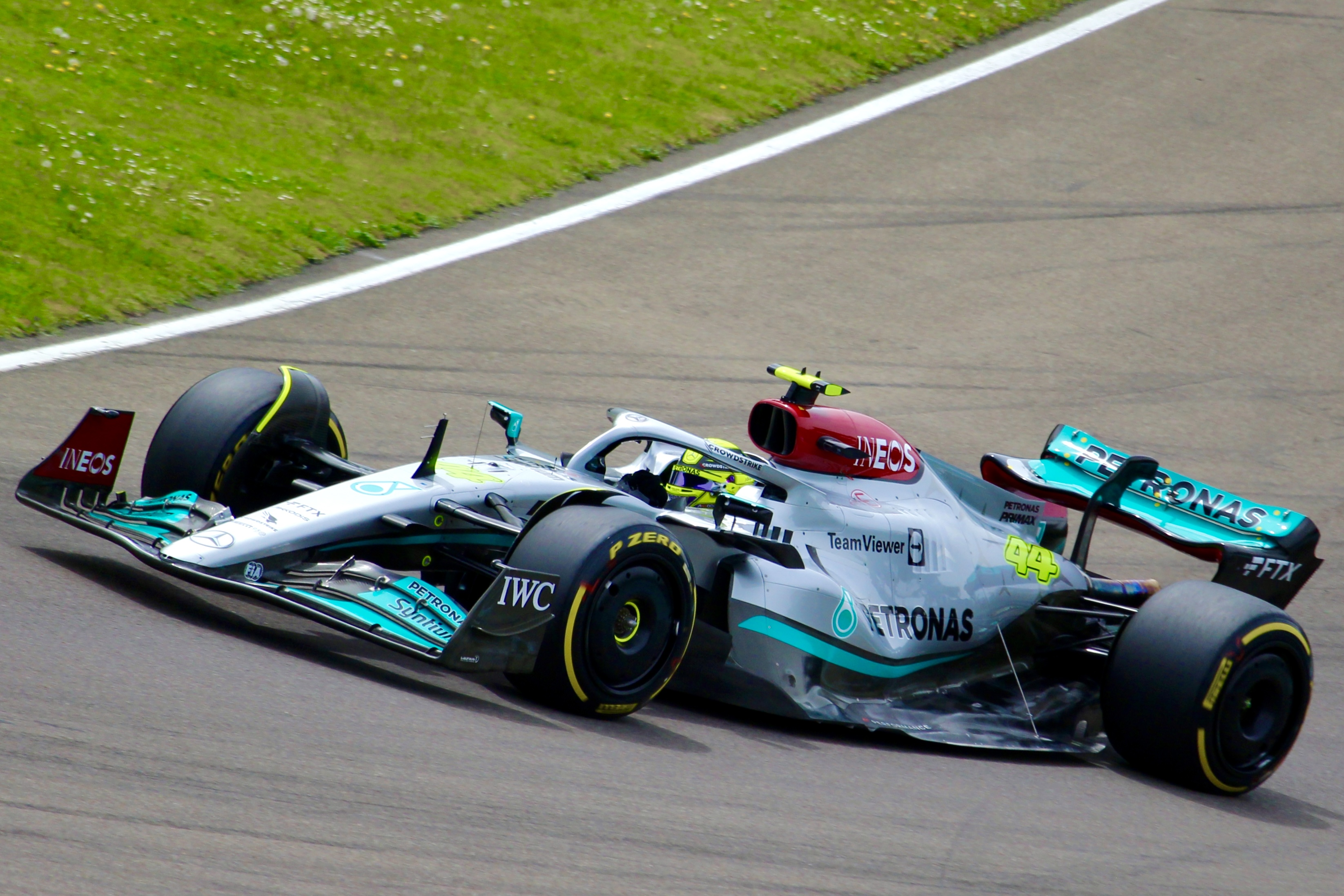
Lewis Hamilton au volant de la Mercedes W13 au Grand Prix d'Émilie Romagne 2022.

La Mercedes W13 de 2022, peu performante par rapport aux Red Bull RB18 et Ferrari F1-75, est surtout affectée d'un important problème de marsouinage posé aux autres écuries dans le cadre de la nouvelle réglementation basée sur l'effet de sol, mais que l'équipe dirigée par Toto Wolff tarde à comprendre et à régler. Ainsi, si les circonstances de course font que le septuple champion du monde monte sur la troisième marche du podium de la première course de la saison, à Bahreïn, poursuivant une série de seize saisons consécutives avec au moins un résultat dans le « Top 3 », la suite est plus difficile. À Djeddah, il ne dépasse pas la première phase des qualifications, ce qui ne lui était pas arrivé depuis 2009 (hors aléa météo, pénalité ou incident), s'élance quinzième et termine la course dixième. Après une légère embellie à Melbourne (cinquième en qualifications et quatrième du Grand Prix d'Australie), les difficultés repartent de plus belle à Imola le 24 avril où Hamilton mène une course anonyme achevée à la treizième place, à un tour du vainqueur Max Verstappen. Après l'arrivée, Toto Wolff lui dit par radio : « Lewis, mes excuses pour ce que tu as eu besoin de piloter, je sais que la voiture était inconduisible et que ce n'est pas ce que nous méritons comme résultat. On va avancer à partir de là, mais c'était une course horrible. (Sorry for what you have needed to drive today, I know this is undriveable and not what we deserve to score as a result. So we'll move from there, but I... this was a terrible race) » Il lui répond : « Yeah, pas de soucis Toto, continuons à travailler dur (Yeah, no worries Toto, let's keep working hard) », et son patron ajoute : « Oui, c'est ce que nous allons faire, nous allons nous sortir de ça (we will come out of this.) ».

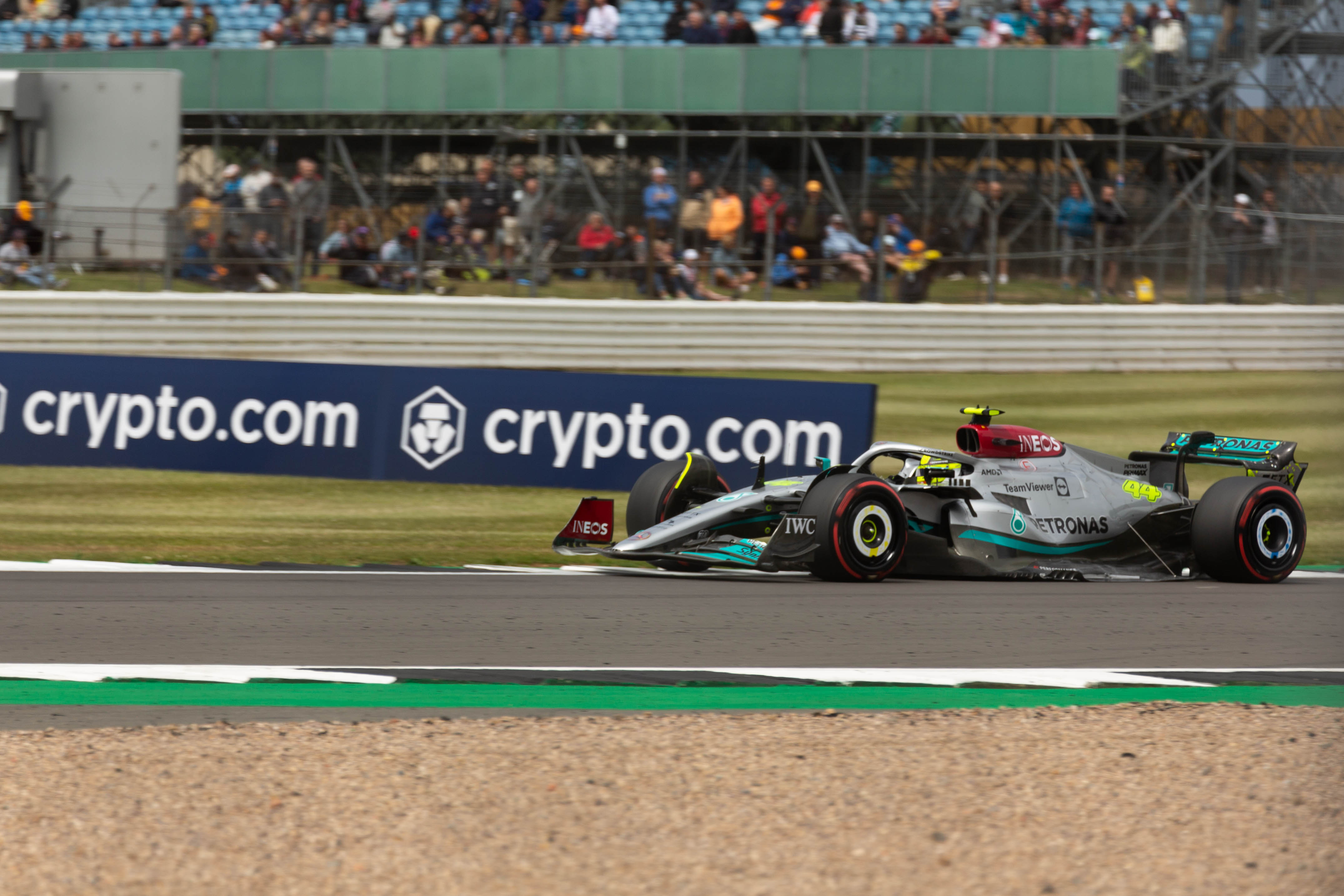
Lewis Hamilton à domicile lors du Grand Prix de Grande-Bretagne où il monte pour la treizième fois sur le podium de ce circuit, nouveau record dans la discipline.

Il se classe sixième à Miami puis cinquième à Barcelone où il restait sur cinq victoires consécutives de 2017 à 2021, et où le problème de marsouinage semblait avoir été résolu. Mais il réapparaît à Monaco où, dès les premiers essais libres, auteur du dixième temps il se plaint que ces rebonds lui font « perdre l'esprit » puis en demandant expressément que des mousses soient posées dans son cockpit pour protéger ses coudes qui tapent contre les parois. Huitième de la course, il note que son écurie « se trouve dans la merde », et s'attend au pire pour la course suivante à Bakou : « Je prie pour que la sensation dans la voiture à Bakou ne soit pas comme à Monaco. Là, ça n'avait jamais été aussi mauvais, ne serait-ce qu’avec les bosses. J'ai hâte d'en être débarrassé. Rien que mes dents et ma mâchoire qui bougent en permanence… je n'en peux plus de ces rebonds! ». Il termine la saison avec trois deuxièmes places consécutives, à Austin, Mexico et São Paulo. Il s'agit de sa plus mauvaise saison depuis ses débuts puisqu'il ne compte ni victoire ni pole position, ce qui ne lui était jamais arrivé en seize saisons. Il en est de même pour son classement, sixième avec 240 points, à 214 unités du champion Max Verstappen.

### 2023: seconde saison sans victoire
À Bahreïn, Lewis Hamilton commence la saison par une septième position en qualification ; le lendemain, il termine cinquième de la course,. En Arabie saoudite, qualifié huitième, il termine à la cinquième place, derrière son coéquipier,. Au Grand Prix d'Australie, il se qualifie troisième derrière son coéquipier et Max Verstappen et termine deuxième de l'épreuve à moins de deux dixièmes de secondes du Néerlandais,. Qualifié cinquième au Grand Prix d'Azerbaïdjan, il profite d'un accident entre Carlos Sainz et Sergio Pérez pour terminer sixième,.  Au Grand Prix de Miami, qualifié treizième, le Britannique remonte lors de la course et franchit la ligne d'arrivée sixième,. À Monaco, qualifié en sixième position, il termine quatrième de la course,. En Espagne, qualifié en quatrième position, il termine deuxième de la course derrière Max Verstappen. Au Canada, il se qualifie en quatrième position, devant George Russell ; il remonte d'une position en course et termine troisième.
Lors du Grand Prix de Hongrie, Hamilton réalise sa 104e pole position, améliorant son record. Entre le Grand Prix des Pays-Bas et le Grand Prix d'Italie, il prolonge son contrat avec Mercedes jusqu'en 2025,. Sa rémunération est estimée à 60 millions d'euros par saison.
Deuxième du Grand Prix des États-Unis derrière Max Verstappen, il est disqualifié après que sa voiture a échoué aux inspections d'après-course pour une usure excessive du plancher,,. Au Qatar, il abandonne peu après le départ à la suite d'un contact avec George Russell, et écope d'une amende de 50 000 € pour son comportement à la suite de l'accident,,.
Le Britannique termine troisième du championnat, derrière les pilotes Red Bull Racing, avec six podiums, portant son record à 197.

### 2024: dernière année chez Mercedes et premiers succès depuis plus de deux ans
Le 1er février 2024, Mercedes Grand Prix annonce le départ de Lewis Hamilton à l'issue de la saison,. Le Britannique a levé son option de libération du contrat qui le liait avec l'écurie allemande jusqu'en 2025. Concernant son départ de chez Mercedes, il déclare : « J'ai passé onze années extraordinaires avec cette écurie et je suis très fier de ce que nous avons accompli ensemble. C'est un endroit où j'ai grandi, et c'est pourquoi prendre la décision de partir a été l'une des plus difficiles que j'ai jamais eues à prendre. » Le Britannique est ensuite officialisé par la Scuderia Ferrari pour plusieurs années aux côtés de Charles Leclerc, à partir de 2025,,.
Pour le Grand Prix inaugural, qualifié neuvième, il termine septième du Grand Prix, derrière son compatriote Lando Norris,. Lors du Grand Prix de Chine, il termine deuxième de la course sprint entre les Red Bull Racing de Max Verstappen et de Sergio Pérez. Dix-huitième sur la grille, il remonte à la neuvième place,. À Monaco, qualifié huitième, il termine à la même position, avec le meilleur tour en course,. Lors du Grand Prix suivant, sur le circuit Gilles-Villeneuve, qualifié septième, il termine quatrième, derrière son coéquipier, ce qui constitue le meilleur résultat de son écurie depuis plus d'un an,. Sur le circuit de Barcelone, troisième des qualifications, il termine à la même place en course, derrière Lando Norris et Max Verstappen,.
Le 7 juillet 2024, Hamilton remporte le Grand Prix de Grande-Bretagne devant Max Verstappen et Lando Norris, sa première victoire depuis plus de deux ans et 57 Grands Prix,,. Il déclare : « Je ne peux pas m'empêcher de pleurer ! Il n'y a pas de meilleur sentiment que de finir en tête ici. » Il devient le premier pilote à gagner un Grand Prix après son 300e départ et le pilote le plus âgé à gagner un Grand Prix au XXIe siècle. Une semaine plus tard, lors du Grand Prix de Hongrie, il monte sur son 200e podium en terminant troisième,,. À Spa-Francorchamps, parti troisième, il termine deuxième sous le drapeau à damier mais la disqualification de George Russell lui offre sa 105e victoire,. 
Aux Pays-Bas, il se qualifie douzième mais est pénalisé pour avoir gêné Sergio Pérez ; parti quatorzième, il remonte jusqu'à la huitième place finale, derrière son coéquipier,,. Au Mexique, il termine quatrième. En marge du Grand Prix de São Paulo, Hamilton rend hommage à Ayrton Senna en paradant dans la McLaren MP4/5B avec laquelle le Brésilien a remporté le championnat du monde de Formule 1 1990. Il termine onzième du sprint disputé dans des conditions difficiles. Le lendemain, il se classe dixième et perd une place au championnat au profit de son coéquipier qui termine quatrième. Pour sa dernière course avec Mercedes, à Abou Dabi, Hamilton termine quatrième. 
Il quitte l'écurie allemande après douze saisons, six titres de champion, 84 victoires, 153 podiums et 78 pole positions,.

### 2025: première saison avec Ferrari
Le 20 janvier 2025, Hamilton fait sa première visite à Maranello, siège historique de Ferrari. Le lendemain, il apparaît en combinaison rouge pour présenter aussi son casque qui reprend la couleur jaune de ses débuts. Il effectue ses premiers tours de roue à Fiorano le mercredi suivant, au volant d'une SF-23, observé par de nombreux tifosi massés autour de la piste. Il déclare « C'est l'un des plus beaux jours de ma vie. Quand le moteur a démarré et que j'ai passé les portes du garage, j'avais le sourire aux lèvres. Cela m'a ramené vingt ans en arrière, quand je faisais mes débuts au volant d'une F1. C'était vraiment la même émotion. »
Lors du Grand Prix d'ouverture, en Australie, le Britannique, dixième, déclare : « C'est un mauvais résultat. Pour moi, ça a été une course d'apprentissage, c'était un test, un test très difficile. Je suis content que ce soit terminé,. » Au Grand Prix de Chine, parti de la pole position, il remporte la course sprint,. Qualifié cinquième, il termine sixième du Grand Prix en obtenant son 68e meilleur tour en course ; il est toutefois disqualifié en raison d'une usure trop prononcée du patin de sa SF-25,.
Septième au Japon,, il se classe, une semaine plus tard, cinquième à Bahreïn, derrière son coéquipier,. Lors du Grand Prix de Belgique, parti de la voie des stands, il termine septième.

## Carrière
- 1993-2001 : Karting
- 2002 : Formule Renault britannique, 5e (Rookie de l'année)
- 2003 :
  - Formule Renault britannique, champion
  - Formule 3 britannique (deux courses), non classé
  - Formule 3 Macao et Corée, non classé
- 2004 : 
  - Formule 3 Euro Series, 5e (Rookie de l'année)
  - Masters F3, 14e
  - F3 Macao, 14e
  - Bahrain F3 Superprix, vainqueur
- 2005 : 
  - Formule 3 Euro Series, champion
  - Masters F3, vainqueur

### Résultats en GP2 Series
| Saison | Écurie         | Courses disputées | Pole positions | Victoires | Points inscrits | Classement |
| ------ | -------------- | ----------------- | -------------- | --------- | --------------- | ---------- |
| 2006   | ART Grand Prix | 21                | 1              | 5         | 114             | Champion   |

### Résultats en championnat du monde de Formule 1
À l'issue de la saison 2024 :
- 7 titres de champion du monde (record) ;
- 369 Grands Prix ;
- 4 971,5 points (record) ;
- 105 victoires (record) ;
- 104 pole positions (record) ;
- 67 meilleurs tours en course ;
- 202 podiums (record) ;
- 19 hat tricks ;
- 6 chelems ;
- 5 487 tours en tête (record) ;
- 27 970 km en tête (record) ;
- 20 518 tours parcourus ;
- 103 340 km parcourus ;
- 32 abandons ;
- Débuts en Formule 1 : le 18 mars 2007 au Grand Prix d'Australie, sur le circuit de l'Albert Park.
- Première victoire : le 10 juin 2007 au Grand Prix du Canada, sur le circuit Gilles-Villeneuve, à Montréal.
- Première pole position : le 9 juin 2007 au Grand Prix du Canada, sur le circuit Gilles-Villeneuve, à Montréal.
- Premier hat trick : le 30 septembre 2007 au Grand Prix du Japon, sur le circuit du Mont-Fuji.

| Saison | Écurie                           | Châssis                            | Moteur                    | Pneus       | GP disputés | Pole positions | Victoires | Podiums | Meilleurs tours | Dans les points | Abandons | Points inscrits | Classement |
| ------ | -------------------------------- | ---------------------------------- | ------------------------- | ----------- | ----------- | -------------- | --------- | ------- | --------------- | --------------- | -------- | --------------- | ---------- |
| 2007   | Vodafone McLaren Mercedes        | McLaren MP4-22                     | Mercedes V8               | Bridgestone | 17          | 6              | 4         | 12      | 2               | 15              | 1        | 109             | 2e         |
| 2008   | Vodafone McLaren Mercedes        | McLaren MP4-23                     | Mercedes V8               | Bridgestone | 18          | 7              | 5         | 10      | 1               | 14              | 1        | 98              | Champion   |
| 2009   | Vodafone McLaren Mercedes        | McLaren MP4-24                     | Mercedes V8               | Bridgestone | 17          | 4              | 2         | 5       | 0               | 8               | 3        | 49              | 5e         |
| 2010   | Vodafone McLaren Mercedes        | McLaren MP4-25                     | Mercedes V8               | Bridgestone | 19          | 1              | 3         | 9       | 5               | 15              | 4        | 240             | 4e         |
| 2011   | Vodafone McLaren Mercedes        | McLaren MP4-26                     | Mercedes V8               | Pirelli     | 19          | 1              | 3         | 6       | 3               | 16              | 3        | 227             | 5e         |
| 2012   | Vodafone McLaren Mercedes        | McLaren MP4-27                     | Mercedes V8               | Pirelli     | 20          | 7              | 4         | 7       | 1               | 14              | 6        | 190             | 4e         |
| 2013   | Mercedes AMG Petronas F1 Team    | Mercedes AMG F1 W04                | Mercedes V8               | Pirelli     | 19          | 5              | 1         | 5       | 1               | 17              | 1        | 189             | 4e         |
| 2014   | Mercedes AMG Petronas F1 Team    | Mercedes AMG F1 W05 Hybrid         | Mercedes V6 turbo hybride | Pirelli     | 19          | 7              | 11        | 16      | 7               | 16              | 3        | 384             | Champion   |
| 2015   | Mercedes AMG Petronas F1 Team    | Mercedes AMG F1 W06 Hybrid         | Mercedes V6 turbo hybride | Pirelli     | 19          | 11             | 10        | 17      | 8               | 18              | 1        | 381             | Champion   |
| 2016   | Mercedes AMG Petronas F1 Team    | Mercedes AMG F1 W07 Hybrid         | Mercedes V6 turbo hybride | Pirelli     | 21          | 12             | 10        | 17      | 3               | 19              | 2        | 380             | 2e         |
| 2017   | Mercedes AMG Petronas Motorsport | Mercedes AMG F1 W08 EQ Power+      | Mercedes V6 turbo hybride | Pirelli     | 20          | 11             | 9         | 13      | 7               | 20              | 0        | 363             | Champion   |
| 2018   | Mercedes AMG Petronas Motorsport | Mercedes-AMG F1 W09 EQ Power+      | Mercedes V6 turbo hybride | Pirelli     | 21          | 11             | 11        | 17      | 3               | 19              | 1        | 408             | Champion   |
| 2019   | Mercedes AMG Petronas Motorsport | Mercedes-AMG F1 W10 EQ Power+      | Mercedes V6 turbo hybride | Pirelli     | 21          | 5              | 11        | 17      | 6               | 21              | 0        | 413             | Champion   |
| 2020   | Mercedes AMG Petronas F1 Team    | Mercedes-AMG F1 W11 EQ Performance | Mercedes V6 turbo hybride | Pirelli     | 16          | 10             | 11        | 14      | 6               | 16              | 0        | 347             | Champion   |
| 2021   | Mercedes AMG Petronas F1 Team    | Mercedes-AMG F1 W12 E Performance  | Mercedes V6 turbo hybride | Pirelli     | 22          | 5              | 8         | 17      | 6               | 20              | 1        | 387,5           | 2e         |
| 2022   | Mercedes AMG Petronas F1 Team    | Mercedes-AMG F1 W13 E Performance  | Mercedes V6 turbo hybride | Pirelli     | 22          | 0              | 0         | 9       | 2               | 19              | 2        | 240             | 6e         |
| 2023   | Mercedes AMG Petronas F1 Team    | Mercedes-AMG F1 W14 E Performance  | Mercedes V6 turbo hybride | Pirelli     | 22          | 1              | 0         | 6       | 4               | 20              | 1        | 234             | 3e         |
| 2024   | Mercedes AMG Petronas F1 Team    | Mercedes-AMG F1 W15 E Performance  | Mercedes V6 turbo hybride | Pirelli     | 24          | 0              | 2         | 5       | 2               | 21              | 2        | 223             | 7e         |
| 2025   | Scuderia Ferrari HP              | Ferrari SF-25                      | Ferrari V6 turbo hybride  | Pirelli     | 13          | 0              | 0         | 0       | 0               | 12              | 0        | 103             | 6e         |
|        | Total                            |                                    |                           |             | 369         | 104            | 105       | 202     | 67              | 320             | 32       | 4971,5          |            |

| Saison | Écurie                           | Châssis                            | Moteur                                       | Pneus | 1        | 2             | 3        | 4      | 5        | 6        | 7        | 8       | 9        | 10       | 11    | 12       | 13       | 14       | 15       | 16        | 17       | 18       | 19       | 20       | 21     | 22       | 23     | 24    | Classement | Points inscrits |
| --- | -------------------------------- | ---------------------------------- | -------------------------------------------- | ----- | -------- | ------------- | -------- | ------ | -------- | -------- | -------- | ------- | -------- | -------- | ----- | -------- | -------- | -------- | -------- | --------- | -------- | -------- | -------- | -------- | ------ | -------- | ------ | ----- | ---------- | --------------- |
| 2007 | Vodafone McLaren Mercedes        | McLaren MP4-22                     | Mercedes V8 FO 108T                          | B     | AUS 3    | MAL 2         | BAH 2    | ESP 2  | MON 2    | CAN 1    | E-U 1    | FRA 3   | GBR 3    | EUR 9    | HON 1 | TUR 5    | ITA 2    | BEL 4    | JPN 1    | CHN Abd.  | BRE 7    |          |          |          |        |          |        |       | 2e         | 109             |
| 2008 | Vodafone McLaren Mercedes        | McLaren MP4-23                     | Mercedes V8 FO 108V                          | B     | AUS 1    | MAL 5         | BAH 13   | ESP 3  | TUR 2    | MON 1    | CAN Abd. | FRA 10  | GBR 1    | ALL 1    | HON 5 | EUR 2    | BEL 3    | ITA 7    | SIN 3    | JPN 12    | CHN 1    | BRE 5    |          |          |        |          |        |       | Champion   | 98              |
| 2009 | Vodafone McLaren Mercedes        | McLaren MP4-24                     | Mercedes V8 FO 108W                          | B     | AUS Dsq  | MAL 7         | CHN 6    | BAH 4  | ESP 9    | MON 12   | TUR 13   | GBR 16  | ALL 18   | HON 1    | EUR 2 | BEL Abd. | ITA 12*  | SIN 1    | JPN 3    | BRE 3     | ABU Abd. |          |          |          |        |          |        |       | 5e         | 49              |
| 2010 | Vodafone McLaren Mercedes        | McLaren MP4-25                     | Mercedes V8 FO 108X                          | B     | BAH 3    | AUS 6         | MAL 6    | CHN 2  | ESP 14*  | MON 5    | TUR 1    | CAN 1   | EUR 2    | GBR 2    | ALL 4 | HON Abd. | BEL 1    | ITA Abd. | SIN Abd. | JPN 5     | COR 2    | BRE 4    | ABU 2    |          |        |          |        |       | 4e         | 240             |
| 2011 | Vodafone McLaren Mercedes        | McLaren MP4-26                     | Mercedes V8 FO 108Y                          | P     | AUS 2    | MAL 8         | CHN 1    | TUR 4  | ESP 2    | MON 6    | CAN Abd. | EUR 4   | GBR 4    | ALL 1    | HON 4 | BEL Abd. | ITA 4    | SIN 5    | JPN 5    | COR 2     | IND 7    | ABU 1    | BRE Abd. |          |        |          |        |       | 5e         | 227             |
| 2012 | Vodafone McLaren Mercedes        | McLaren MP4-27                     | Mercedes V8 FO 108Z                          | P     | AUS 3    | MAL 3         | CHN 3    | BAH 8  | ESP 8    | MON 5    | CAN 1    | EUR 19* | GBR 8    | ALL Abd. | HON 1 | BEL Abd. | ITA 1    | SIN Abd. | JPN 5    | COR 10    | IND 4    | ABU Abd. | E-U 1    | BRE Abd. |        |          |        |       | 4e         | 190             |
| 2013 | Mercedes AMG Petronas F1 Team    | Mercedes AMG F1 W04                | Mercedes V8 FO 108F                          | P     | AUS 5    | MAL 3         | CHN 3    | BAH 5  | ESP 12   | MON 4    | CAN 3    | GBR 4   | ALL 5    | HON 1    | BEL 3 | ITA 9    | SIN 5    | COR 5    | JPN Abd. | IND 6     | ABU 7    | E-U 4    | BRE 9    |          |        |          |        |       | 4e         | 189             |
| 2014 | Mercedes AMG Petronas F1 Team    | Mercedes AMG F1 W05                | Mercedes V6 turbo hybride PU106A             | P     | AUS Abd. | MAL 1         | BAH 1    | CHN 1  | ESP 1    | MON 2    | CAN Abd. | AUT 2   | GBR 1    | ALL 3    | HON 3 | BEL Abd. | ITA 1    | SIN 1    | JPN 1    | RUS 1     | E-U 1    | BRE 2    | ABU 1    |          |        |          |        |       | Champion   | 384             |
| 2015 | Mercedes AMG Petronas F1 Team    | Mercedes AMG F1 W06 Hybrid         | Mercedes V6 turbo hybride PU106B             | P     | AUS 1    | MAL 2         | CHN 1    | BAH 1  | ESP 2    | MON 3    | CAN 1    | AUT 2   | GBR 1    | HON 6    | BEL 1 | ITA 1    | SIN Abd. | JPN 1    | RUS 1    | E-U 1     | MEX 2    | BRE 2    | ABU 2    |          |        |          |        |       | Champion   | 381             |
| 2016 | Mercedes AMG Petronas F1 Team    | Mercedes AMG F1 W07 Hybrid         | Mercedes V6 turbo hybride PU106C             | P     | AUS 2    | BAH 3         | CHN 7    | RUS 2  | ESP Abd. | MON 1    | CAN 1    | EUR 5   | AUT 1    | GBR 1    | HON 1 | ALL 1    | BEL 3    | ITA 2    | SIN 3    | MAL Abd.  | JPN 3    | E-U 1    | MEX 1    | BRE 1    | ABU 1  |          |        |       | 2e         | 380             |
| 2017 | Mercedes AMG Petronas Motorsport | Mercedes AMG F1 W08 EQ Power+      | Mercedes V6 turbo hybride M08 EQ Power+      | P     | AUS 2    | CHN 1         | BHR 2    | RUS 4  | ESP 1    | MON 7    | CAN 1    | AZE 5   | AUT 4    | GBR 1    | HON 4 | BEL 1    | ITA 1    | SIN 1    | MAL 2    | JPN 1     | USA 1    | MEX 9    | BRE 4    | ABU 2    |        |          |        |       | Champion   | 363             |
| 2018 | Mercedes AMG Petronas Motorsport | Mercedes-AMG F1 W09 EQ Power+      | Mercedes V6 turbo hybride M09 EQ Power+      | P     | AUS 2    | BAH 3         | CHN 4    | AZE 1  | ESP 1    | MON 3    | CAN 5    | FRA 1   | AUT Abd. | GBR 2    | ALL 1 | HON 1    | BEL 2    | ITA 1    | SIN 1    | RUS 1     | JPN 1    | USA 3    | MEX 4    | BRE 1    | ABU 1  |          |        |       | Champion   | 408             |
| 2019 | Mercedes AMG Petronas Motorsport | Mercedes-AMG F1 W10 EQ Power+      | Mercedes V6 turbo hybride M10 EQ Power+      | P     | AUS 2    | BAH 1         | CHN 1    | AZE 2  | ESP 1    | MON 1    | CAN 1    | FRA 1   | AUT 5    | GBR 1    | ALL 9 | HON 1    | BEL 2    | ITA 3    | SIN 4    | RUS 1     | JPN 3    | MEX 1    | USA 2    | BRE 7    | ABU 1  |          |        |       | Champion   | 413             |
| 2020 | Mercedes AMG Petronas F1 Team    | Mercedes-AMG F1 W11 EQ Performance | Mercedes V6 turbo hybride M11 EQ Performance | P     | AUT 4    | STY 1         | HON 1    | GBR 1  | 70e 2    | ESP 1    | BEL 1    | ITA 7   | TOS 1    | RUS 3    | EIF 1 | POR 1    | EMI 1    | TUR 1    | BAH 1    | SAK Forf. | ABU 3    |          |          |          |        |          |        |       | Champion   | 347             |
| 2021 | Mercedes AMG Petronas F1 Team    | Mercedes-AMG F1 W12 E Performance  | Mercedes V6 turbo hybride M12 E Performance  | P     | BAH 1    | EMI 2         | POR 1    | ESP 1  | MON 7    | AZE 15   | FRA 2    | STY 2   | AUT 4    | GBR 1    | HON 2 | BEL 3    | P-B 2    | ITA Abd. | RUS 1    | TUR 5     | USA 2    | MEX 2    | BRE 1    | QAT 1    | ARA 1  | ABU 2    |        |       | 2e         | 387,5           |
| 2022 | Mercedes AMG Petronas F1 Team    | Mercedes-AMG F1 W13 E Performance  | Mercedes V6 turbo hybride M13 E Performance  | P     | BAH 3    | ARA 10        | AUS 4    | EMI 13 | MIA 6    | ESP 5    | MON 8    | AZE 4   | CAN 3    | GBR 3    | AUT 3 | FRA 2    | HON 2    | BEL Abd. | P-B 4    | ITA 5     | SIN 9    | JAP 5    | USA 2    | MEX 2    | SAO 2  | ABU Abd. |        |       | 6e         | 240             |
| 2023 | Mercedes AMG Petronas F1 Team    | Mercedes-AMG F1 W14 E Performance  | Mercedes V6 turbo hybride M14 E Performance  | P     | BAH 5    | ARA 5         | AUS 2    | AZE 6  | MIA 6    | MON 4    | ESP 2    | CAN 3   | AUT 8    | GBR 3    | HON 4 | BEL 4    | P-B 6    | ITA 6    | SIN 3    | JAP 5     | QAT Abd. | USA Dsq. | MEX 2    | SAO 8    | LAS 7  | ABU 9    |        |       | 3e         | 234             |
| 2024 | Mercedes AMG Petronas F1 Team    | Mercedes-AMG F1 W15 E Performance  | Mercedes V6 turbo hybride M15 E Performance  | P     | BAH 7    | ARA 9         | AUS Abd. | JAP 9  | CHN 9    | MIA 6    | EMI 6    | MON 7   | CAN 4    | ESP 3    | AUT 4 | GBR 1    | HON 3    | BEL 1    | P-B 8    | ITA 5     | AZE 9    | SIN 6    | USA Abd. | MEX 4    | SAO 10 | LVE 2    | QAT 12 | ABU 4 | 7e         | 223             |
| 2025 | Scuderia Ferrari HP              | Ferrari SF-25                      | Ferrari V6 turbo hybride Typo 066/12         | P     | AUS 10   | CHN Dsq. +1er | JAP 7    | BAH 5  | ARA 7    | MIA 8+3e | EMI 4    | MON 5   | ESP 6    | CAN 6    | AUT 4 | GBR 4    | BEL      | HON      | P-B      | ITA       | AZE      | SIN      | USA      | MEX      | BRE    | LVE      | QAT    | ABU   | 6e         | 103             |
| - GP d'Australie 2009 : 4e sous le drapeau à damier, il est finalement disqualifié pour avoir enfreint plusieurs points du règlement. - GP de Malaisie 2009 : moins de 75 % de la course ayant été effectuée, seule la moitié des points a été attribuée. |                                  |                                    |                                              |       |          |               |          |        |          |          |          |         |          |          |       |          |          |          |          |           |          |          |          |          |        |          |        |       |            |                 |

### Victoires en Formule 1
| no  | Année | Manche | Date              | Grand Prix      | Circuit                           | Ecurie           | Voiture | Position départ | Résumé |
| --- | ----- | ------ | ----------------- | --------------- | --------------------------------- | ---------------- | ------- | --------------- | ------ |
| 1   | 2007  | 06/17  | 10 juin 2007      | Canada          | Circuit Gilles-Villeneuve         | McLaren-Mercedes | MP4-22  | Pole position   | Résumé |
| 2   | 2007  | 07/17  | 17 juin 2007      | États-Unis      | Indianapolis                      | McLaren-Mercedes | MP4-22  | Pole position   | Résumé |
| 3   | 2007  | 11/17  | 5 août 2007       | Hongrie         | Hungaroring                       | McLaren-Mercedes | MP4-22  | Pole position   | Résumé |
| 4   | 2007  | 15/17  | 30 septembre 2007 | Japon           | Mont-Fuji                         | McLaren-Mercedes | MP4-22  | Pole position   | Résumé |
| 5   | 2008  | 01/18  | 16 mars 2008      | Australie       | Albert Park                       | McLaren-Mercedes | MP4-23  | Pole position   | Résumé |
| 6   | 2008  | 06/18  | 25 mai 2008       | Monaco          | Monaco                            | McLaren-Mercedes | MP4-23  | 3e              | Résumé |
| 7   | 2008  | 09/18  | 6 juillet 2008    | Grande-Bretagne | Silverstone                       | McLaren-Mercedes | MP4-23  | 4e              | Résumé |
| 8   | 2008  | 10/18  | 20 juillet 2008   | Allemagne       | Hockenheim                        | McLaren-Mercedes | MP4-23  | Pole position   | Résumé |
| 9   | 2008  | 17/18  | 19 octobre 2008   | Chine           | Shanghai                          | McLaren-Mercedes | MP4-23  | Pole position   | Résumé |
| 10  | 2009  | 10/17  | 26 juillet 2009   | Hongrie         | Hungaroring                       | McLaren-Mercedes | MP4-24  | 4e              | Résumé |
| 11  | 2009  | 14/17  | 27 septembre 2009 | Singapour       | Circuit urbain de Singapour       | McLaren-Mercedes | MP4-24  | Pole position   | Résumé |
| 12  | 2010  | 07/19  | 30 mai 2010       | Turquie         | Istanbul Park                     | McLaren-Mercedes | MP4-25  | 2e              | Résumé |
| 13  | 2010  | 08/19  | 13 juin 2010      | Canada          | Circuit Gilles-Villeneuve         | McLaren-Mercedes | MP4-25  | Pole position   | Résumé |
| 14  | 2010  | 13/19  | 29 août 2010      | Belgique        | Spa-Francorchamps                 | McLaren-Mercedes | MP4-25  | 2e              | Résumé |
| 15  | 2011  | 03/19  | 17 avril 2011     | Chine           | Shanghai                          | McLaren-Mercedes | MP4-26  | 3e              | Résumé |
| 16  | 2011  | 10/19  | 24 juillet 2011   | Allemagne       | Nürburgring                       | McLaren-Mercedes | MP4-26  | 2e              | Résumé |
| 17  | 2011  | 18/19  | 13 novembre 2011  | Abou Dabi       | Yas Marina                        | McLaren-Mercedes | MP4-26  | 2e              | Résumé |
| 18  | 2012  | 07/20  | 10 juin 2012      | Canada          | Circuit Gilles-Villeneuve         | McLaren-Mercedes | MP4-27  | 2e              | Résumé |
| 19  | 2012  | 11/20  | 29 juillet 2012   | Hongrie         | Hungaroring                       | McLaren-Mercedes | MP4-27  | Pole position   | Résumé |
| 20  | 2012  | 13/20  | 9 septembre 2012  | Italie          | Monza                             | McLaren-Mercedes | MP4-27  | Pole position   | Résumé |
| 21  | 2012  | 19/20  | 18 novembre 2012  | États-Unis      | Austin                            | McLaren-Mercedes | MP4-27  | 2e              | Résumé |
| 22  | 2013  | 10/19  | 28 juillet 2013   | Hongrie         | Hungaroring                       | Mercedes         | F1 W04  | Pole position   | Résumé |
| 23  | 2014  | 02/19  | 30 mars 2014      | Malaisie        | Sepang                            | Mercedes         | F1 W05  | Pole position   | Résumé |
| 24  | 2014  | 03/19  | 6 avril 2014      | Bahreïn         | Sakhir                            | Mercedes         | F1 W05  | 2e              | Résumé |
| 25  | 2014  | 04/19  | 20 avril 2014     | Chine           | Shanghai                          | Mercedes         | F1 W05  | Pole position   | Résumé |
| 26  | 2014  | 05/19  | 11 mai 2014       | Espagne         | Catalogne                         | Mercedes         | F1 W05  | Pole position   | Résumé |
| 27  | 2014  | 09/19  | 6 juillet 2014    | Grande-Bretagne | Silverstone                       | Mercedes         | F1 W05  | 6e              | Résumé |
| 28  | 2014  | 13/19  | 7 septembre 2014  | Italie          | Monza                             | Mercedes         | F1 W05  | Pole position   | Résumé |
| 29  | 2014  | 14/19  | 21 septembre 2014 | Singapour       | Circuit urbain de Singapour       | Mercedes         | F1 W05  | Pole position   | Résumé |
| 30  | 2014  | 15/19  | 5 octobre 2014    | Japon           | Circuit de Suzuka                 | Mercedes         | F1 W05  | 2e              | Résumé |
| 31  | 2014  | 16/19  | 12 octobre 2014   | Russie          | Autodrome de Sotchi               | Mercedes         | F1 W05  | Pole position   | Résumé |
| 32  | 2014  | 17/19  | 2 novembre 2014   | États-Unis      | Austin                            | Mercedes         | F1 W05  | 2e              | Résumé |
| 33  | 2014  | 19/19  | 23 novembre 2014  | Abou Dabi       | Yas Marina                        | Mercedes         | F1 W05  | 2e              | Résumé |
| 34  | 2015  | 01/19  | 15 mars 2015      | Australie       | Albert Park                       | Mercedes         | F1 W06  | Pole position   | Résumé |
| 35  | 2015  | 03/19  | 12 avril 2015     | Chine           | Shanghai                          | Mercedes         | F1 W06  | Pole position   | Résumé |
| 36  | 2015  | 04/19  | 19 avril 2015     | Bahreïn         | Sakhir                            | Mercedes         | F1 W06  | Pole position   | Résumé |
| 37  | 2015  | 07/19  | 7 juin 2015       | Canada          | Circuit Gilles-Villeneuve         | Mercedes         | F1 W06  | Pole position   | Résumé |
| 38  | 2015  | 09/19  | 5 juillet 2015    | Grande-Bretagne | Silverstone                       | Mercedes         | F1 W06  | Pole position   | Résumé |
| 39  | 2015  | 11/19  | 23 août 2015      | Belgique        | Spa-Francorchamps                 | Mercedes         | F1 W06  | Pole position   | Résumé |
| 40  | 2015  | 12/19  | 6 septembre 2015  | Italie          | Monza                             | Mercedes         | F1 W06  | Pole position   | Résumé |
| 41  | 2015  | 14/19  | 27 septembre 2015 | Japon           | Circuit de Suzuka                 | Mercedes         | F1 W06  | 2e              | Résumé |
| 42  | 2015  | 15/19  | 11 octobre 2015   | Russie          | Autodrome de Sotchi               | Mercedes         | F1 W06  | 2e              | Résumé |
| 43  | 2015  | 16/19  | 25 octobre 2015   | États-Unis      | Austin                            | Mercedes         | F1 W06  | 2e              | Résumé |
| 44  | 2016  | 06/21  | 29 mai 2016       | Monaco          | Monaco                            | Mercedes         | F1 W07  | 3e              | Résumé |
| 45  | 2016  | 07/21  | 12 juin 2016      | Canada          | Circuit Gilles-Villeneuve         | Mercedes         | F1 W07  | Pole position   | Résumé |
| 46  | 2016  | 09/21  | 3 juillet 2016    | Autriche        | Spielberg                         | Mercedes         | F1 W07  | Pole position   | Résumé |
| 47  | 2016  | 10/21  | 11 juillet 2016   | Grande-Bretagne | Silverstone                       | Mercedes         | F1 W07  | Pole position   | Résumé |
| 48  | 2016  | 11/21  | 24 juillet 2016   | Hongrie         | Hungaroring                       | Mercedes         | F1 W07  | 2e              | Résumé |
| 49  | 2016  | 12/21  | 31 juillet 2016   | Allemagne       | Hockenheim                        | Mercedes         | F1 W07  | 2e              | Résumé |
| 50  | 2016  | 18/21  | 23 octobre 2016   | États-Unis      | Austin                            | Mercedes         | F1 W07  | Pole position   | Résumé |
| 51  | 2016  | 19/21  | 30 octobre 2016   | Mexique         | Autódromo Hermanos Rodríguez      | Mercedes         | F1 W07  | Pole position   | Résumé |
| 52  | 2016  | 20/21  | 13 novembre 2016  | Brésil          | São Paulo                         | Mercedes         | F1 W07  | Pole position   | Résumé |
| 53  | 2016  | 21/21  | 27 novembre 2016  | Abou Dabi       | Yas Marina                        | Mercedes         | F1 W07  | Pole position   | Résumé |
| 54  | 2017  | 02/20  | 9 avril 2017      | Chine           | Shanghai                          | Mercedes         | F1 W08  | Pole position   | Résumé |
| 55  | 2017  | 05/20  | 14 mai 2017       | Espagne         | Catalogne                         | Mercedes         | F1 W08  | Pole position   | Résumé |
| 56  | 2017  | 07/20  | 11 juin 2017      | Canada          | Circuit Gilles-Villeneuve         | Mercedes         | F1 W08  | Pole position   | Résumé |
| 57  | 2017  | 10/20  | 16 juillet 2017   | Grande-Bretagne | Silverstone                       | Mercedes         | F1 W08  | Pole position   | Résumé |
| 58  | 2017  | 12/20  | 27 août 2017      | Belgique        | Spa-Francorchamps                 | Mercedes         | F1 W08  | Pole position   | Résumé |
| 59  | 2017  | 13/20  | 3 septembre 2017  | Italie          | Monza                             | Mercedes         | F1 W08  | Pole position   | Résumé |
| 60  | 2017  | 14/20  | 17 septembre 2017 | Singapour       | Circuit urbain de Singapour       | Mercedes         | F1 W08  | 5e              | Résumé |
| 61  | 2017  | 16/20  | 8 octobre 2017    | Japon           | Circuit de Suzuka                 | Mercedes         | F1 W08  | Pole position   | Résumé |
| 62  | 2017  | 17/20  | 22 octobre 2017   | États-Unis      | Austin                            | Mercedes         | F1 W08  | Pole position   | Résumé |
| 63  | 2018  | 04/21  | 29 avril 2018     | Azerbaïdjan     | Bakou                             | Mercedes         | F1 W09  | 2e              | Résumé |
| 64  | 2018  | 05/21  | 13 mai 2018       | Espagne         | Catalogne                         | Mercedes         | F1 W09  | Pole position   | Résumé |
| 65  | 2018  | 08/21  | 24 juin 2018      | France          | Paul Ricard                       | Mercedes         | F1 W09  | Pole position   | Résumé |
| 66  | 2018  | 11/21  | 22 juillet 2018   | Allemagne       | Hockenheim                        | Mercedes         | F1 W09  | 14e             | Résumé |
| 67  | 2018  | 12/21  | 29 juillet 2018   | Hongrie         | Hungaroring                       | Mercedes         | F1 W09  | Pole position   | Résumé |
| 68  | 2018  | 14/21  | 2 septembre 2018  | Italie          | Monza                             | Mercedes         | F1 W09  | 3e              | Résumé |
| 69  | 2018  | 15/21  | 16 septembre 2018 | Singapour       | Circuit urbain de Singapour       | Mercedes         | F1 W09  | Pole position   | Résumé |
| 70  | 2018  | 16/21  | 30 septembre 2018 | Russie          | Autodrome de Sotchi               | Mercedes         | F1 W09  | 2e              | Résumé |
| 71  | 2018  | 17/21  | 7 octobre 2018    | Japon           | Circuit de Suzuka                 | Mercedes         | F1 W09  | Pole position   | Résumé |
| 72  | 2018  | 20/21  | 11 novembre 2018  | Brésil          | Autodromo José Carlos Pace        | Mercedes         | F1 W09  | Pole position   | Résumé |
| 73  | 2018  | 21/21  | 25 novembre 2018  | Abou Dabi       | Yas Marina                        | Mercedes         | F1 W09  | Pole position   | Résumé |
| 74  | 2019  | 02/21  | 31 mars 2019      | Bahreïn         | Sakhir                            | Mercedes         | F1 W10  | 3e              | Résumé |
| 75  | 2019  | 03/21  | 14 avril 2019     | Chine           | Shanghai                          | Mercedes         | F1 W10  | 2e              | Résumé |
| 76  | 2019  | 05/21  | 12 mai 2019       | Espagne         | Catalogne                         | Mercedes         | F1 W10  | 2e              | Résumé |
| 77  | 2019  | 06/21  | 26 mai 2019       | Monaco          | Monaco                            | Mercedes         | F1 W10  | Pole position   | Résumé |
| 78  | 2019  | 07/21  | 9 juin 2019       | Montréal        | Circuit Gilles-Villeneuve         | Mercedes         | F1 W10  | 2e              | Résumé |
| 79  | 2019  | 8/21   | 23 juin 2019      | France          | Circuit Paul-Ricard               | Mercedes         | F1 W10  | Pole position   | Résumé |
| 80  | 2019  | 10/21  | 14 juillet 2019   | Grande-Bretagne | Silverstone                       | Mercedes         | F1 W10  | 2e              | Résumé |
| 81  | 2019  | 12/21  | 4 août 2019       | Hongrie         | Hungaroring                       | Mercedes         | F1 W10  | 3e              | Résumé |
| 82  | 2019  | 16/21  | 29 septembre 2019 | Russie          | Autodrome de Sotchi               | Mercedes         | F1 W10  | 2e              | Résumé |
| 83  | 2019  | 18/21  | 27 octobre 2019   | Mexique         | Autódromo Hermanos Rodríguez      | Mercedes         | F1 W10  | 3e              | Résumé |
| 84  | 2019  | 21/21  | 1er décembre 2019 | Abou Dabi       | Yas Marina                        | Mercedes         | F1 W10  | Pole position   | Résumé |
| 85  | 2020  | 2/17   | 12 juillet 2020   | Styrie          | Spielberg                         | Mercedes         | F1 W11  | Pole position   | Résumé |
| 86  | 2020  | 3/17   | 19 juillet 2020   | Hongrie         | Hungaroring                       | Mercedes         | F1 W11  | Pole position   | Résumé |
| 87  | 2020  | 4/17   | 2 août 2020       | Grande-Bretagne | Silverstone                       | Mercedes         | F1 W11  | Pole position   | Résumé |
| 88  | 2020  | 6/17   | 16 août 2020      | Espagne         | Catalogne                         | Mercedes         | F1 W11  | Pole position   | Résumé |
| 89  | 2020  | 7/17   | 30 août 2020      | Belgique        | Spa-Francorchamps                 | Mercedes         | F1 W11  | Pole position   | Résumé |
| 90  | 2020  | 9/17   | 13 septembre 2020 | Toscane         | Mugello                           | Mercedes         | F1 W11  | Pole position   | Résumé |
| 91  | 2020  | 11/17  | 11 octobre 2020   | Eifel           | Nürburgring                       | Mercedes         | F1 W11  | 2e              | Résumé |
| 92  | 2020  | 12/17  | 25 octobre 2020   | Portugal        | Portimão                          | Mercedes         | F1 W11  | Pole position   | Résumé |
| 93  | 2020  | 13/17  | 1er novembre 2020 | Émilie-Romagne  | Imola                             | Mercedes         | F1 W11  | 2e              | Résumé |
| 94  | 2020  | 14/17  | 15 novembre 2020  | Turquie         | Otodrom Istanbul Park             | Mercedes         | F1 W11  | 6e              | Résumé |
| 95  | 2020  | 15/17  | 29 novembre 2020  | Bahreïn         | Sakhir                            | Mercedes         | F1 W11  | Pole position   | Résumé |
| 96  | 2021  | 1/22   | 28 mars 2021      | Bahreïn         | Sakhir                            | Mercedes         | F1 W12  | 2e              | Résumé |
| 97  | 2021  | 3/22   | 2 mai 2021        | Portugal        | Portimão                          | Mercedes         | F1 W12  | 2e              | Résumé |
| 98  | 2021  | 4/22   | 9 mai 2021        | Espagne         | Catalogne                         | Mercedes         | F1 W12  | Pole position   | Résumé |
| 99  | 2021  | 10/22  | 18 juillet 2021   | Grande-Bretagne | Silverstone                       | Mercedes         | F1 W12  | 2e              | Résumé |
| 100 | 2021  | 15/22  | 26 septembre 2021 | Russie          | Autodrome de Sotchi               | Mercedes         | F1 W12  | 4e              | Résumé |
| 101 | 2021  | 19/22  | 14 novembre 2021  | Brésil          | Autodromo José Carlos Pace        | Mercedes         | F1 W12  | 10e             | Résumé |
| 102 | 2021  | 20/22  | 21 novembre 2021  | Qatar           | Circuit international de Losail   | Mercedes         | F1 W12  | Pole position   | Résumé |
| 103 | 2021  | 21/22  | 5 décembre 2021   | Arabie saoudite | Circuit de la corniche de Djeddah | Mercedes         | F1 W12  | Pole position   | Résumé |
| 104 | 2024  | 12/24  | 7 juillet 2024    | Grande-Bretagne | Silverstone                       | Mercedes         | F1 W15  | 2e              | Résumé |
| 105 | 2024  | 14/24  | 28 juillet 2024   | Belgique        | Spa-Francorchamps                 | Mercedes         | F1 W15  | 3e              | Résumé |

### Résultats par Grand Prix
(Mis à jour après le Grand Prix automobile de Grande Bretagne 2024)
| Grand Prix       | Nombre | Pole positions | Meilleurs tours | Podiums | Hat-Tricks | Dans les points | Victoires | Année de la victoire                                         | Abandons | Points |
| ---------------- | ------ | -------------- | --------------- | ------- | ---------- | --------------- | --------- | ------------------------------------------------------------ | -------- | ------ |
| Abou Dabi        | 12     | 5              | 3               | 9       | 1          | 10              | 5         | 2011 -2014 - 2016 - 2018 - 2019                              | 2        | 226    |
| Allemagne        | 9      | 2              | 3               | 5       | 0          | 7               | 4         | 2008 - 2011 - 2016 - 2018                                    | 0        | 122    |
| Arabie saoudite  | 1      | 1              | 1               | 1       | 1          | 1               | 1         | 2021                                                         | 0        | 26     |
| Australie        | 13     | 8              | 1               | 9       | 1          | 11              | 2         | 2008 - 2015                                                  | 1        | 164    |
| Autriche         | 8      | 3              | 2               | 4       | 1          | 7               | 1         | 2016                                                         | 1        | 120    |
| Azerbaïdjan      | 3      | 1              | 0               | 2       | 0          | 3               | 1         | 2018                                                         | 0        | 53     |
| Bahreïn          | 14     | 3              | 1               | 10      | 0          | 13              | 5         | 2014 - 2015 - 2019 - 2020 - 2021                             | 0        | 215    |
| Belgique         | 15     | 6              | 2               | 10      | 0          | 10              | 5         | 2010 - 2015 - 2017 - 2020 - 2024                             | 4        | 202    |
| Brésil           | 14     | 3              | 4               | 6       | 0          | 12              | 3         | 2016 - 2018 - 2021                                           | 2        | 149    |
| Canada           | 12     | 6              | 1               | 8       | 1          | 9               | 7         | 2007 - 2010 - 2012 - 2015 - 2016 - 2017 - 2019               | 3        | 185    |
| Chine            | 13     | 6              | 4               | 9       | 3          | 12              | 6         | 2008 - 2011 - 2014 - 2015 - 2017 - 2019                      | 1        | 204    |
| Corée du Sud     | 4      | 1              | 0               | 2       | 0          | 4               | 0         |                                                              | 0        | 47     |
| Eifel            | 1      | 0              | 0               | 1       | 0          | 1               | 1         | 2020                                                         | 0        | 25     |
| Espagne          | 15     | 6              | 5               | 10      | 1          | 12              | 6         | 2014 - 2017 - 2018 - 2019 - 2020 - 2021                      | 2        | 180    |
| Émilie-Romagne   | 2      | 1              | 2               | 2       | 0          | 2               | 1         | 2020                                                         | 0        | 45     |
| États-Unis       | 9      | 4              | 0               | 8       | 0          | 9               | 6         | 2007 - 2012 - 2014 - 2015 - 2016 - 2017                      | 0        | 180    |
| Europe           | 7      | 1              | 0               | 3       | 0          | 5               | 0         |                                                              | 1        | 56     |
| France           | 3      | 2              | 0               | 2       | 0          | 2               | 2         | 2018 - 2019                                                  | 0        | 56     |
| Grande-Bretagne  | 15     | 6              | 4               | 12      | 2          | 14              | 9         | 2008 - 2014 - 2015 - 2016 - 2017 - 2019 - 2020 - 2021 - 2024 | 1        | 231    |
| Hongrie          | 15     | 8              | 1               | 9       | 1          | 13              | 8         | 2007 - 2009 - 2012 - 2013 - 2016 - 2018 - 2019 - 2020        | 1        | 237    |
| Inde             | 3      | 0              | 0               | 0       | 0          | 3               | 0         |                                                              | 0        | 26     |
| Italie           | 14     | 7              | 6               | 8       | 2          | 12              | 5         | 2012 - 2014 - 2015 - 2017 - 2018                             | 2        | 190    |
| Japon            | 13     | 4              | 4               | 8       | 1          | 11              | 5         | 2007 - 2014 - 2015 - 2017 - 2018                             | 1        | 177    |
| Malaisie         | 11     | 5              | 2               | 6       | 1          | 10              | 1         | 2014                                                         | 1        | 116    |
| Mexique          | 5      | 1              | 0               | 3       | 0          | 5               | 2         | 2016 - 2019                                                  | 0        | 82     |
| Monaco           | 13     | 2              | 1               | 7       | 0          | 12              | 3         | 2008 - 2016 - 2019                                           | 0        | 162    |
| Portugal         | 2      | 1              | 1               | 2       | 0          | 2               | 2         | 2020 - 2021                                                  | 0        | 51     |
| Russie           | 8      | 2              | 1               | 7       | 0          | 8               | 5         | 2014 - 2015 - 2018 - 2019 - 2021                             | 0        | 171    |
| Singapour        | 12     | 4              | 2               | 6       | 2          | 9               | 4         | 2009 - 2014 - 2017 - 2018                                    | 3        | 138    |
| Styrie           | 1      | 1              | 0               | 1       | 0          | 1               | 1         | 2020                                                         | 0        | 25     |
| Toscane          | 1      | 1              | 1               | 1       | 0          | 1               | 1         | 2020                                                         | 0        | 26     |
| Turquie          | 6      | 0              | 0               | 3       | 0          | 5               | 2         | 2010 - 2020                                                  | 0        | 74     |
| Qatar            | 1      | 1              | 0               | 1       | 0          | 1               | 1         | 2021                                                         | 0        | 25     |
| 70e anniversaire | 1      | 0              | 1               | 1       | 0          | 1               | 0         |                                                              | 0        | 19     |
| Total            | 287    | 104            | 59              | 181     | 19         | 247             | 104       |                                                              | 27       | 4147,5 |

### Records
- À l'issue du Grand Prix d'Espagne 2007, Lewis Hamilton devient, à 22 ans, le plus jeune pilote à mener le championnat du monde de Formule 1.
- Lewis Hamilton détient le record du plus grand nombre de podiums consécutifs réalisés lors de sa première saison. À l'issue du Grand Prix de Grande-Bretagne 2007, il est monté sur neuf podiums en neuf courses. Les records précédents appartenaient à Peter Arundell (deux podiums en deux courses sur Lotus en 1964) et Giancarlo Baghetti (trois victoires en trois courses en 1961 sur la Scuderia Ferrari). Dans le cas de Giancarlo Baghetti, une seule de ces trois courses comptait pour le championnat du monde de Formule 1. Lewis Hamilton est également le premier pilote à avoir inscrit des points et être monté sur le podium lors de ses neuf premières courses.
- À la fin de sa première saison, Lewis Hamilton détient la meilleure moyenne de points par Grand Prix (6,41) devant George Amick (6), Michael Schumacher (5,5) et Juan Manuel Fangio (5,44).
- Au Grand Prix des États-Unis 2014, en remportant sa 32e victoire, il devient le recordman britannique des victoires en Formule 1.
- En menant au moins un tour entre le Grand Prix de Hongrie 2014 et le Grand Prix de Grande-Bretagne 2015, il devient le détenteur du record des Grands Prix menés consécutivement, avec 18, dépassant le record de Jackie Stewart datant de 45 ans.
- Il devient le pilote qui s'est imposé sur le plus grand nombre de circuits différents (24) lorsqu'il remporte le Grand Prix du Brésil 2016.
- Son échec dans la quête du titre mondial en 2016 fait de lui le recordman de victoires pour un vice-champion du monde, avec dix succès dans la saison.
- En obtenant sa 69e pole position à Grand Prix d'Italie 2017, Lewis Hamilton devient le pilote ayant obtenu le plus de pole positions ; il bat le record de Michael Schumacher datant du Grand Prix de France 2006.
- La 72e pole position de Lewis Hamilton au Grand Prix des États-Unis 2017 est aussi son 117e départ en première ligne. Il améliore ainsi le record de 116 premières lignes de Michael Schumacher, détenu depuis le Grand Prix de Chine 2012.
- En remportant un quatrième titre mondial au Grand Prix du Mexique 2017, il devient le premier Britannique à accomplir cet exploit.
- Il détient le record de courses consécutives terminées dans les points : 46, entre le Grand Prix du Japon 2016 et celui de France 2018, et entre le Grand Prix de Grande-Bretagne 2018 et celui d'Émilie-Romagne 2020.
- Lors du Grand Prix d'Espagne 2020, Lewis Hamilton obtient le 156e podium de sa carrière et bat le record de Michael Schumacher.
- Lors du Grand Prix du Portugal 2020, il obtient la 92e victoire de sa carrière et bat le record de Michael Schumacher.
- En remportant sa 94e victoire lors du Grand Prix de Turquie 2020, il devient champion du monde pour la septième fois et égale le record de Michael Schumacher.
- Avec plus de 72 victoires pour le même constructeur, Lewis Hamilton améliore le record de M. Schumacher dont le compteur de victoires avec Ferrari s'était arrêté à 72.
- En terminant troisième de la dernière course de la saison 2020, à Abou Dabi, il porte son record à 165 podiums. Il termine l'année avec un total de 95 victoires et 98 pole positions.
- Après sa 96e victoire dans le premier Grand Prix de la saison 2021 à Bahreïn, il détient le nouveau record de tours passés en tête, le portant à 5126.
- Toujours à Bahreïn le 28 mars 2021, il gagne au moins une course pour la quinzième année consécutive, record qu'il partage désormais avec Michael Schumacher.
- Vainqueur du Grand Prix du Portugal le 2 mai 2021, il termine une course en tête du championnat pilotes pour la 123e fois[263].
- Le 8 mai 2021, à l'issue des qualifications du Grand Prix d'Espagne il réalise sa 100e pole position, quinze ans après la première obtenue au Grand Prix du Canada 2007[168].
- Le 26 septembre 2021, il s'impose à l'arrivée du Grand Prix de Russie et atteint le cap des 100 victoires en carrière, là aussi quinze ans après son premier succès au Grand Prix du Canada 2007.
- Le 5 décembre 2021, il s'impose sur un 31e circuit différent, à l'arrivée du Grand Prix d'Arabie saoudite, améliorant son record dans ce domaine[264].
- Le 7 juillet 2024 il s'impose sur le circuit de Silverstone glanant ainsi une neuvième victoire sur un même tracé et battant donc son record codétenu avec Michael Schumacher[265].
- Lors de ce même Grand Prix, il signe sa 104e victoire et bat ainsi le record qu'il détenait déjà[266].
- Avec une victoire à 39 ans et 182 jours, il devient le pilote le plus âgé à gagner au XXIe siècle et le premier à gagner après son 300e départ en Grand Prix[232].
- Toujours lors Grand Prix de Grande-Bretagne 2024, il devient le détenteur du plus grand écart entre une première et une dernière victoire pour un pilote, avec 17 ans et un mois, battant ainsi le record de Kimi Räikkönen qui avait établi un écart de 15 ans au Grand Prix des États-Unis 2018[232].
- Il détient le record de podiums avec un seul constructeur avec 150 podiums pour Mercedes[267].
- Lors du Grand Prix de Hongrie 2024, il atteint le cap des 200 podiums.
- Une semaine plus tard, lors du Grand Prix de Belgique 2024, il bat à nouveau son propre record et décroche sa 105e victoire en carrière[268].
- Avec sa victoire à 39 ans et 203 jours, il bat son propre record du pilote le plus âgé à gagner au XXIe siècle[268].
- Il bat ainsi le record qu'il avait établi en Grande-Bretagne en battant le plus grand écart entre sa première et sa dernière victoire, avec 17 ans et 48 jours[268].

## Vie personnelle
De 2007 à 2015, Lewis Hamilton a été en couple avec Nicole Scherzinger, l'ex-chanteuse des Pussycat Dolls. Le couple s'est rencontré à Munich lors de la cérémonie des MTV Europe Music Awards ; ils mettent fin, en février 2015, à leur relation.
Lewis Hamilton est un ami proche de Rowan Atkinson, créateur et interprète du personnage de Mr Bean, avec qui il partage la même passion pour la vitesse. Il a également noué une relation d'amitié avec le jeune Billy Monger, pilote automobile britannique amputé des deux jambes après un grave accident en 2017.
Outre la course automobile, Hamilton est un grand passionné de musique. Selon The Sun, il aurait même enregistré des titres de R'n'B.
Début 2011, son frère Nicolas, âgé de 19 ans et atteint d'une infirmité motrice cérébrale, débute également dans le sport automobile en Coupe Clio UK. Celui-ci bénéficie depuis tout jeune du soutien de Lewis et de son père Anthony qui l'amène souvent sur les Grands Prix. Il court dans l'équipe Total Control Racing, plusieurs fois vainqueur du championnat.
Lewis Hamilton est l'un des pilotes les plus actifs sur les réseaux sociaux, la FIA lui demandant même d'arrêter de publier des vidéos des coulisses de la F1. Suivi par plusieurs millions d'abonnés sur Twitter, Instagram ou encore Snapchat, il publie notamment, en marge du Grand Prix du Japon 2016, des vidéos sur Snapchat de la conférence de presse, utilisant plusieurs filtres sur d'autres pilotes, ce qui est considéré par certains comme « irrespectueux ».
Depuis 2013, Lewis Hamilton est suivi sur les circuits de Formule 1 par son chien Roscoe, qui bénéficie d'une accréditation pour assister aux Grands Prix,.
En 2017, il indique à la BBC qu'il adopte un mode de vie végan,. En 2019, se souciant des effets du réchauffement climatique, il publie des messages d'alerte sur son compte Instagram montrant son inquiétude envers la planète.
Lewis Hamilton est adepte de parachutisme,,.

### Engagement contre le racisme avec le monde de la F1
En 2020, Lewis Hamilton soutient le mouvement Black Lives Matter après le meurtre de George Floyd à la suite de son interpellation par plusieurs policiers à Minneapolis, et s'en fait le héraut dans son environnement sportif,. Dans le dernier épisode de la saison 3 de la série Formula 1 : Pilotes de leur destin commanditée par Liberty Media, diffusée sur Netflix et consacrée à la saison 2020, on l'entend dire « Tous les noirs dans le monde connaîtront le racisme à un moment de leur vie, c'est la réalité. Quand les gens t'insultent en utilisant des épithètes injurieuses, quand on te dit de retourner dans ton pays alors que tu y es déjà, des millions de gens ont vécu des expériences bien pires et ça doit changer ». Mais aussi : « Cette année, il y a eu plus que la course. Ce qui est arrivé à George a engendré beaucoup d'émotions. Tout à coup, des choses que j'avais réprimées toute ma vie sont revenues à la surface et je ne pouvais plus me taire. ».
Il s'affiche sur les réseaux sociaux poing levé, participant aux manifestations contre le racisme, et monte notamment en vainqueur sur le podium du Grand Prix de Toscane avec un t-shirt où est écrit de face « Arrest the cops who killed Breonna Taylor » et de dos « Say her name » (Arrêtez les flics qui ont tué Breonna Taylor - Dites son nom),.
Ainsi, il entraîne le monde de la Formule 1 dans son combat contre le racisme et pour plus de diversité dans son sport. Avant le début de saison, Mercedes décide de changer sa traditionnelle livrée grise et de peindre ses voitures en noir. « C'est une déclaration claire que nous sommes opposés au racisme et à toutes formes de discrimination », explique Toto Wolff en soutien à son pilote.
Avant chaque Grand Prix, et à son initiative, les pilotes se présentent sur la grille en t-shirt noir, portant la mention End Racism ou Black Lives Matter, et une large partie d'entre-eux met un genou à terre (rappelant le geste initié par Colin Kaepernick en 2016), une action visible par des millions de téléspectateurs et adoubée par les promoteurs de la Formule 1 qui lancent par ailleurs le hashtag #WeRaceAsOne. Le mouvement se poursuit en 2021. Avant le lancement de la saison, il écrit : « L'année dernière, certains d'entre-nous ont posé un genou à terre en faveur de l'égalité ce dont je suis très fier (...) Tant que j'aurai de l’air dans mes poumons, je continuerai à me battre pour le changement dans tout ce que je fais. Je travaillerai pour créer des parcours et des opportunités pour les enfants de couleur, dans les disciplines des sciences, de l'ingénierie et de la création. Continuons à pousser. À quoi êtes-vous engagé? »

## Controverses

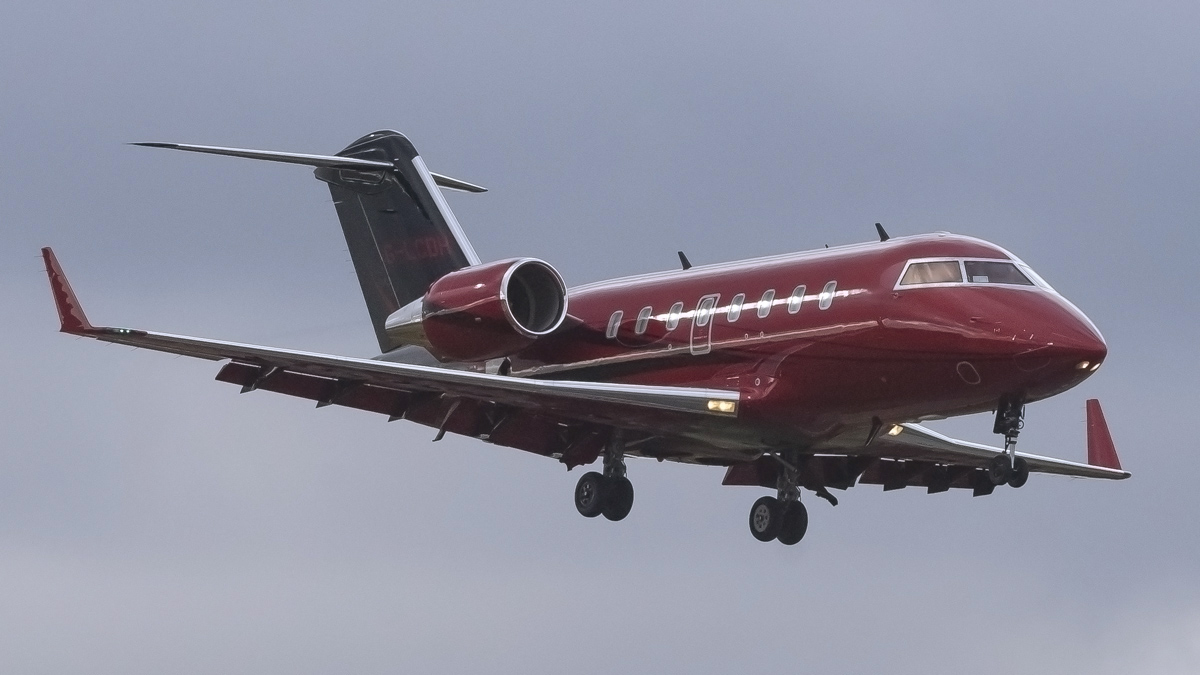
Le jet privé de Lewis Hamilton.

Lewis Hamilton, originaire du Royaume-Uni et résidant à Monaco, a acheté en 2012, un jet privé Bombardier Challenger 600, pour son usage professionnel et privé,. En 2017, il est nommé dans les Paradise Papers car, d'après l'enquête menée par de nombreuses rédactions dans le monde, ce jet a été acheté par une société offshore basée sur les Îles Vierges britanniques. Un montage financier a ainsi permis à l'Anglais d'éviter de payer les taxes sur l'achat de son jet, lui permettant d'économiser 3,7 millions d'euros sur un achat de 22 millions d'euros. Ses avocats assurent toutefois que la structure mise en place n'est pas illégale : « En tant que sportif mondial qui paye des taxes dans de nombreux pays, Lewis fait confiance à des conseillers professionnels pour gérer ses affaires et ces conseillers lui ont assuré qu'il n'y avait pas de problème. » Il pourrait néanmoins être reproché à Hamilton de ne pas utiliser son avion à plein temps pour son activité de pilote de Formule 1, ce qui permettrait effectivement d'être exempté de taxes.
À Noël 2017, il publie une story sur son compte Instagram, où il critique son neveu qui porte une robe de princesse : « Les garçons ne portent pas des robes de princesses. ». Une polémique prend rapidement naissance, certains demandant même que Lewis Hamilton perde son titre de membre de l'ordre de l'Empire britannique. Le lendemain, il s'excuse sur Twitter : « J'ai réalisé que mes propos étaient inappropriés. » La polémique continuant d'enfler, le pilote, suivi par plus de 5,7 millions d'abonnés, supprime toutes ses publications, soit un peu plus de 2 600, sur son compte Instagram,.

## Distinctions

### Décorations
- Ordre de l'Empire britannique à titre civil : membre de l'empire britannique (MBE) en 2008 à la suite de son premier titre mondial[298].
- Knight Bachelor : le 31 décembre 2020, il est fait chevalier (Sir) par la reine Élisabeth II puis anobli, le 15 décembre 2021, par le roi Charles III[299].

### Magazine
- Champion des champions mondiaux de L'Équipe en 2020.

### Citoyen d'honneur du Brésil
Le 7 novembre 2022 à Brasilia, Lewis Hamilton est fait citoyen d'honneur du Brésil, pays de son idole Ayrton Senna,. Devant des parlementaires qui l'ont acclamé et vêtu d'un costume bleu ciel, il a reçu une médaille aux couleurs jaune et vert du pays des mains d'Arthur Lira (en), le président de la chambre basse, qui l'a qualifié de « Brésilien de cœur ». Ému, le pilote anglais a déclaré à la Chambre des députés « Toute ma vie, le Brésil a pris une place importante dans mon cœur, c'est ma seconde maison ». Il ajoute : « Quand je pense aux rues de Salvador ou à la précieuse forêt amazonienne, cela me donne envie de passer encore plus de temps ici pour mieux connaître les personnes et les lieux incroyables de ce beau pays ». Il s'est dit honoré par ce titre, le premier du genre décerné à une personnalité étrangère par le Congrès national du Brésil.
Lors du Grand Prix du Brésil 2021, après sa victoire, le pilote Mercedes avait rendu un hommage à Ayrton Senna, en réalisant un tour de piste avec le drapeau du Brésil.

## Filmographie
Sauf indication contraire, les informations mentionnées dans cette section peuvent être confirmées par la base de données cinématographiques IMDb,  présente dans la section « Liens externes ».
- 2011 : Cars 2 de John Lasseter et Bradford Lewis : lui-même (voix originale)
- 2016 : Zoolander 2 (Zoolander No. 2) de Ben Stiller : lui-même
- 2017 : Cars 3 de Brian Fee : lui-même (voix originale)
- 2018 : The Game Changers (documentaire) de Louie Psihoyos : lui-même (également producteur délégué)
- 2024 : F1 de Joseph Kosinski : lui-même (également producteur et consultant)